# Lincoln Continental
Lincoln Continental — легковий автомобіль класу «люкс», що випускався Lincoln (дочірній підрозділ Ford Motor Company) з 1939 по 1948 рік, з 1956 по 2002 рік та з 2016 по 2020 роки. Маючи багато спільного з менш дорогими автомобілями Ford, Lincoln Continental проте мав власний пізнаваний стиль, безліч додаткових опцій і розкішну обробку.
Протягом довгого часу Continental був флагманською моделлю Lincoln. З 1980-х років Continental базувався не на великій, а на середній платформі Ford Taurus, що дозволило йому конкурувати з європейськими та японськими моделями того ж класу. Виробництво автомобіля припинилося в 2002 році, коли Continental був замінений на модель LS і, надалі, MKS.

## Прототип Едсела Форда (1939)
Lincoln Continental почав своє життя як особистий автомобіль президента Ford Motor Company Едсела Форда. В 1938 році Форд замовив Ford замовив унікальний дизайн, який він хотів готового до свого відпочинку в березні 1939 року від головного стиліста компанії Юджина Т. «Боба» Грегорі. Використовуючи креслення стрімких ліній Lincoln Zephyr як початкову цятку, Грегорі накреслив дизайн для кабріолета зі зміненим кузовом; за словами, початковий рисунок дизайну був завершеним за годину.
Крім дизайну, прототип Едсела Форда називали каналізованим і розділеним кабріолетом Lincoln Zephyr; хоч автомобіль мав традиційний профіль вітрового скла, прототип сидів приблизно на 7 дюймів нижче за стандартний Lincoln. З великим зниженням у висоті, підніжки були повністю прибрані. На противагу Zephyr (і на велику відміну від Lincoln серії K), капот сидів майже на рівні з крилами. Для зосередження на стилю авто, хромоване оздоблення сильно обмежили решіткою радіатора; двері відмикались кнопками замість ручок. Так само як з Lincoln Zephyr, прототип оснащений 267-куб. дюймовим двигуном V12; також мав передні й задні поперечні ресори та гідравлічні барабанні гальма.
Дизайн представив дві довго-живучі особливості, характерні в дизайні багатьох американських авто. Видозмінений кузов дав дизайну нові пропорції над його двійником Zephyr; з лінією капота, яка сиділа нижче над двигуном V12 і зміщеним назад пасажирським відсіком, прототип став одним з перших авто, що мали "довгий капот, коротку корму". Із-за меншого місця в багажнику, запасне колесо було вмонтоване за ним; тоді як зникнувши на американських авто, ззовні закріплена накрита запаска лишилась особливістю європейських авто.
Розроблений Грегорі прототип був виготовлений саме в час, щоб в термін доставити його до Едсела Форда у Флориду. Інтерес від багатих друзів був високий; Едсел відправив телеграму назад до Мічигану, що він міг би продати тисячу їх. Із-за ззовні закріпленого запасного колеса, прототип на базі Lincoln отримав свою назву: Continental.
Виробництво Lincoln Continental розпочали негайно, де більшу частину склали кабріолети і рідкісна кількість купе. Вони були вручну зібрані більшою мірою; дві дюжини моделей 1939 року і 400 екземплярів 1940 року зібрали з вручну підігнаних кузовних панелей; матриць для машин пресування не було до 1941 року. Обмежену кількість моделей 1939 року побудови зазвичай називають Continental 1940 року.

## Перше покоління (1939–48)

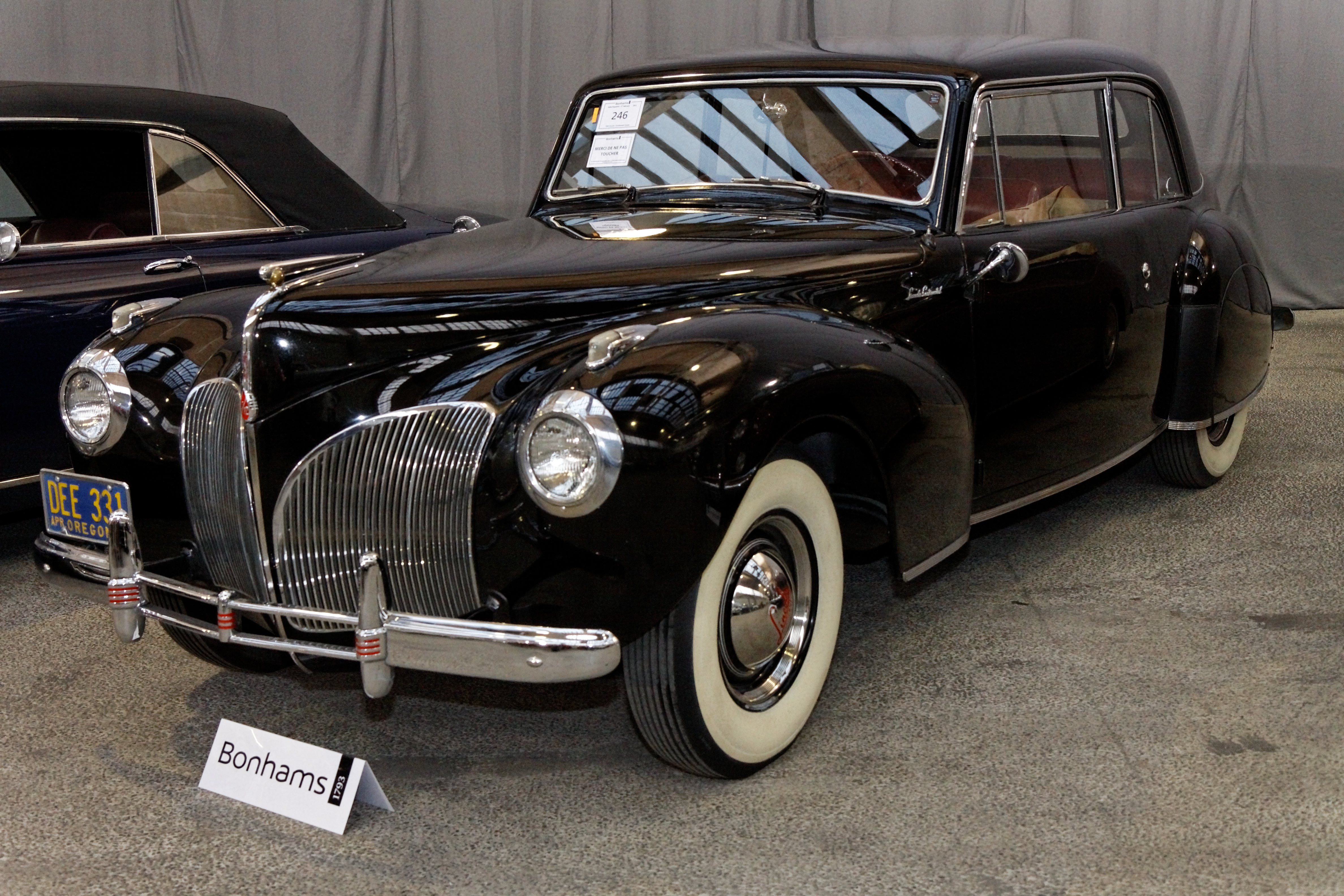
Модель 1939-1941 років

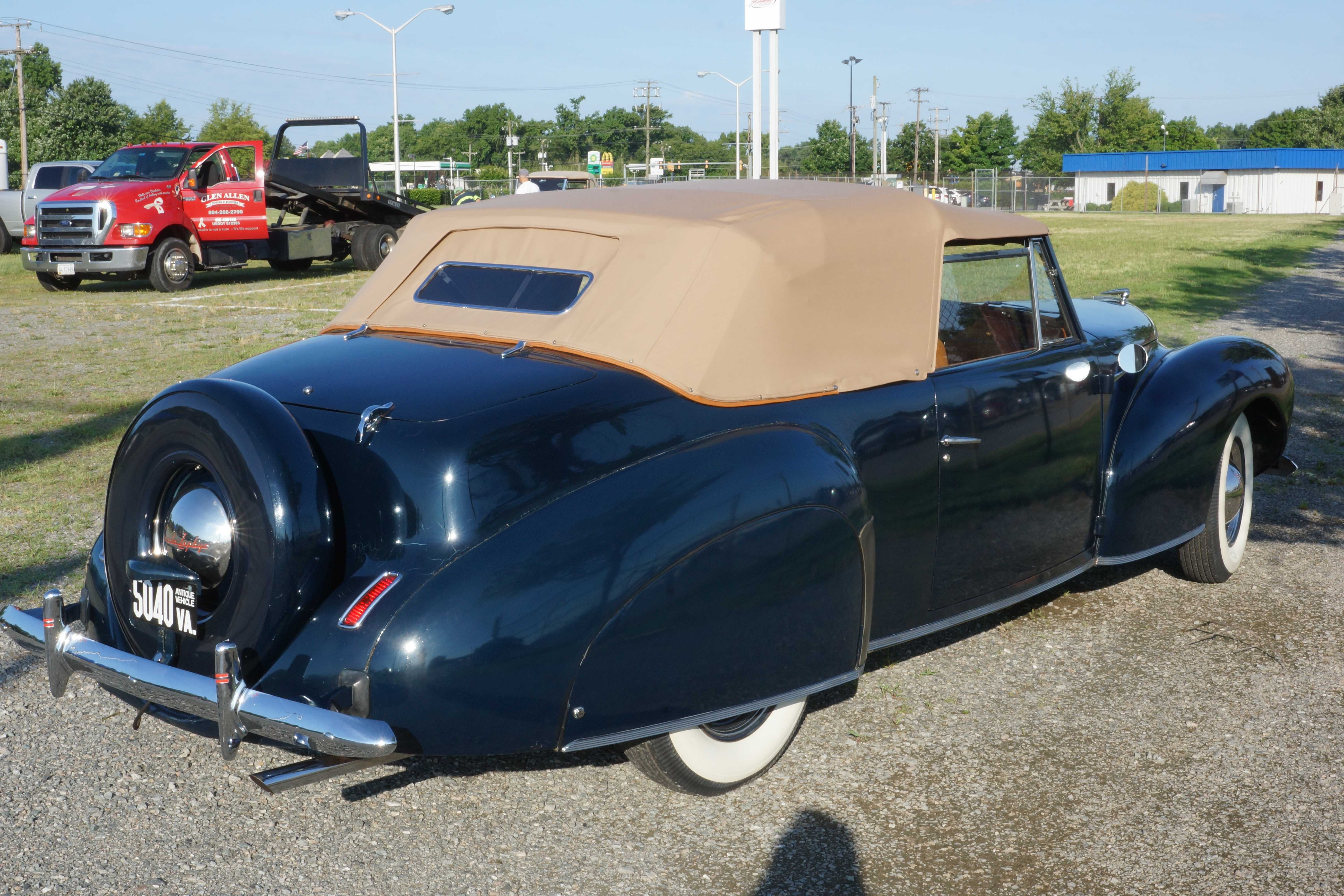
Кабріолет 1940 року

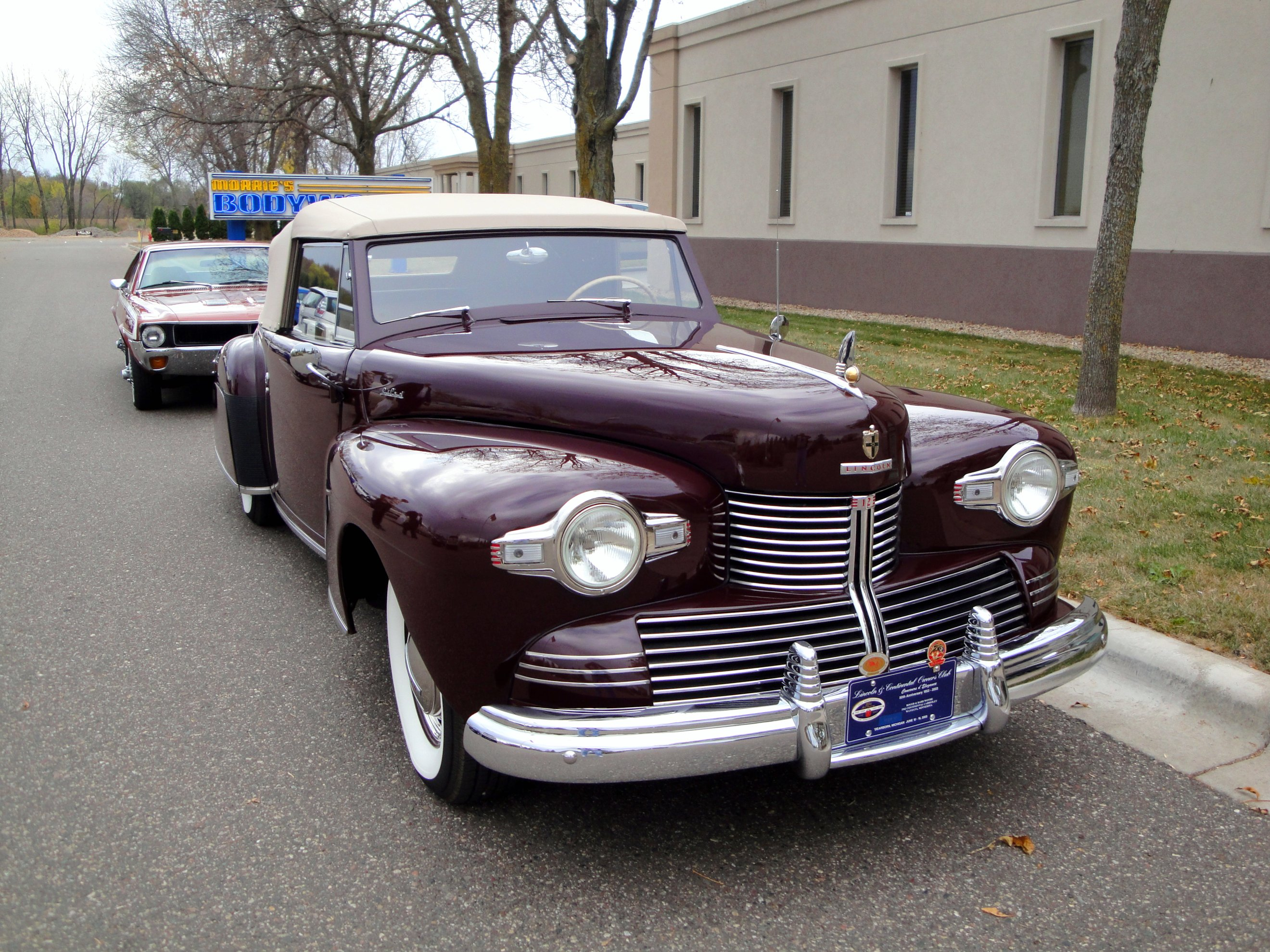
Модель 1942 року

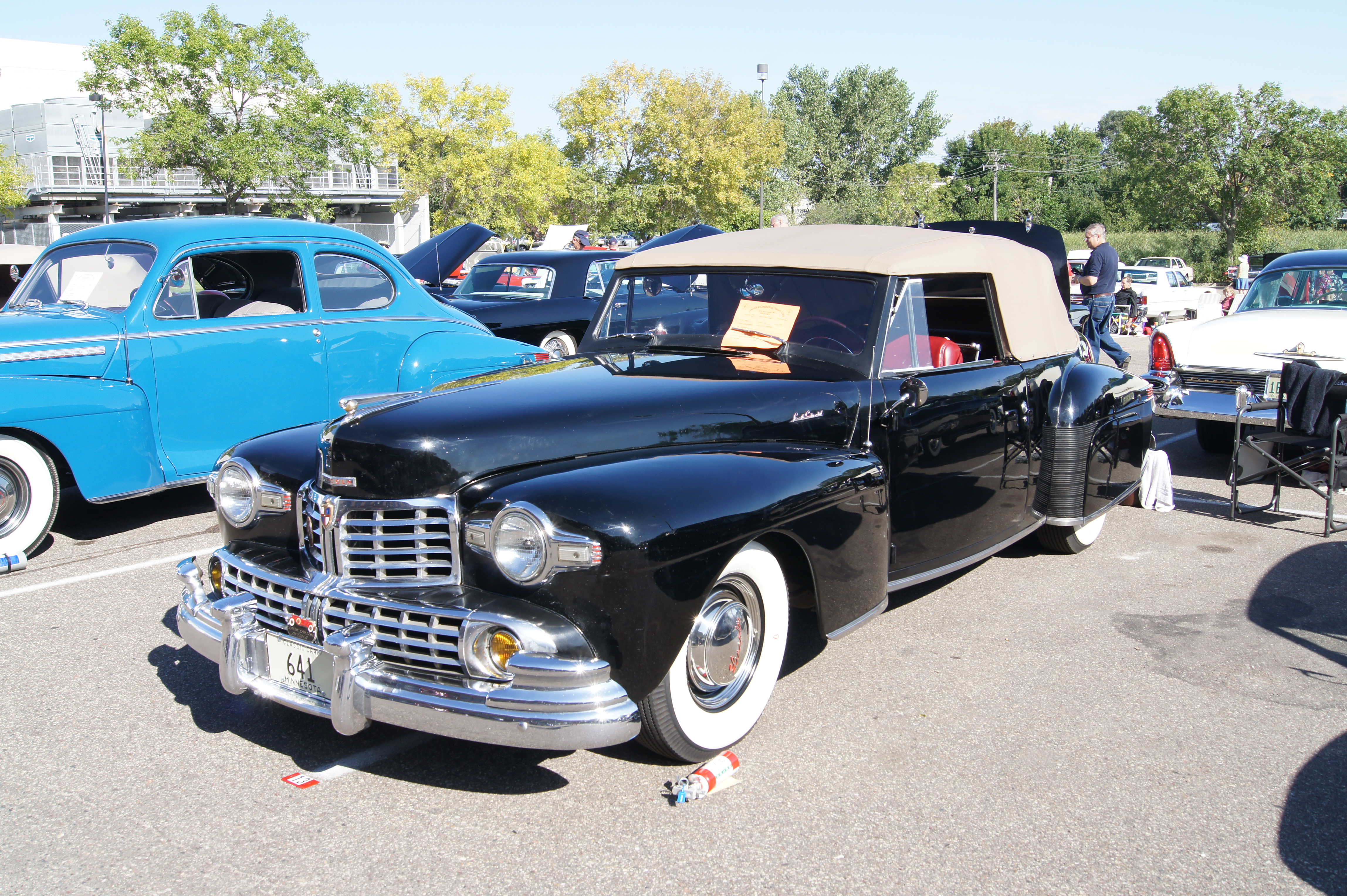
Модель 1947-1948 років

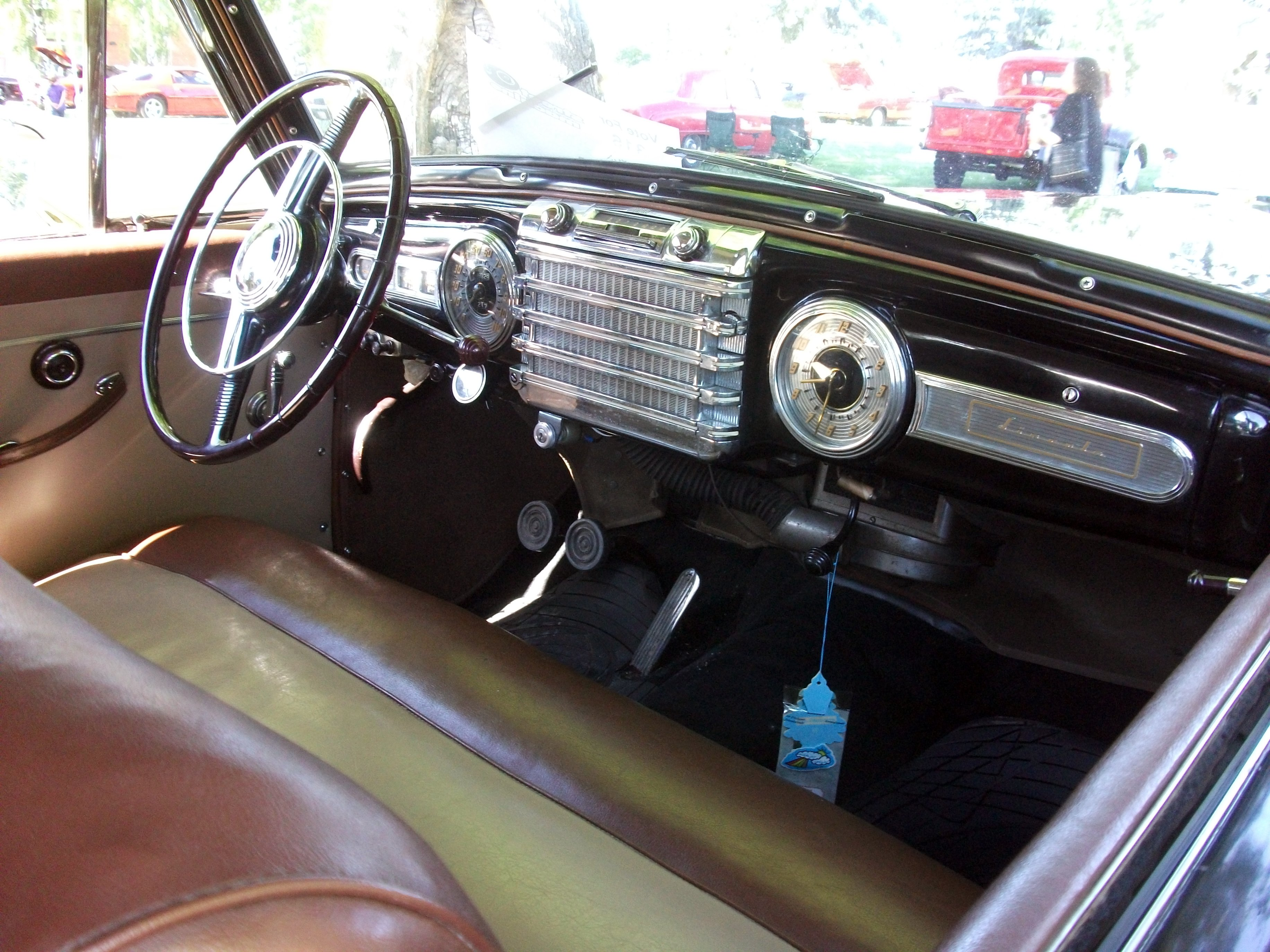

Lincoln Continental з 1939 по 1941 рік ділив в більшій мірі той самий кузов з іншими моделями; Continental на основі Lincoln-Zephyr отримував кілька оновлень з року в рік.
В 1942 модельному році, всім моделям Lincoln надали квадратні вгорі крила і оновлену решітку радіатора. В результаті вийшов кутастий, дещо тяжчий вигляд у слідуванні тогочасним тенденціям дизайну, але мабуть менш граційним у ретроспективі. Виробництво 1942 року обірвали зі вступом Сполучених Штатів у Другу Світову Війну; атака на Перл Харбор призвела до припинення виробництва автомобілів для цивільного використання.
Після Другої Світової Війни, підрозділ Lincoln корпорації Ford повернув Continental у виробництво як модель 1946 року; Lincoln відкинув ряд Zephyr після війни, таким чином післявоєнний Continental був похідним від стандартного Lincoln (внутрішньо Серія H). Задля приваблення покупців, дизайн освіжили оновленим оздобленням, який відрізнявся новою решіткою радіатора. В 1947 році в салон були додані вставки з горіхового шпону.
Після смерті Едсела Форда в 1943 році, Ford Motor Company реорганізувало свою структуру корпоративного керівництва, яке призвело до відставки дизайнера Continental Боба Грегорі в 1946 році. 1948 став останнім роком для Continental, так як відділення перебувало в пошуках для розробки своєї нової модельної лінії 1949 року як покращеної версії Mercury; дороге персональне розкішне авто більше не грало ролі на Lincoln.
Continental 1939–1948 рр. визнаний "Full Classic" Клубом Класичних Автомобілів Америки (Classic Car Club of America), одним з останніх виготовлених авто, яке таким визнають. Станом на 2015 рік, Lincoln Continental 1948 і Lincoln 1948 року були останніми автомобілями, виготовленими і проданими головним автовиробником США з двигуном V12.

## Друге покоління (1956–57)

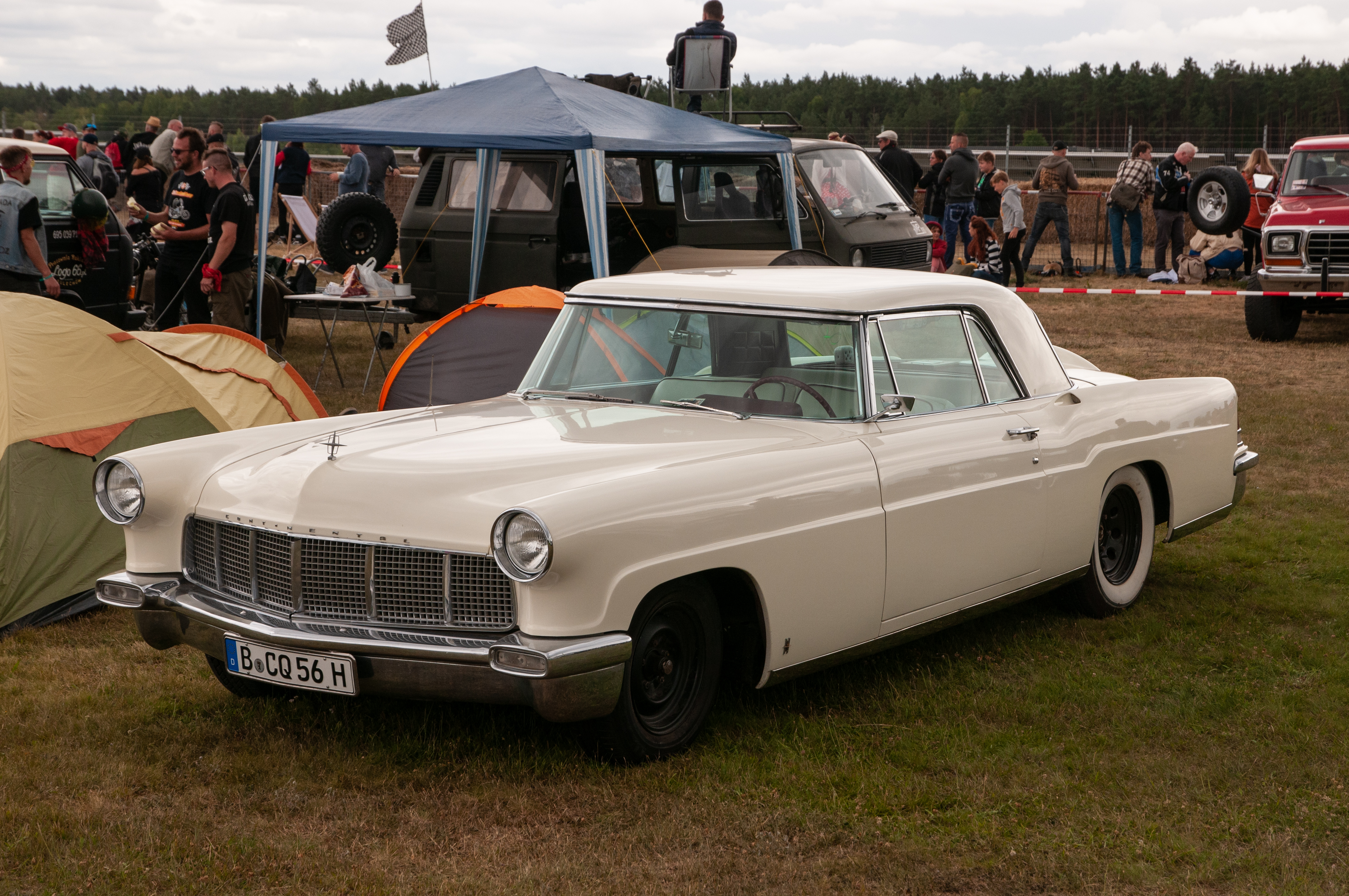
Continental Mark II (1956–1957)

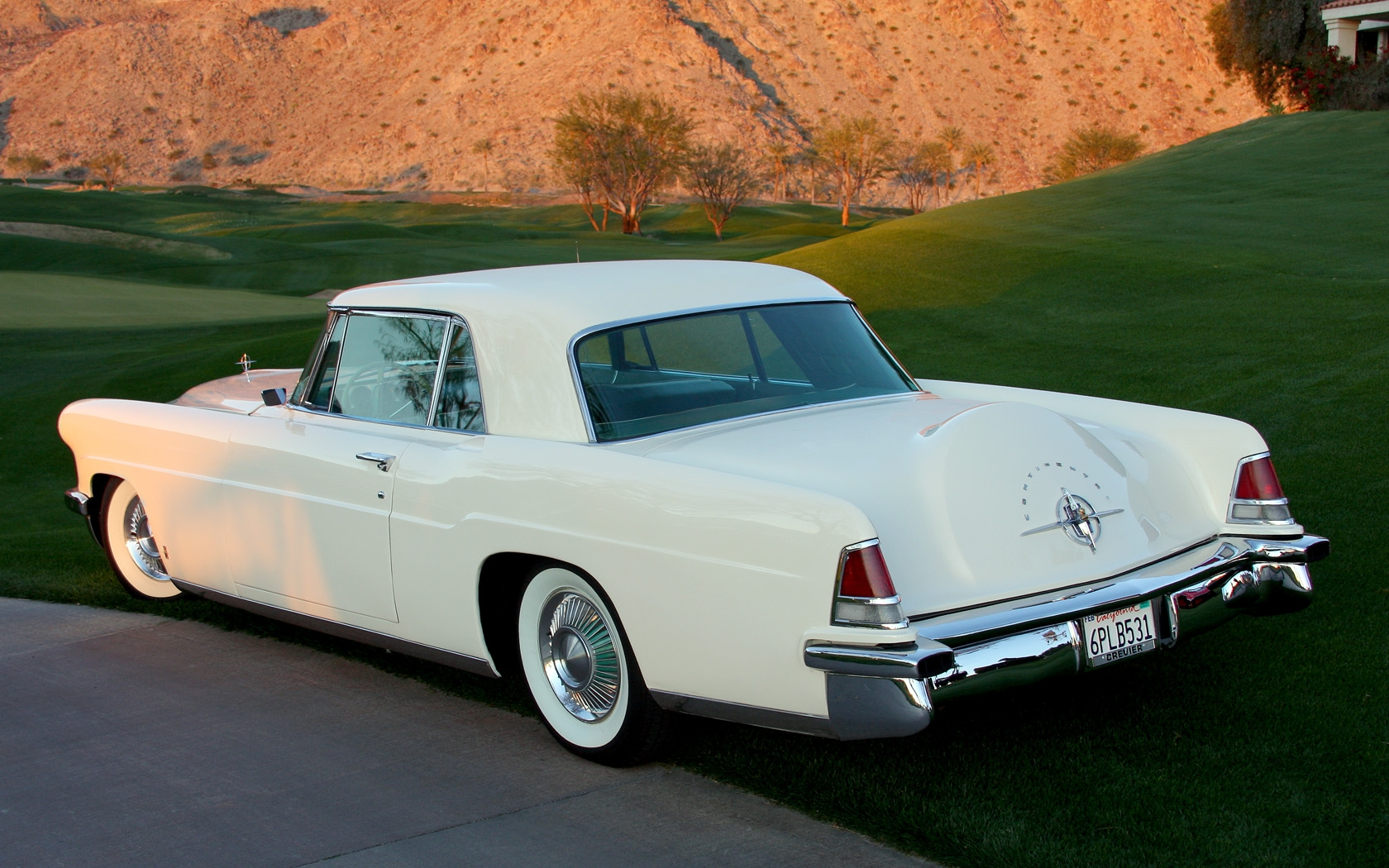

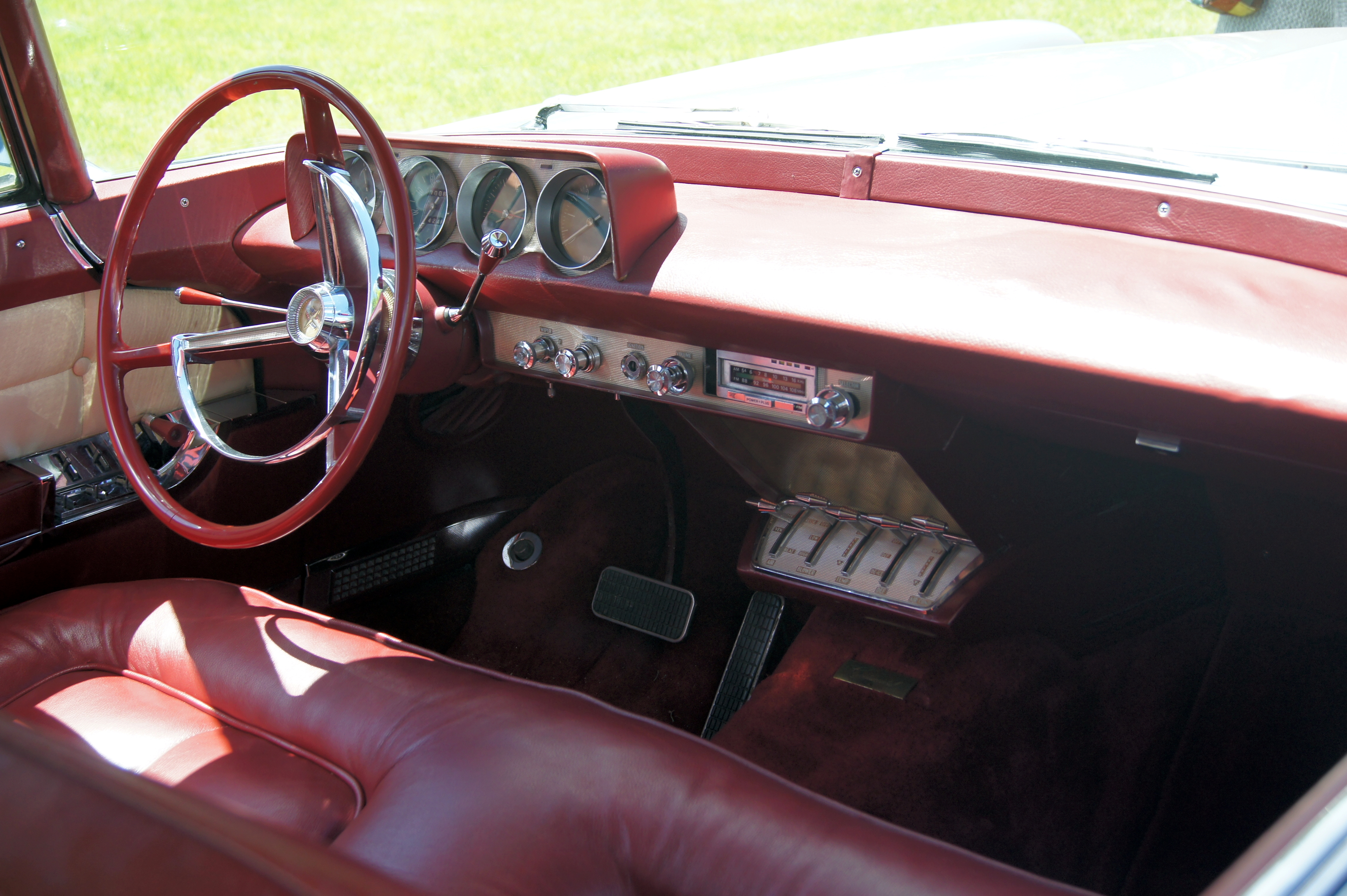
Салон Continental Mark II

Назву Continental відродили наприкінці 1955 року як окрему марку, виготовлювану окремим підрозділом Continental Division від Ford Motor Company, зі своєю єдиною моделлю, Continental Mark II. Ford чітко вказав, що цей Continental не був Lincoln. Ця версія була унікальною розробкою з найвищим контролем якості коли-небудь у всій автомобільній історії. Розкіш високого класу рясніла в новому Continental, і з дуже обмеженою доступністю, він став ще більш ексклюзивним за оригінальну модель.
Continental 1956 року був серед найбільш дорогих авто світу — з роздрібною ціною в трохи нижче від $10,000 (рівно майже $90,000 в 2016 році), в час, коли Ford Customline можна було придбати за менш ніж $2000, він конкурував з Rolls-Royce Silver Cloud. З великим набором наявних електрифікованих особливостей, на Mark II пропонувалась лише одна опція: кондиціонер за $595. Ford вірив, що його ціна підніме статус авто серед тих, хто міг дозволити найкраще. Попри його астрономічну ціну, Ford Motors втратив по $1000 за кожен проданий екземпляр Continental Mark II.
Continental Mark II продавався лише два модельні роки. Між розповідями про дилерів, які відмовляли потенційним покупцям із-за того, що їх не вважали такими людьми, яким пасувало володіти Continental, і цінником, який могли дозволити лише найзаможніші люди світу, Continental став майже міфічним. Френк Сінатра, Елвіс Преслі, Іранський Шах, Нельсон Рокфеллер і Генрі Кіссінджер були частиною кола власників Continental. Студія Warner Bros. подарувала Елізабет Тейлор спеціально замовлений Mark II 1956 року, який був пофарбований в колір її очей. Фільм «Вище суспільство» 1956 року має пару сцен з Mark II. Драма «Солодкий запах успіху» 1957 року має стислий проблиск Mark II; автомобіль належить персонажу Берта Ланкастера, бродвейському фейлетоністу Джей-Джей Гансекеру.
Сумарна кількість склала 2,996 екземплярів, включаючи два прототипи кабріолети. В той час як на пізніших моделях це було чисто як декорація, Mark II дійсно розміщував запаску під штампуванням для неї на кришці багажника.

## Третє покоління (1958–60)

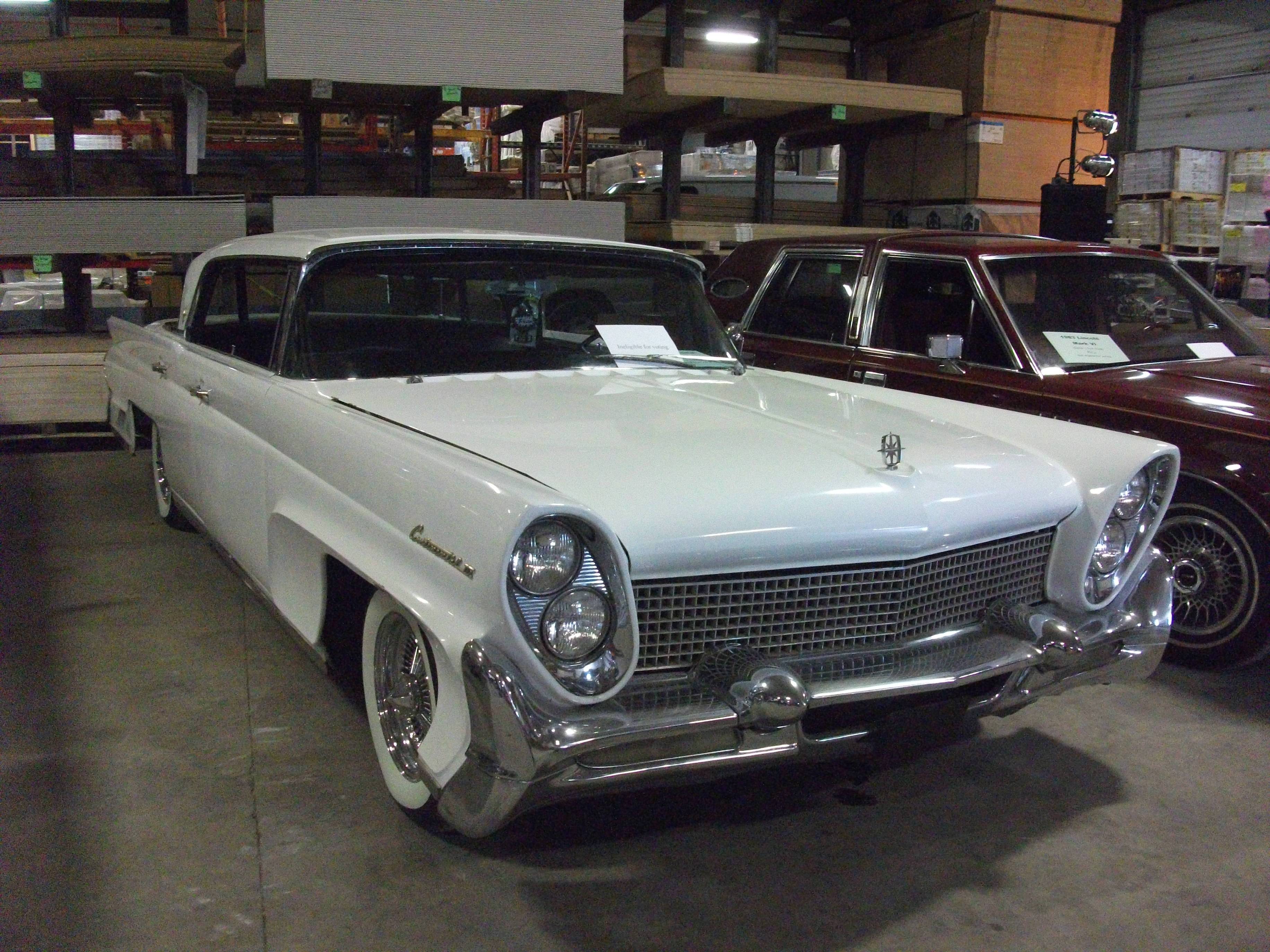
Mark III 1958 року

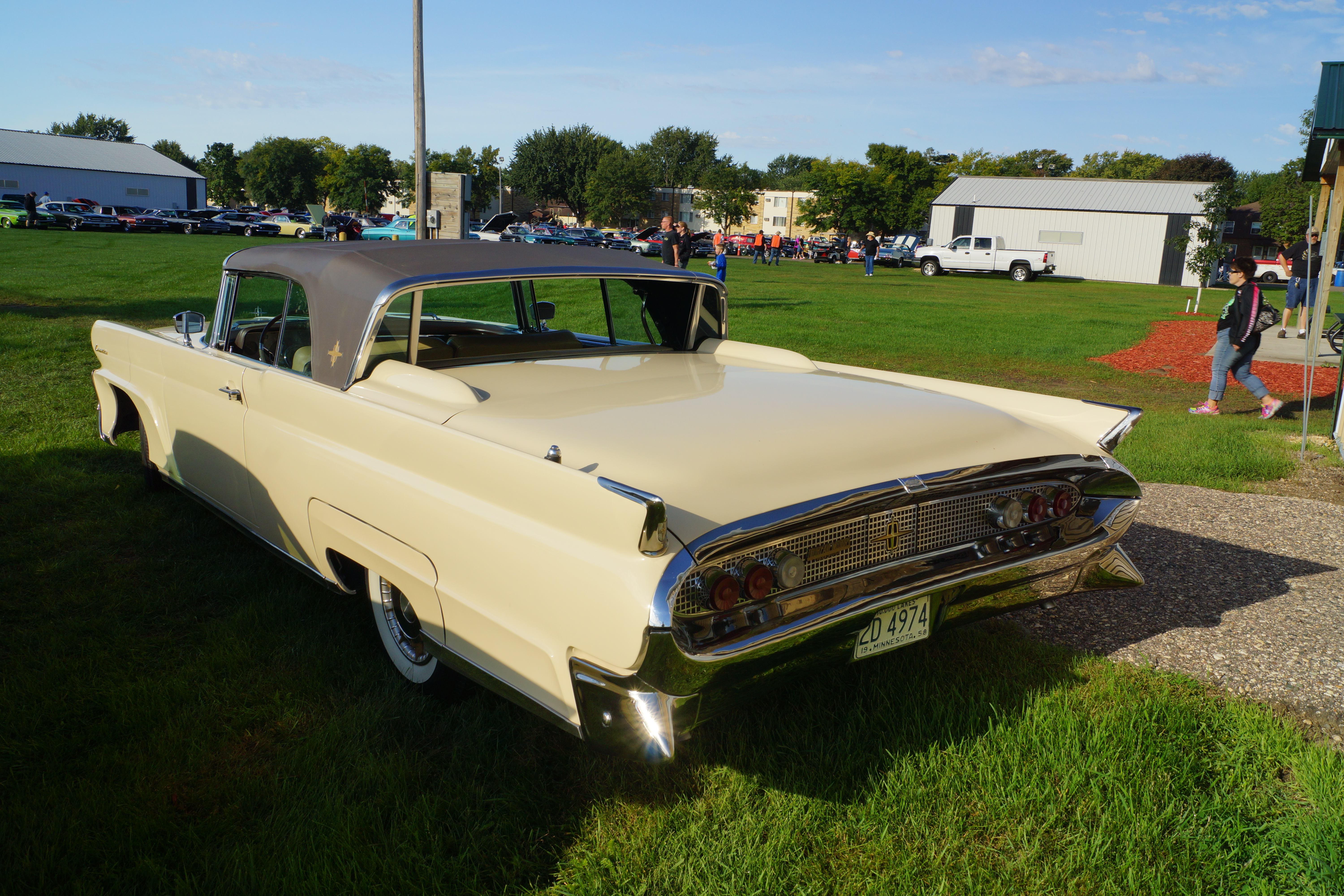

В 1958 році модельний ряд Continental Division розширили 2- і 4-дверними автомобілями, що ділили зовнішній вигляд з моделями бренду Lincoln; Continental отримав нове життя в якості флагмана лінійки Lincoln. Щоб поставити його в ряд зі своїм попередником, версію 1958 року продавали як "Mark III", з написом на крилі "Continental III"; напрям був схожим до того, яким слідував Chrysler з лінійкою Imperial.
Щоб скинути ціну з $10,000 ($84,254 в сучасних доларах) до дещо більш доступних $6,000 ($49,211 в сучасних), Lincoln змістив Continental з вручну виготовленого кузова до версії кузова, яку він ділив з Lincoln Capri і Premiere, для конкурування на ринку з Cadillac Eldorado і Imperial LeBaron. Continental отримав свій власний кузов і салон та свою власну лінію даху. Для обох седанів і хардтопів (і навіть кабріолетів), Continental був розроблений з відкидним назад нахиленим заднім склом типу "breezeway" (подібне до Mercury Turnpike Cruiser, за винятком нахилу назад). Радіоприймач AM був стандартним, а FM – рідко замовною опцією. На противагу вмонтованим на стелі в Mark II, решітки від кондиціонера були вмонтовані в торпедо. Унікальною опцією було "авто змазка"; поки власник тримав резервуар змазки повним, автомобіль автоматично себе змащував.

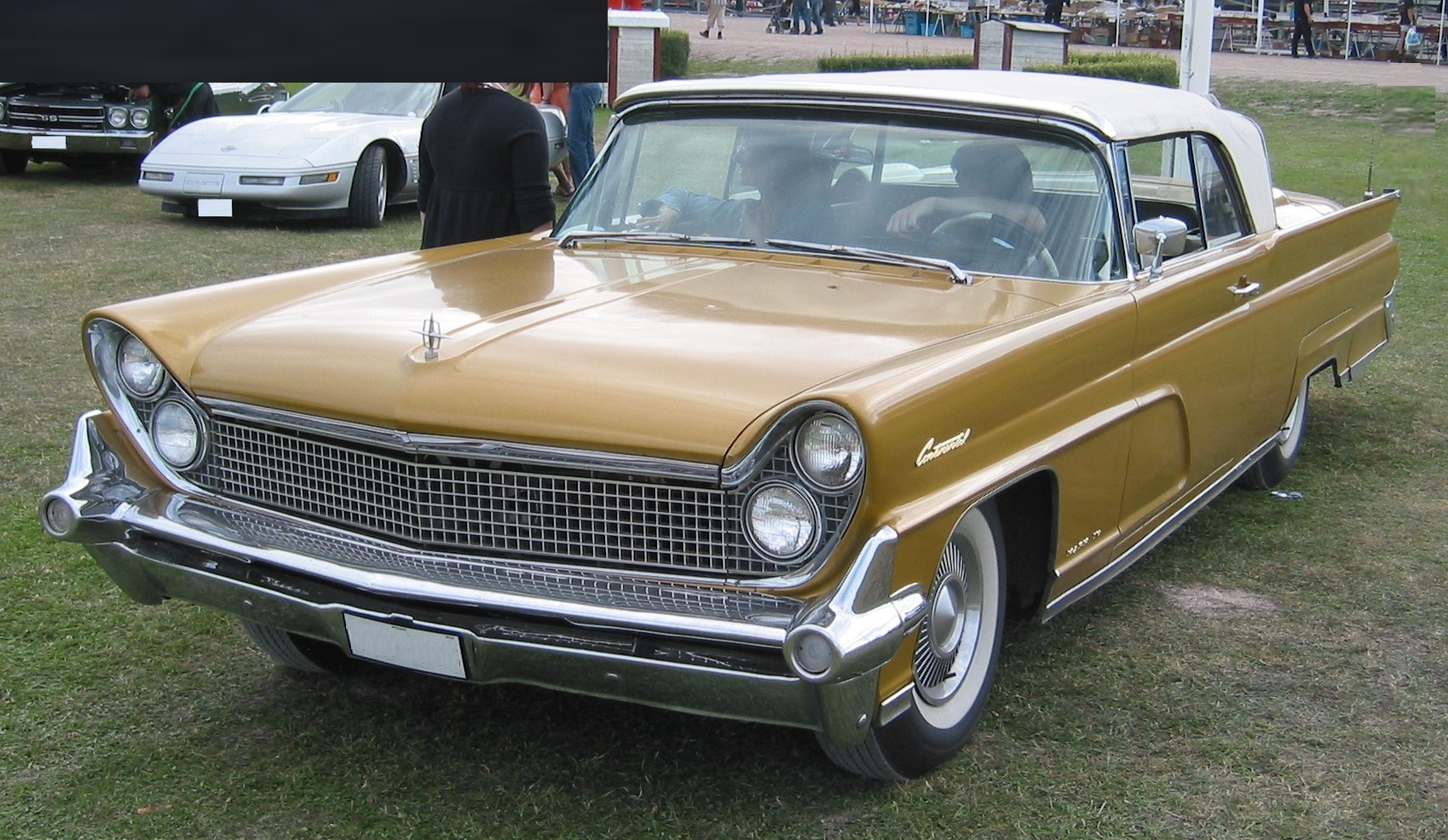
Mark IV 1959 року

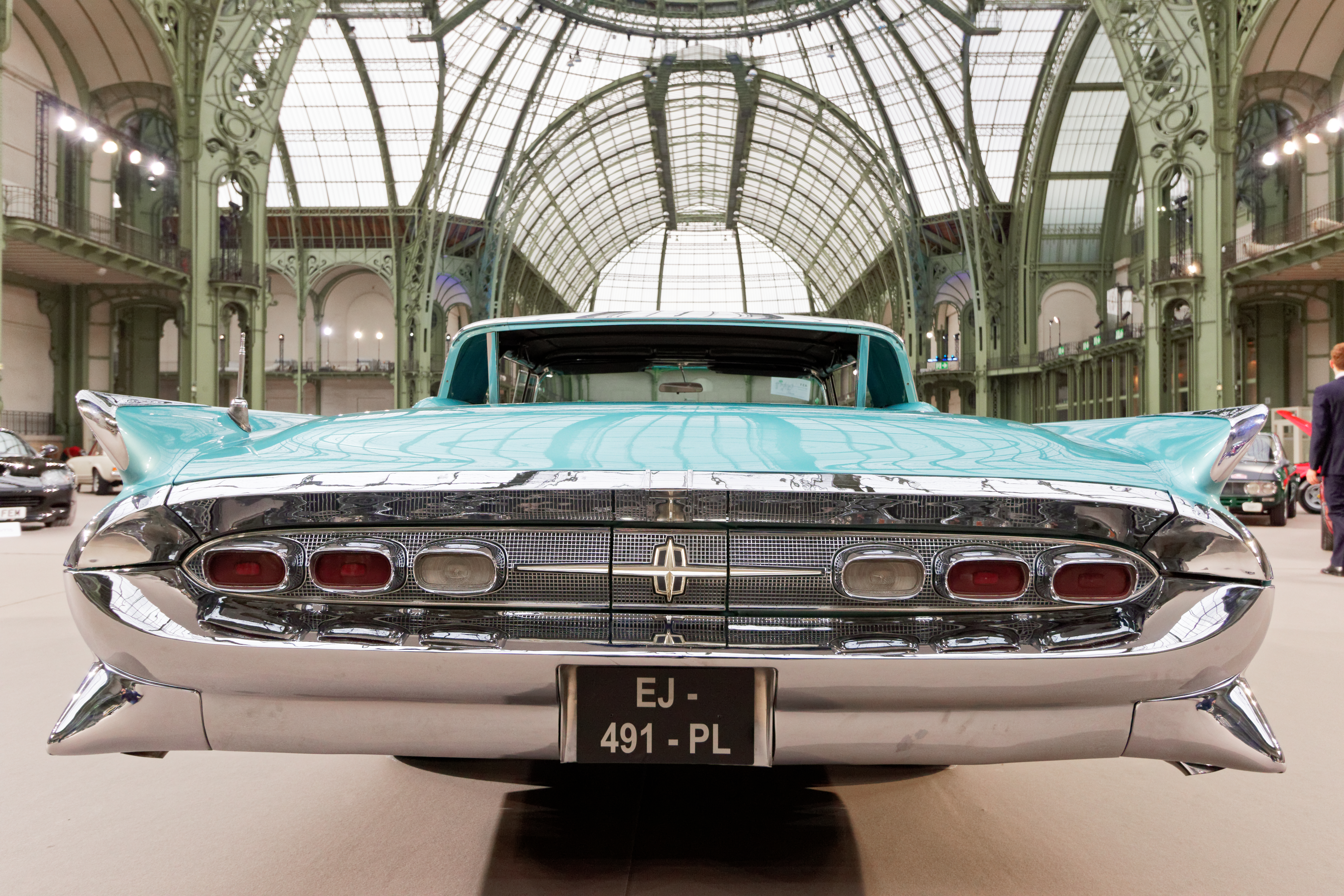

З відрізком від Ford, Mercury та Edsel, Lincoln пристосував цільну конструкцію кузова, із-за якої він став одним з найбільших авто, виготовленим Ford Motor Company і одним з найбільших авто з цільною конструкцією кузова і шасі у всій автомобільній індустрії. Використовуючи 131-дюймову колісну базу, Continental III був довшим за будь-який седан Cadillac (окрім лімузинів); це найдовший автомобіль, виготовлений Ford Motor Company без необхідних федеральною вимогою бамперів. Continental Limousine і Town Car 1959–60 рр. (які мали ту саму колісну базу як і інші Continental, але те саме місце для ніг ззаду як Lincoln із-за відсутності вікна "breezeway") є найважчими американськими седанами без подовженої колісної бази, збудовані після Другої Світової Війни, і кабріолет Continental 1958 року є найдовшим американським кабріолетом коли-небудь виготовленим, за винятком (надзвичайно рідкісних) кабріолетів Cadillac V-16 1934–37 рр..

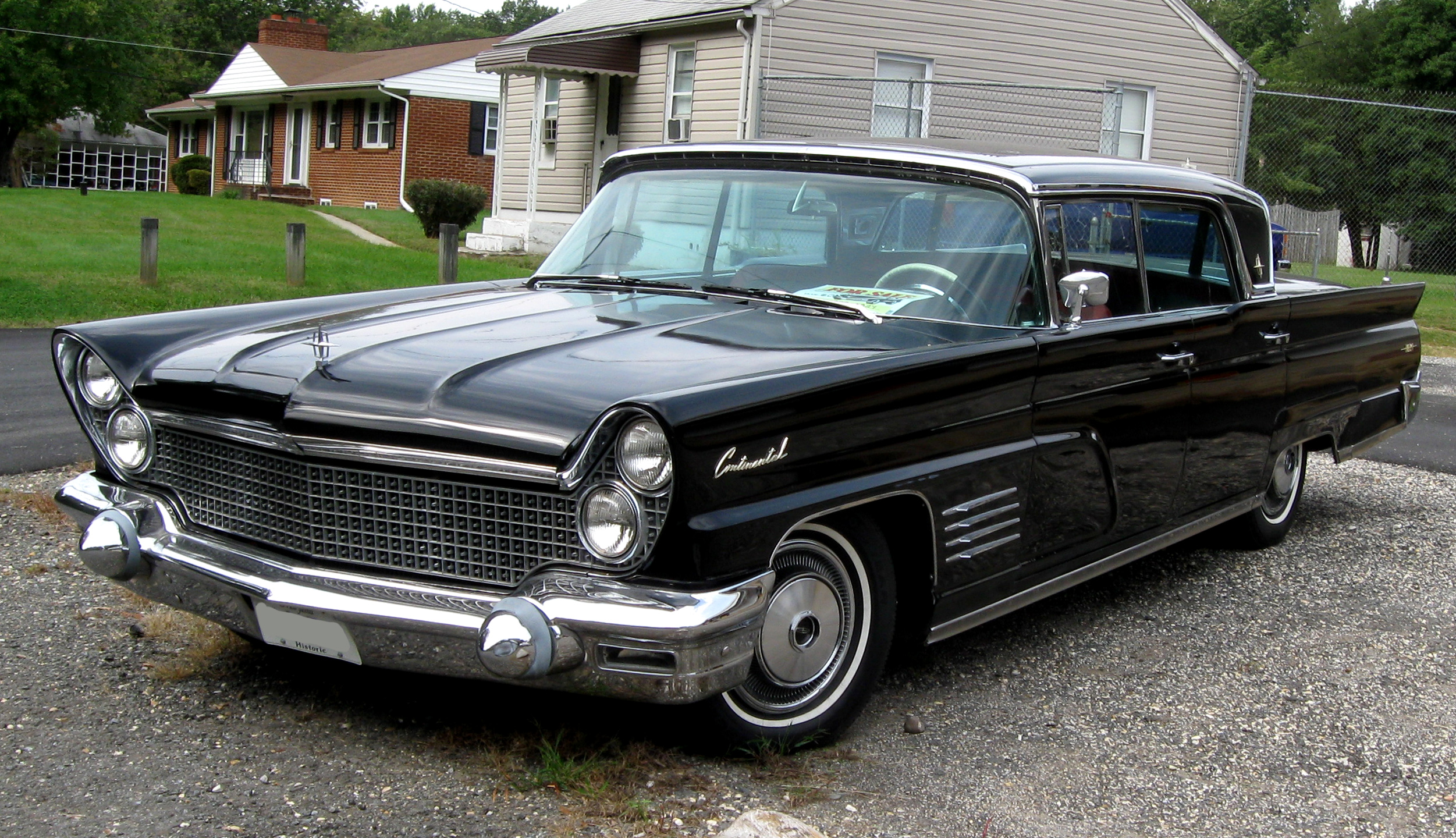
Mark V 1960 року

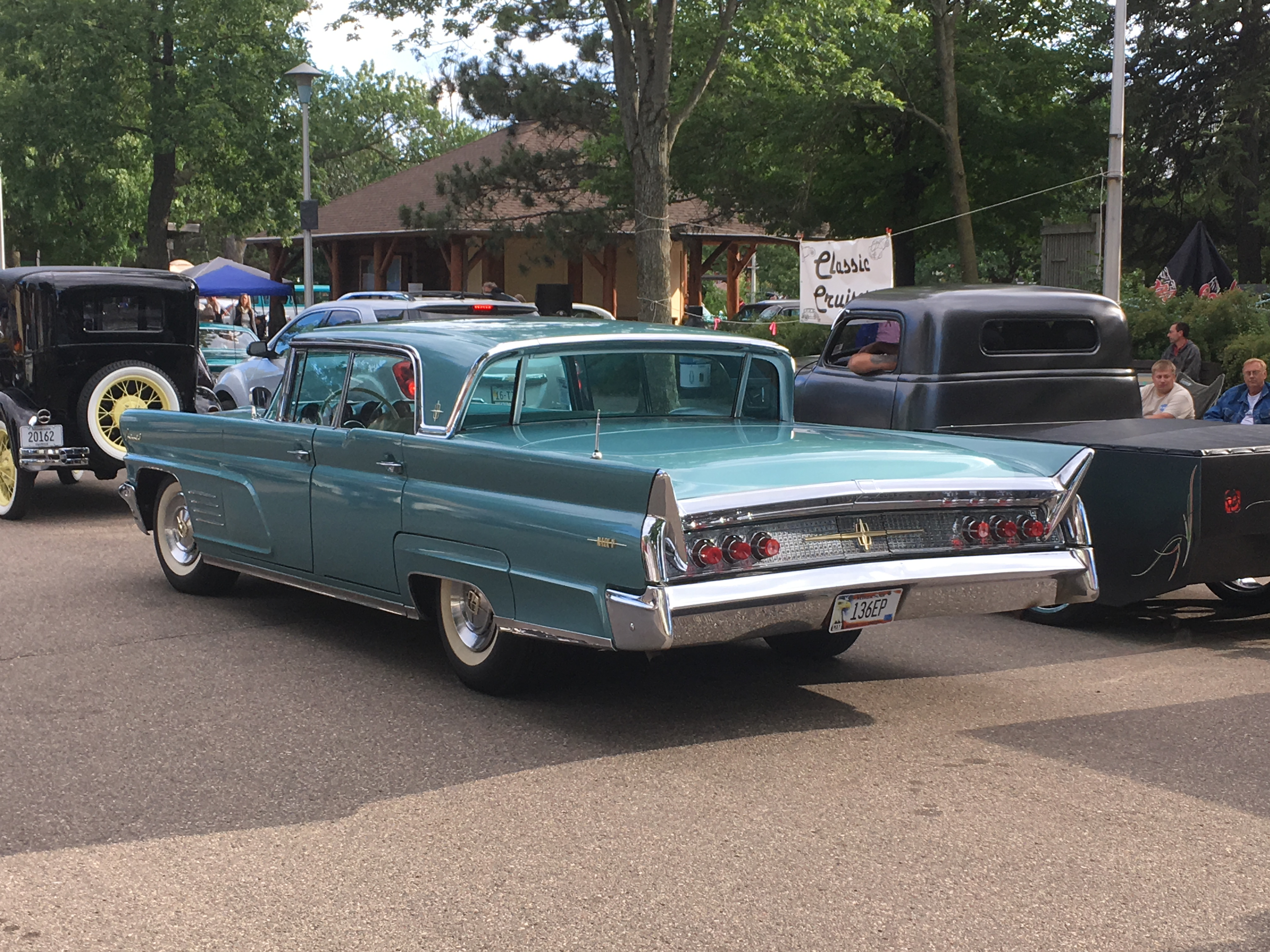

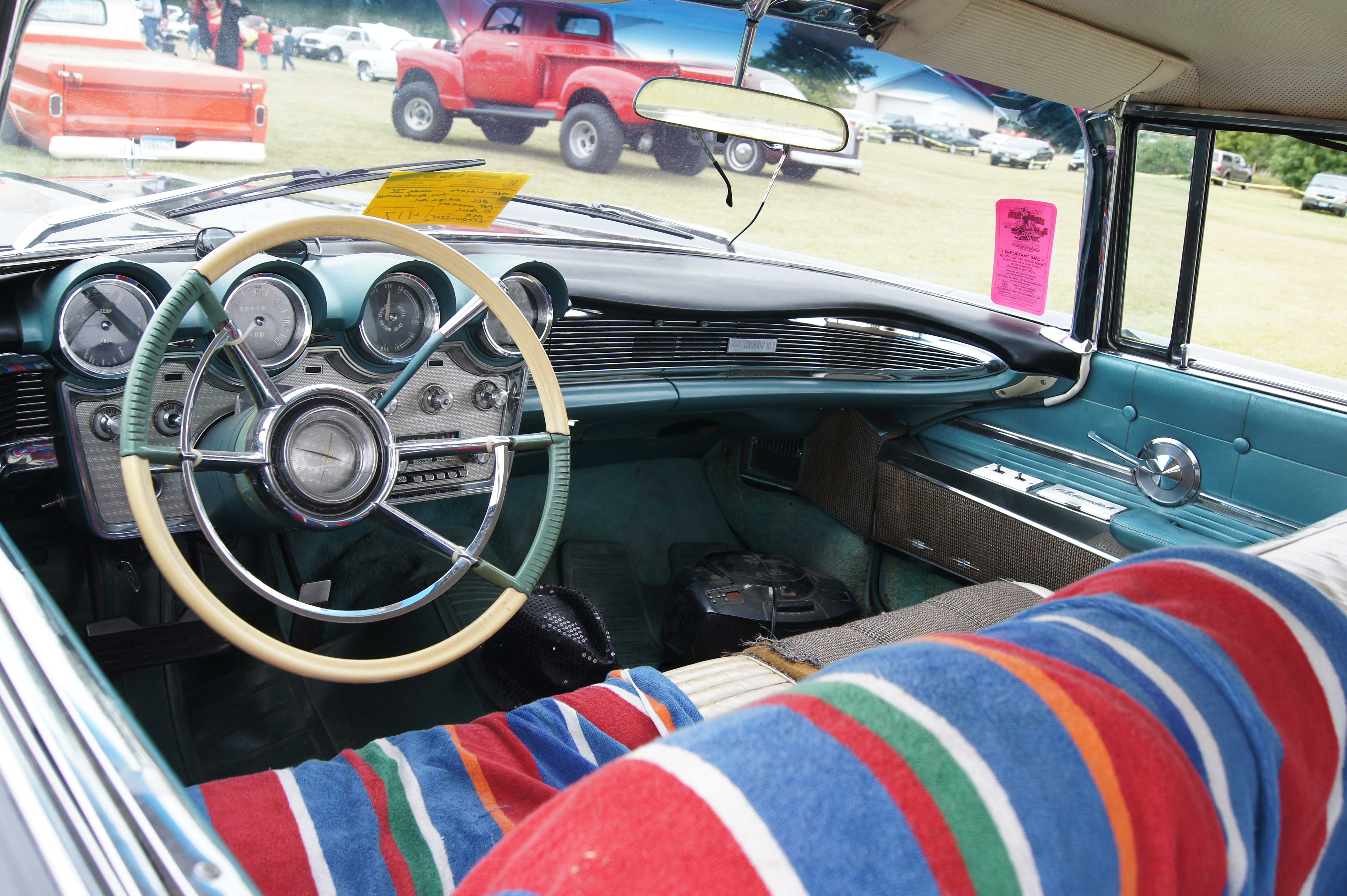

В 1959 році Lincoln перейменував Continental у Mark IV, і незначні зміни дали зовнішності злегка більш консервативного вигляду, на гостру противагу масивним плавникам Cadillac. Були додані два типи кузовів для розширення модельного ряду. Ділячи колісну базу стандартного Continental, Town Car і Limousine мали більш звичну лінію даху, позбувшись нахиленого назад вікна "breezeway" для збільшення простору на задньому сидінні; обидва Town Car і Limousine мали вінілову обтяжку даху ззаду і фарбували лише чорним кольором. Для додаткового простору на задньому сидінні, Limousine додали перегородку між переднім і заднім сидінням. Town Car, при ціні $9,200, було продано лише 214 екземплярів у 1959 і 1960 рр., і Limousine, при ціні $10,200, продали лише 83 протягом обох років.
В 1960 році Lincoln перейменував Continental у Mark V, з незначними стильовими і зовнішніми змінами. Це був останній рік, коли Continental не ділив основу з моделями Ford чи Mercury.
Хоч менш дорогий і краще продаваний за Continental Mark II, Lincoln Division втратив більше $60 мільйонів протягом 1958-1960 рр., частково через величезні витрати на розробку того, що є можливо найбільшим автомобілем з цільною конструкцією.

## Четверте покоління (1961–1969)

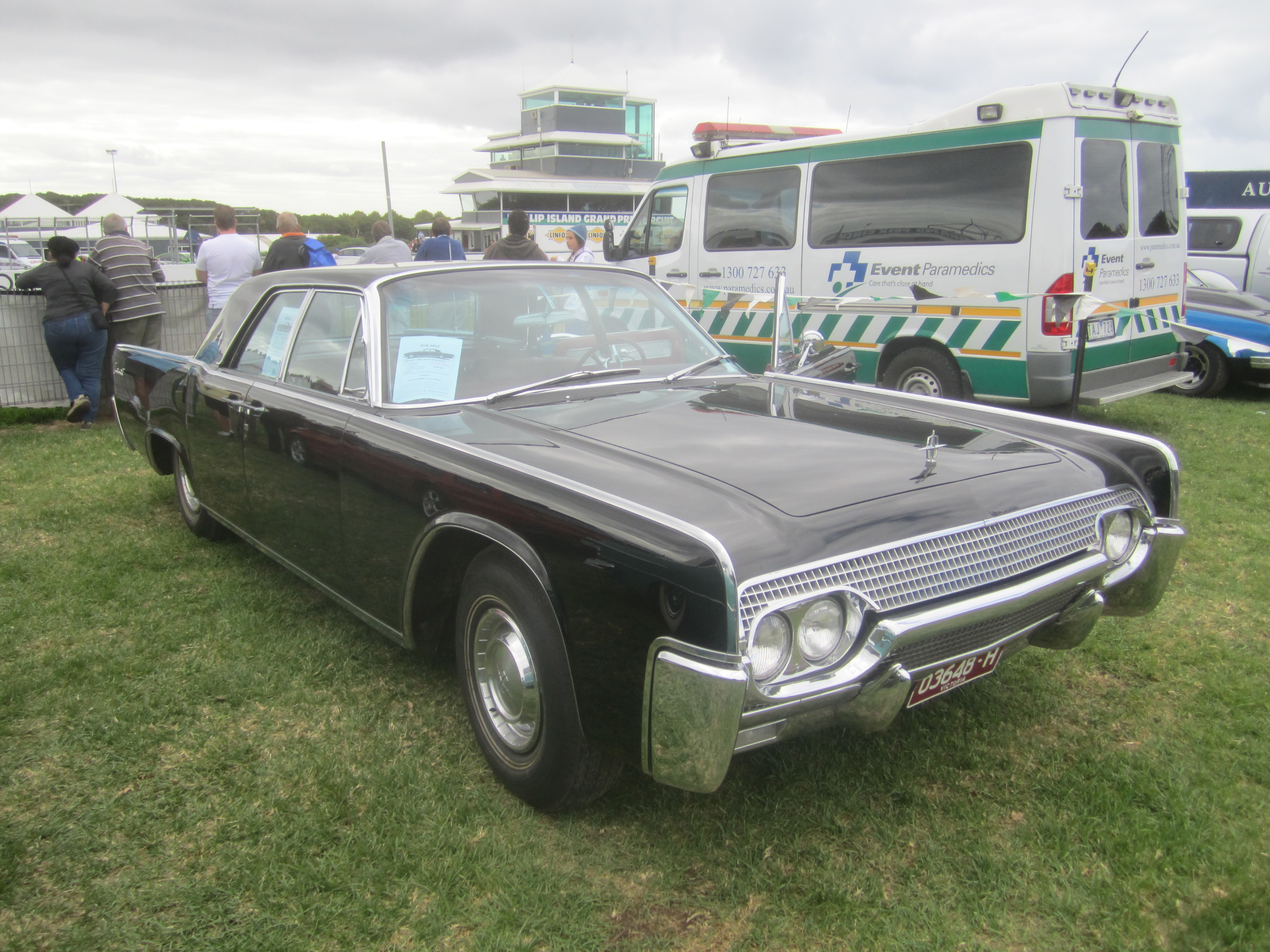
Седан 1961 року

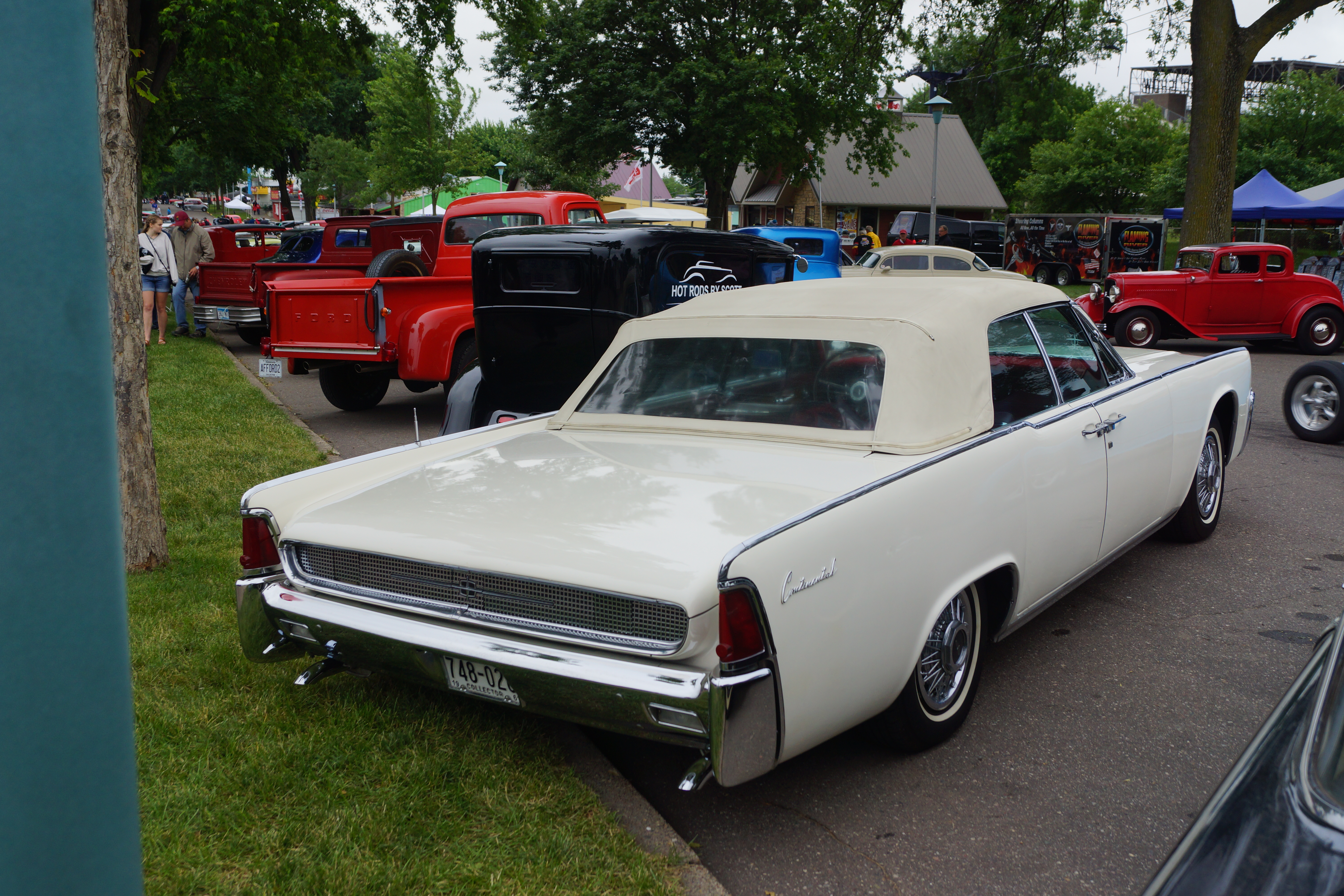
Кабріолет 1961 року

В 1961 модельному році, підрозділ Lincoln глибоко переробили. Слідуючи за втратами в $60 млн. у вдосконаленні моделей Lincoln і Continental 1958-1960 рр., підрозділ Lincoln був зведений у єдину виробничу лінійку; Capri, Premiere, і серія Continental Mark були замінені єдиним 4-дверним седаном і кабріолетом Lincoln Continental. Вперше з 1948 року, Continental був частиною лінійки моделей Lincoln.
Спершу запланований як версія модельної лінійки Ford Thunderbird 1961 року, Continental 1961 був злегка видозміненим, так як він був доданий до лінійки Lincoln. Розроблений Елвудом Енджелом, віце-президентом стилю Ford, дизайн Continental відрізнявся двома особливостями, одна з яких був його менший розмір. Найменший Lincoln після Другої Світової Війни, Continental 1961 року був на 14.8 дюймів (380 мм) коротшим від свого попередника 1960 року, втративши 8 дюймів (200 мм) в колісній базі. Настільки меншим був цей автомобіль, що  рекламні керівники на Ford фотографували паралельне паркування жінкою седана для журналу. Тоді як менший ззовні, при 4,927 фунтів (2,235 кг), новий седан був лиш на 85 фунтів (39 кг) легший за найлегший 4-дверний седан Lincoln 1960 року (на 2 фунти менше від 2-дверного); при 5,215 фунтах (2,365 кг), кабріолет був легшим за свого попередника 1960 року на 39 фунтів (18 кг). В результаті, (те саме для відповідних 9-місних моделей) новий Lincoln був досі важчим за будь-який Cadillac чи Imperial. Ця міцна конструкція призвела до радше завидної репутації, так як "корпоративне керівництво визначилось зробити найкращий автомобіль масового виробництва на внутрішньому ринку свого часу і домоглося того".

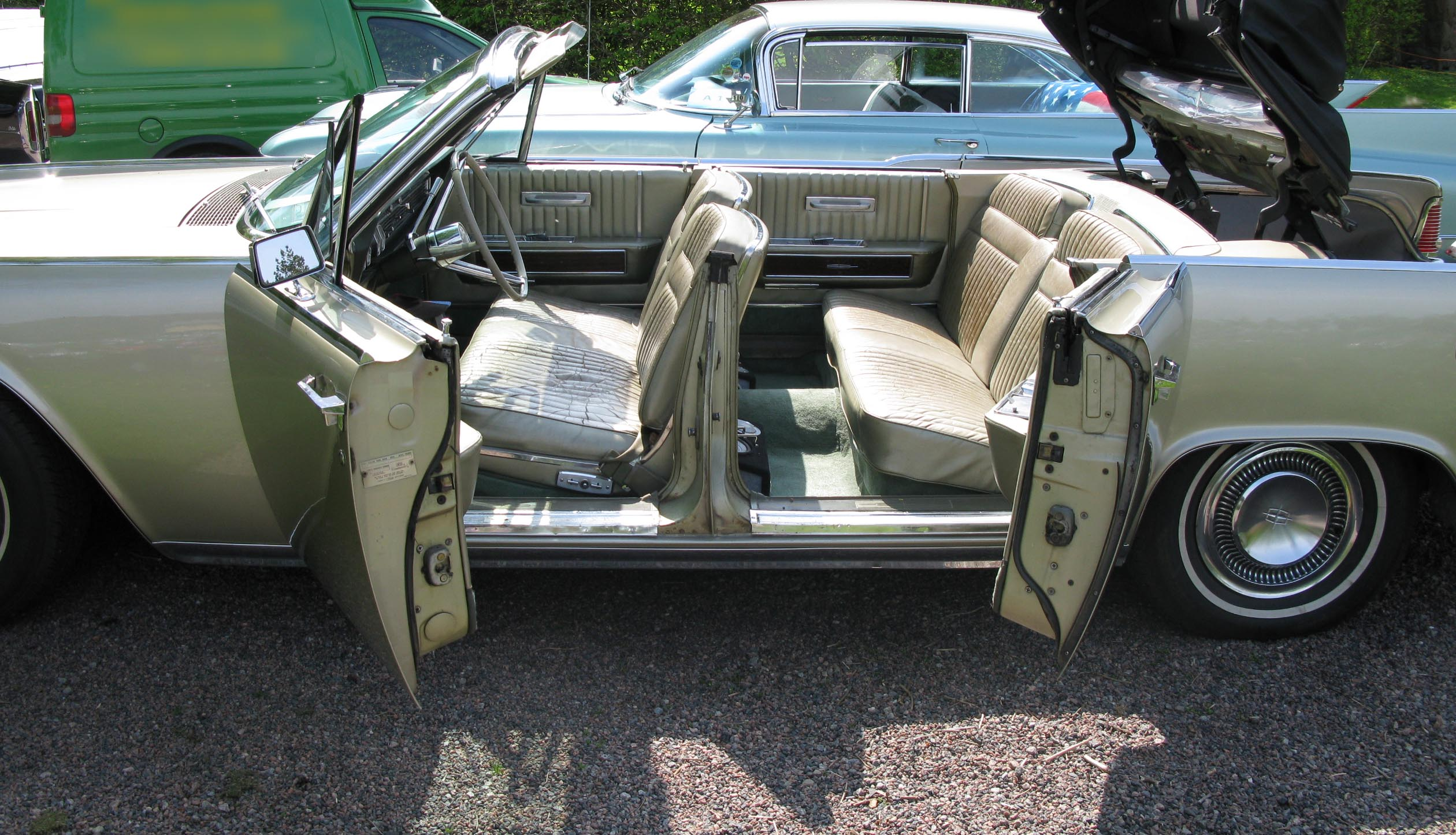
Суїцидальні двері Continental 1960-х років

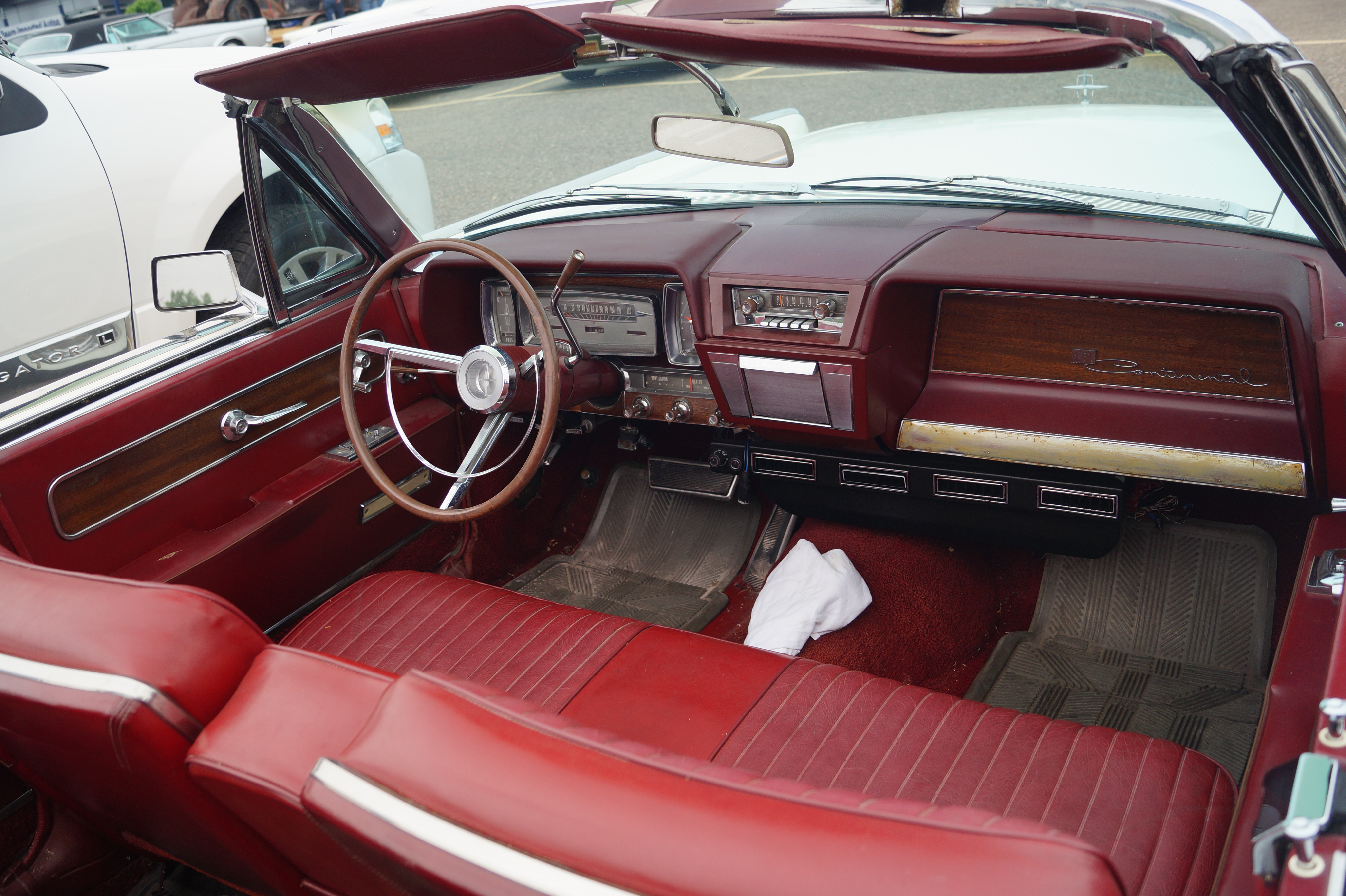
Салон моделі 1962 року

Найбільш видатною особливістю дизайну Continental було повернення «суїцидальних» дверей з завісами ззаду, які востаннє бачили на Lincoln 1951 року. Рішення про повторне представлення дверей із задніми завісами було на основі інтересу збереження доступу на заднє сидіння. В макетах стилю, інженери Ford мали незручність виходу з заднього сидіння без зачіпання задніх дверей ногами; прийняте рішення повісити двері ззаду, щоб вирішити проблему. "Суїцидальні двері" були чисто практичним рішенням, використавши знову особливість, яка пропонувалась на Lincoln Lido 1950 року, седан Lincoln Zephyr 1940-х, і всі седани Mercury Eight, починаючи з 1939. Двері в результаті стали фірмовою особливістю автомобілів Lincoln 1960-х. З інтересу безпеки, ці моделі Continental мали попереджувальний ліхтарик "Door Ajar" на торпедо. Для прискорення виробництва, всі Lincoln Continental були 4-дверні, або седан, або кабріолет; тоді як седани мали тонку центральну опору, дизайн дозволив використання дверного скла без рамок. Під назвою "хардтоп з опорами", дизайн додали в число автомобілів Ford Motor Company протягом 1960-х і 1970-х рр..

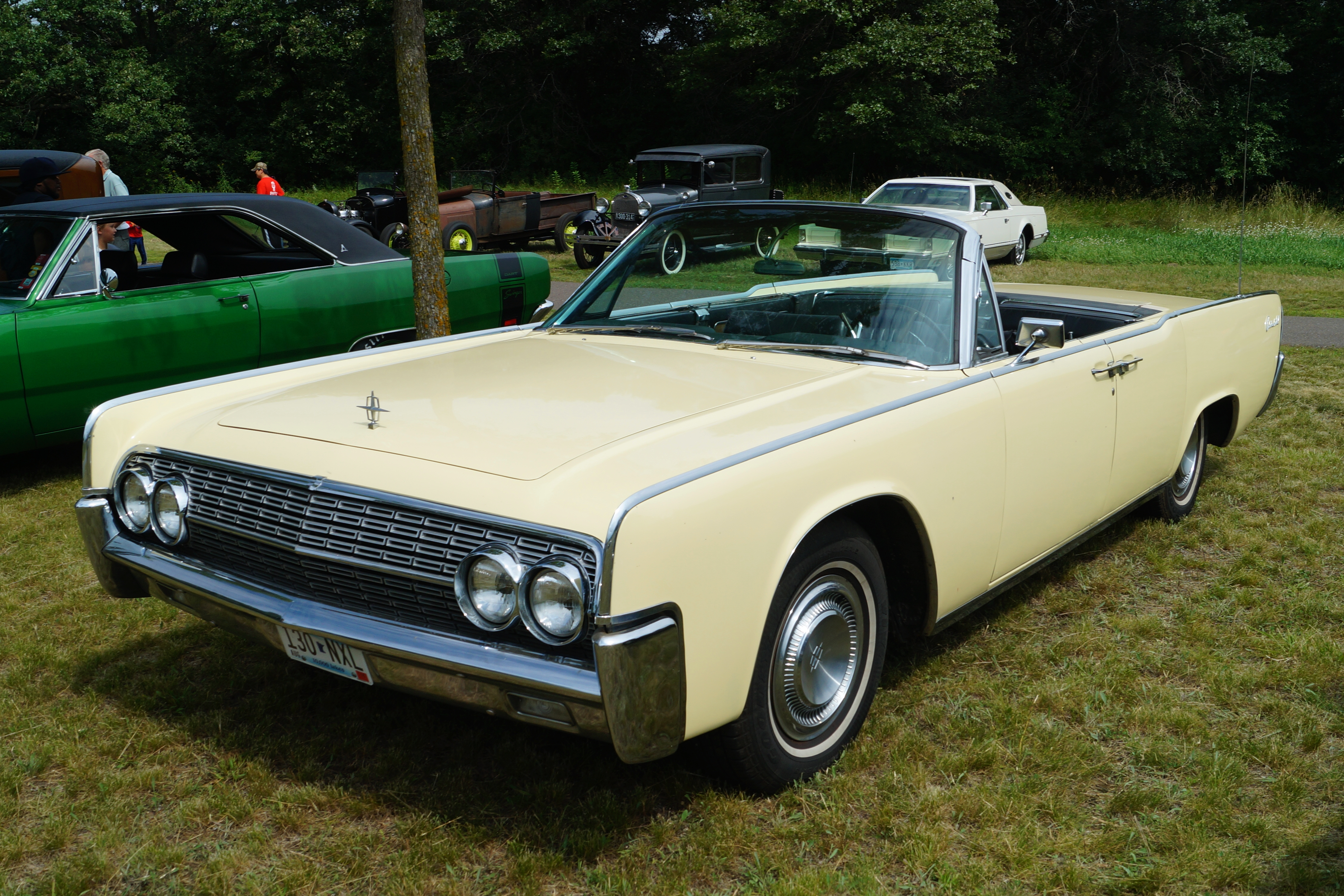
Кабріолет 1962 року

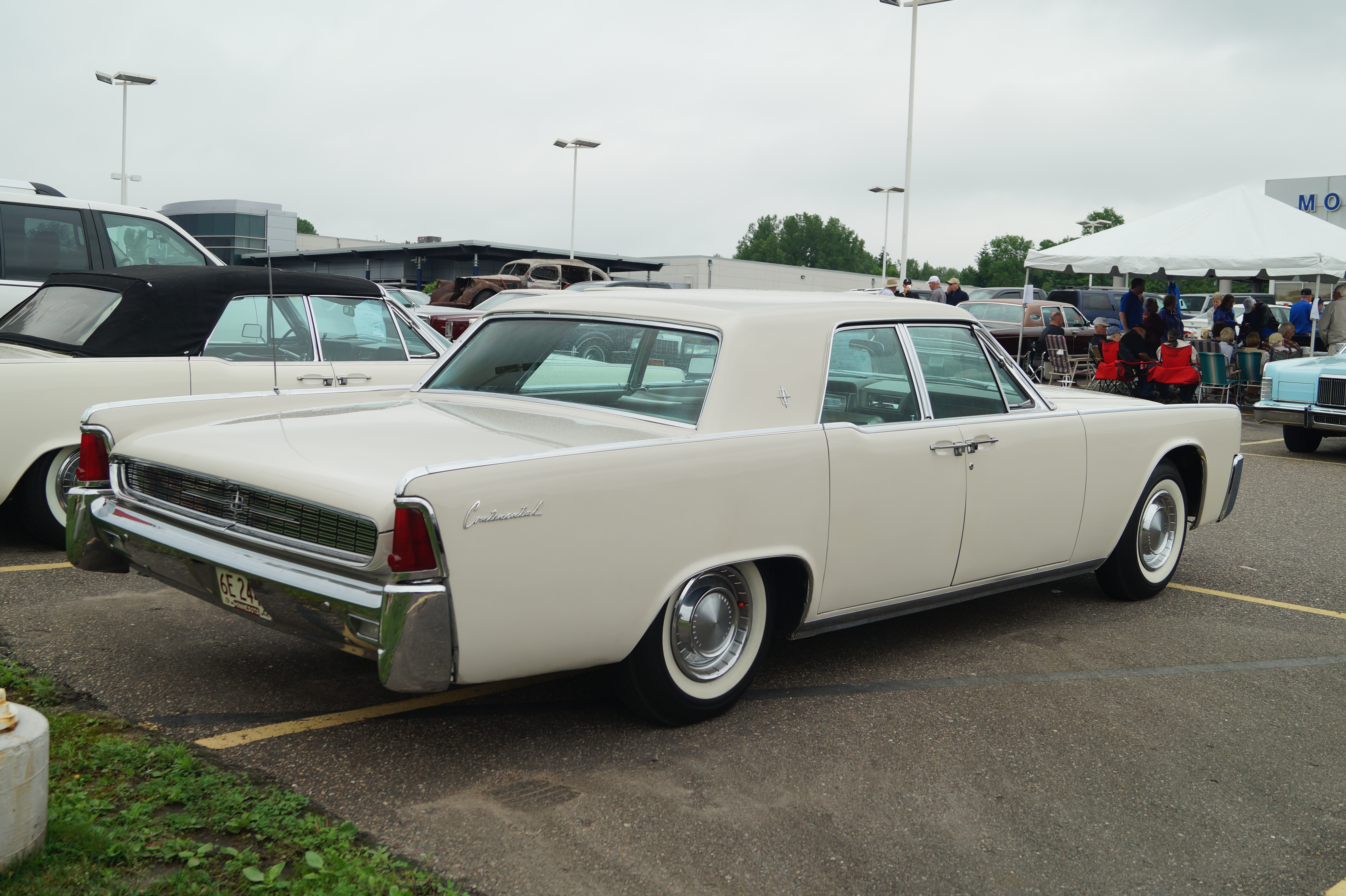
Седан 1962 року

Модель 1961 року була першим автомобілем, виготовленим у США, який продавали з гарантією на 24,000 милі (39,000 км) пробігу чи 2 роки експлуатації. Це був також перший післявоєнний 4-дверний кабріолет від основного виробника США. Шпон з каліфорнійського горіха був використаний на дверях і торпедо. Пневматику застосували для електрифікації дверних замків.

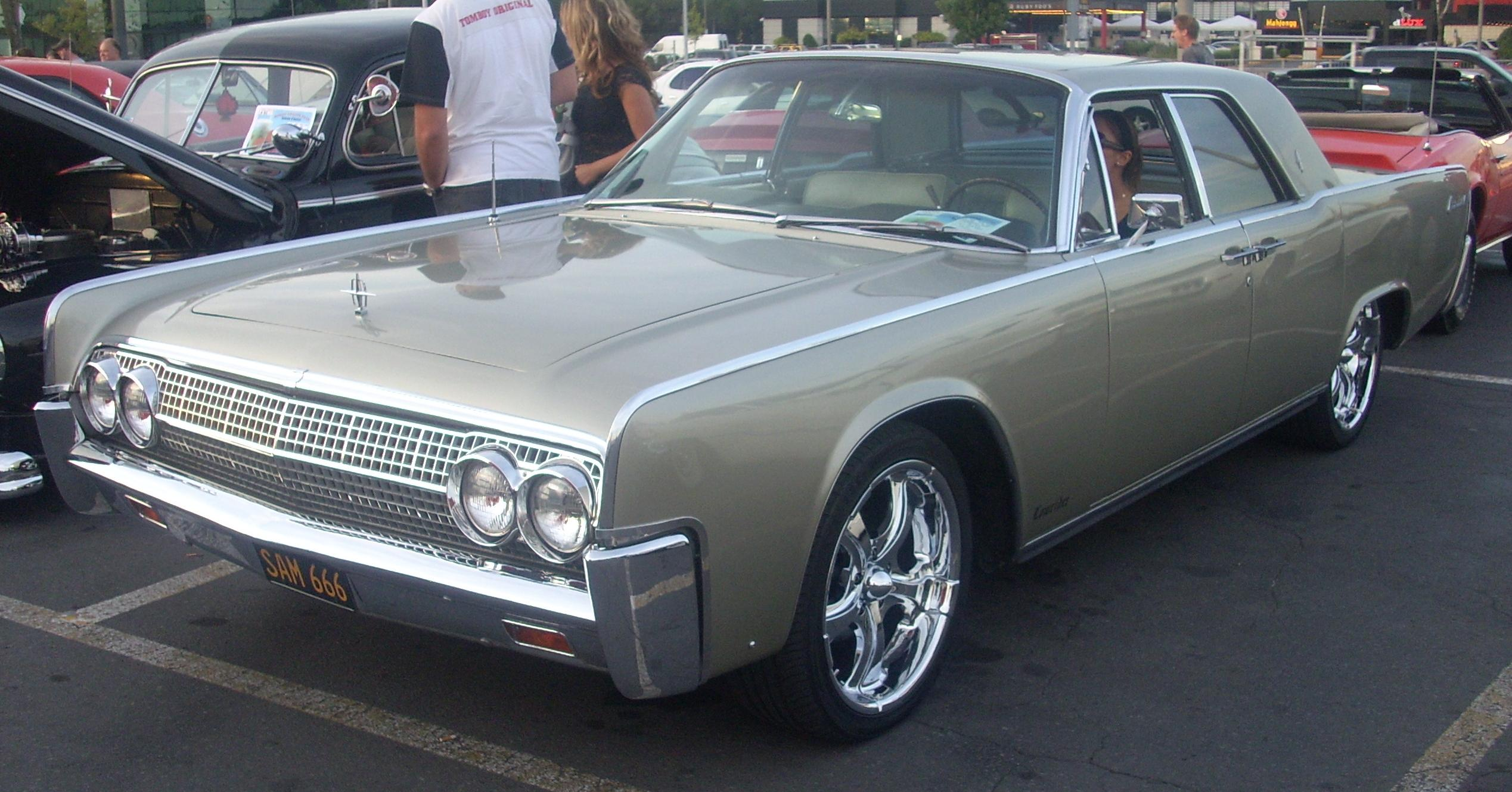
Седан 1963 року

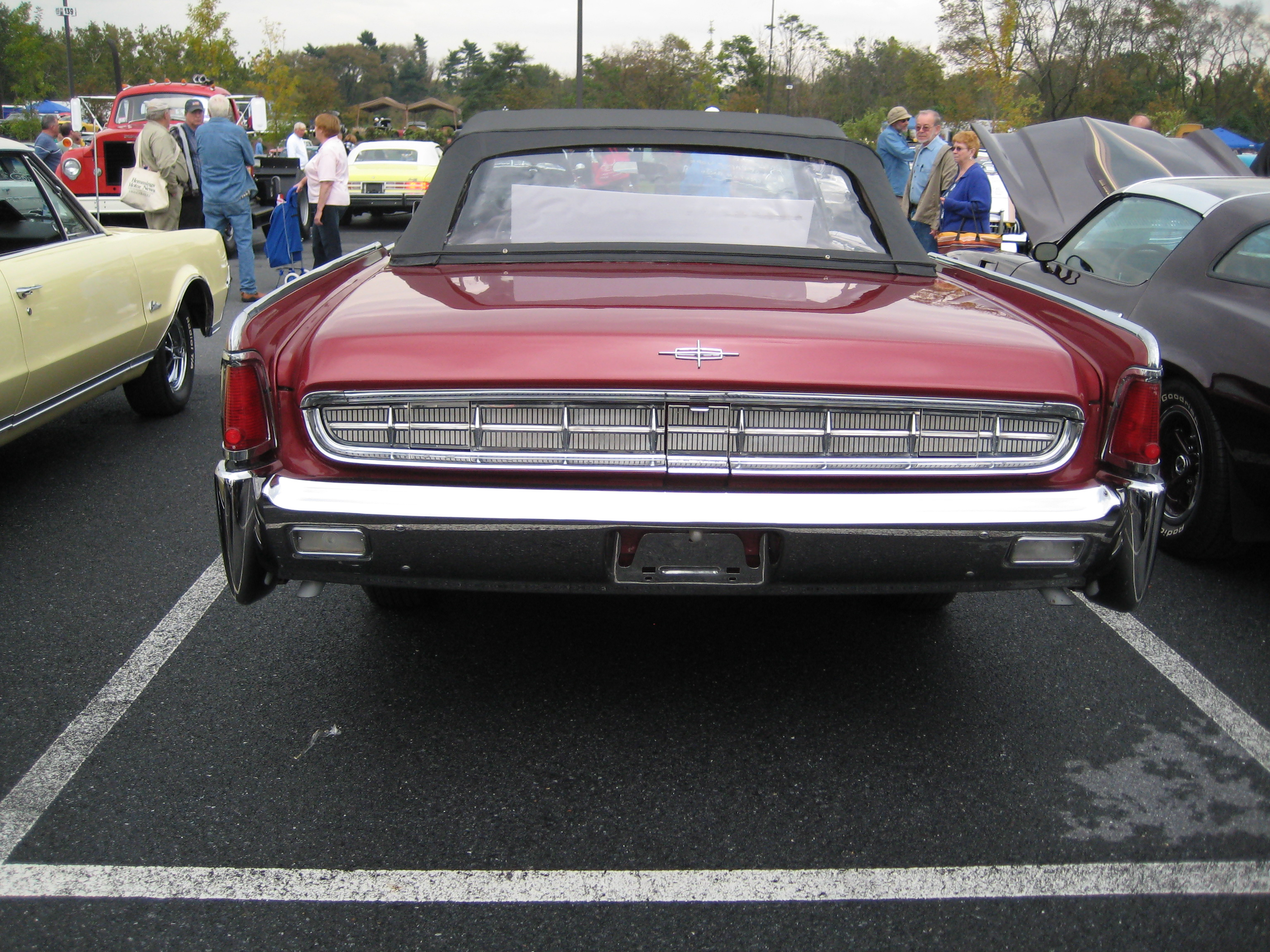
Кабріолет 1963 року

Дехто називає Continental 1961 року «Magnum Opus» Елвуда Енджела і приписує весь дизайн автомобіля йому, але дизайнер Говард Пейн задокументував той факт, що глиняна модель в натуральну величину, яку він з Джоном Орфе розробили в 1958 році, грала роль в розробці Continental '61. Це був успіх в продажах, з проданими 25,160 екземплярами протягом першого року виробництва. Ford виготовив кілька концепт-карів які відображали цей дизайн. У 2007 році лінійки позашляховиків Lincoln Navigator і MKX отримали решітки радіатора в стилі цих Continental. Цей так званий дизайн плоских боків протримався з 1961 по 1969 рр. з малими змінами з року в рік. Дилери Lincoln почали помічати, що багато людей, які купили моделі 1961 року і далі, зберігали свої авто довше.
В 1962 році застосували простіший візерунок решітки радіатора з округлими прямокутниками і тонкою центральною планкою. Продажі виросли на 20% в 1962 році з 31,061 екземпляром.
В 1963 році, на відповідь запитам споживачів, Lincoln вніс у Continental кілька змін. Для покращення місця для ніг заднього сидіння, оновили дизайн переднього сидіння. Разом з цим, оновили вигляд кришки багажника для збільшення багажного простору. Для покращення електричної системи заряду автомобіля, Lincoln замінив генератор на альтернатор, як і багато виробників у той час. Було продано 31,233 Continental.

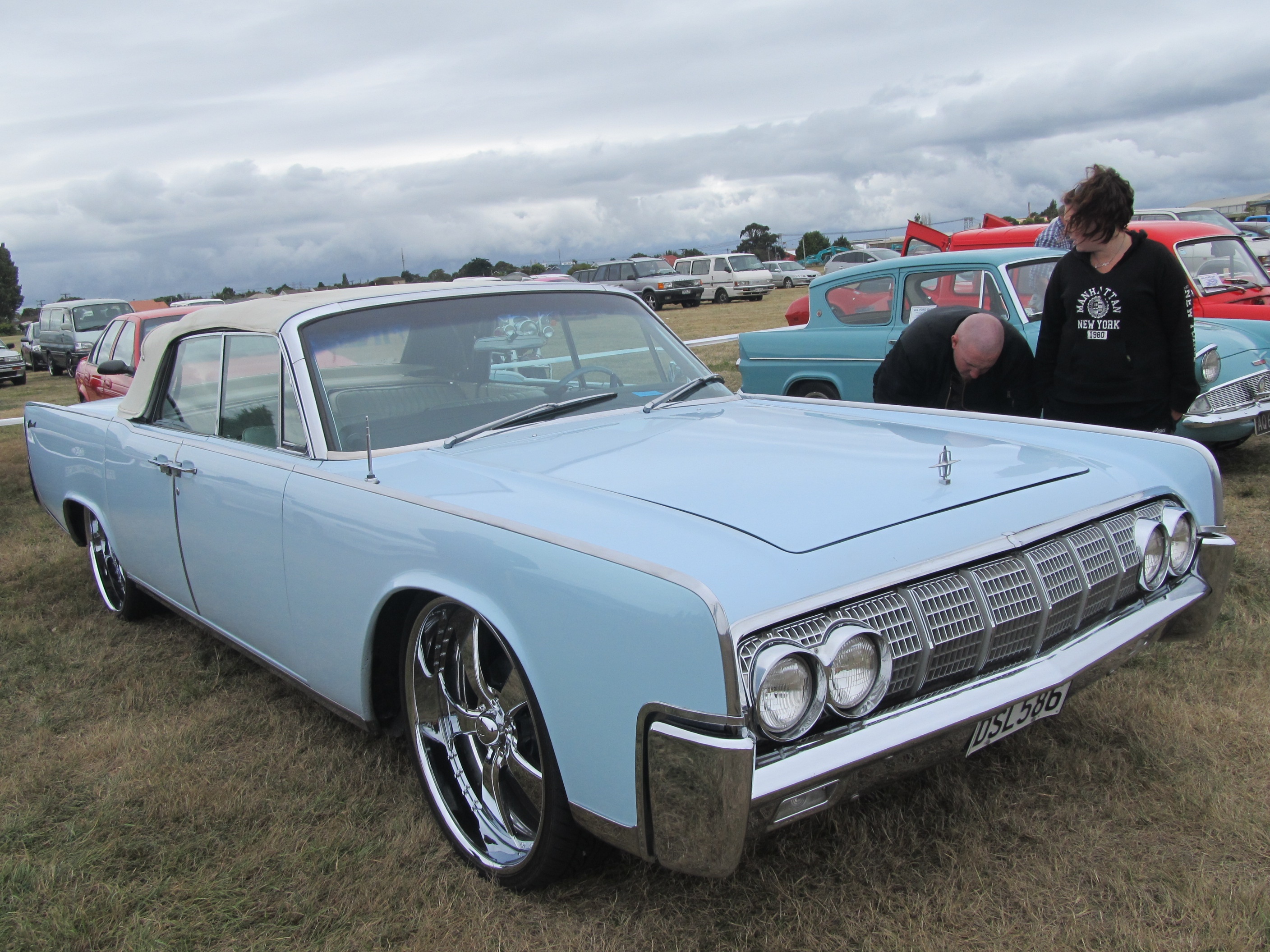
Кабріолет 1964 року

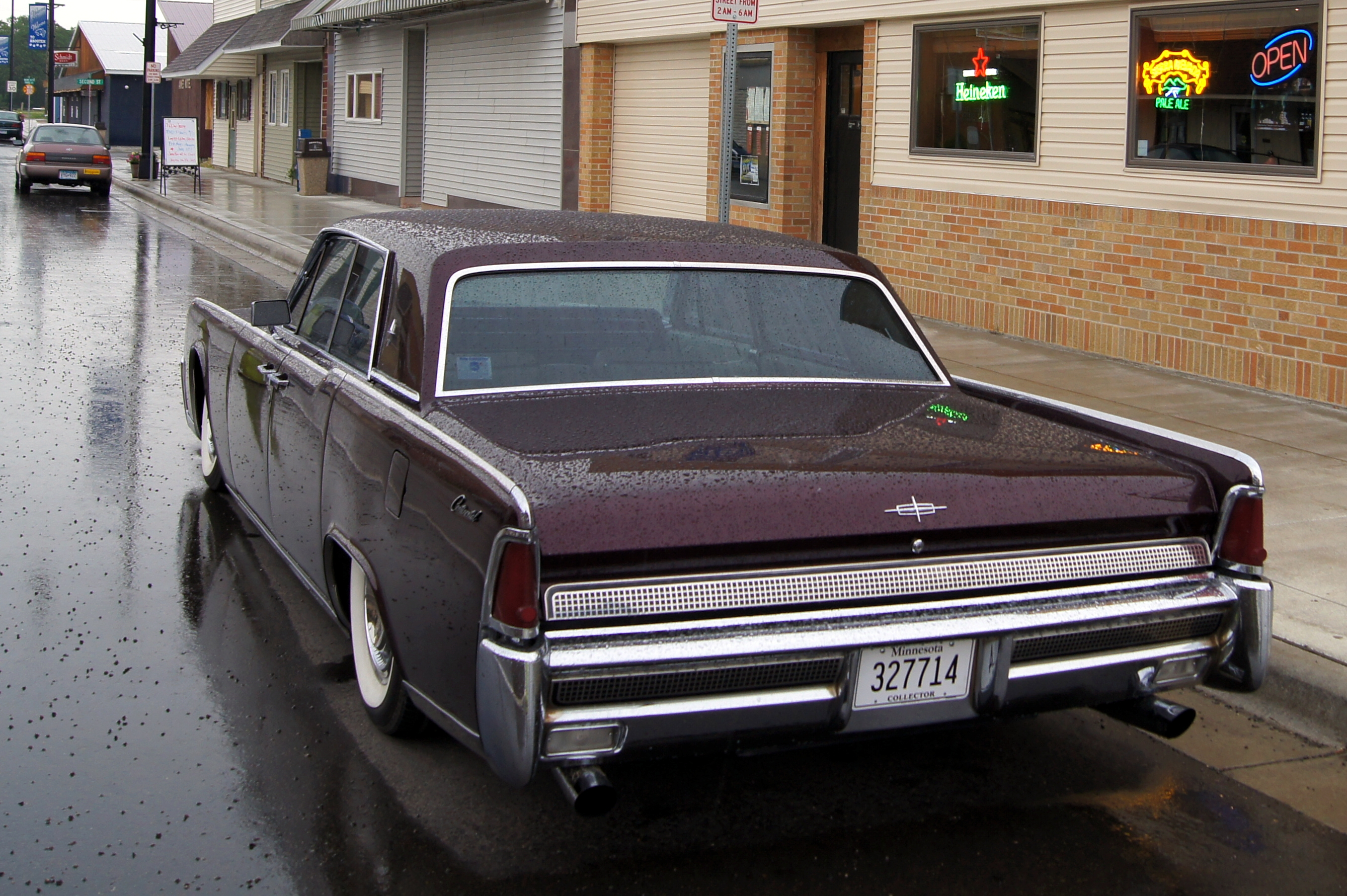
Седан 1964 року

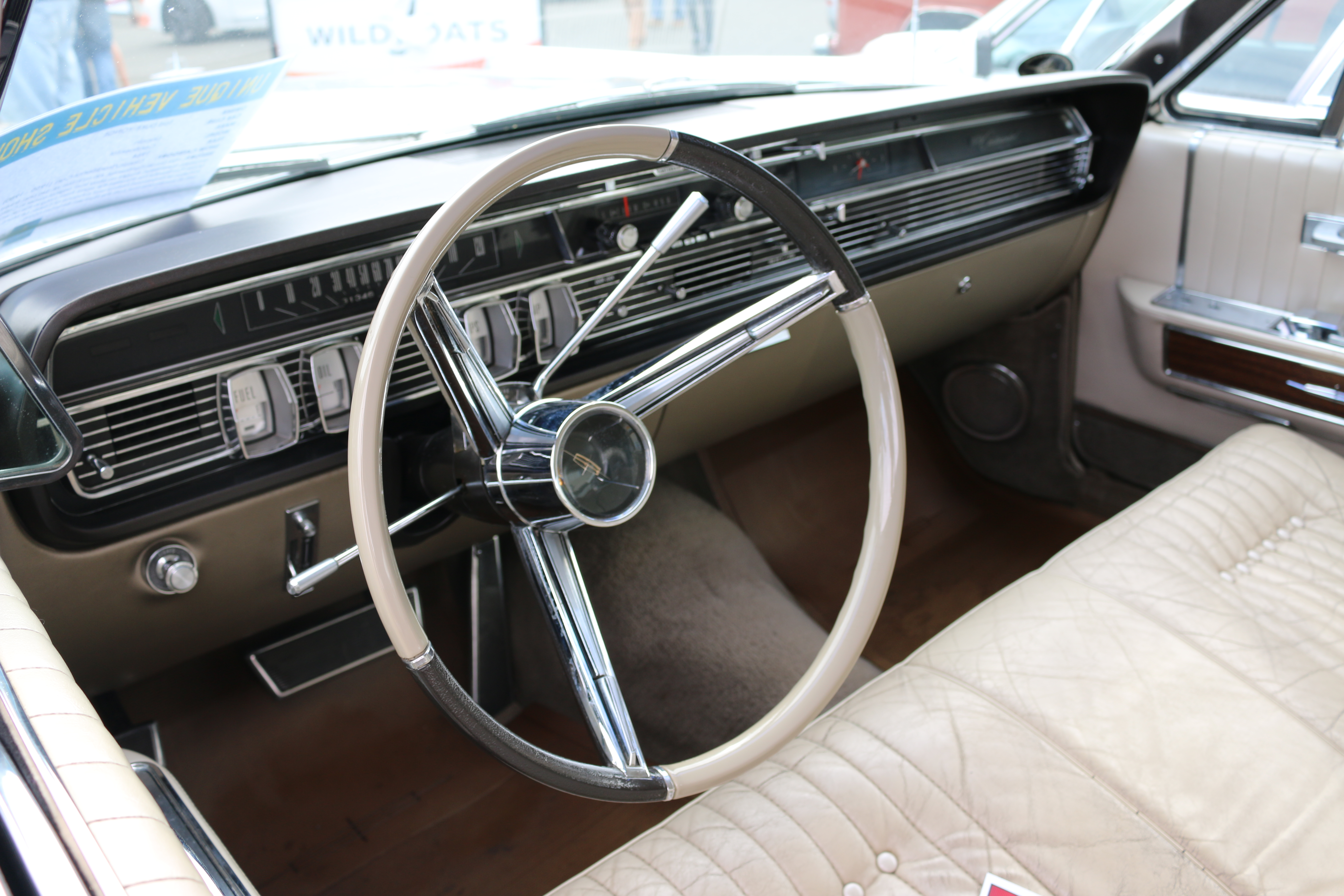
Салон моделі 1964 року

В 1964 році Lincoln дав Continental незначне оновлення, з кількома змінами для подальшого покращення простору салону. Колісну базу збільшили на три дюйми, для покращення і простору заднього сидіння, і для їзди. Лінія даху на седані отримала кілька змін, ставши більш кутастою і отримавши плоске заднє скло. Горловину бензобаку змістили з задньої площини на ліву сторону авто. Передню решітку радіатора злегка оновили з моделі 1963 року, яка тепер мала п’ять вертикальних хромованих акцентів, які рівномірно розділяли її сітчастий візерунок між подвійними фарами. Зовнішній напис "Continental" змінили і задню решітку замінили на простішу на всю ширину кришки багажника, з зіркою Continental над нею. Було продано 36,297 автомобілів того року. Був побудований концептуальний шоу кар під назвою Continental Town Brougham, який мав 131-дюймову колісну базу, загальну довжину в 221.3 дюйми, і мав відкидну скляну перегородку між переднім і заднім відсіком в салоні, з відкритою частиною над переднім відсіком, у типовому зовнішньому вигляді кузовів таун кар/брогам 1930-х.

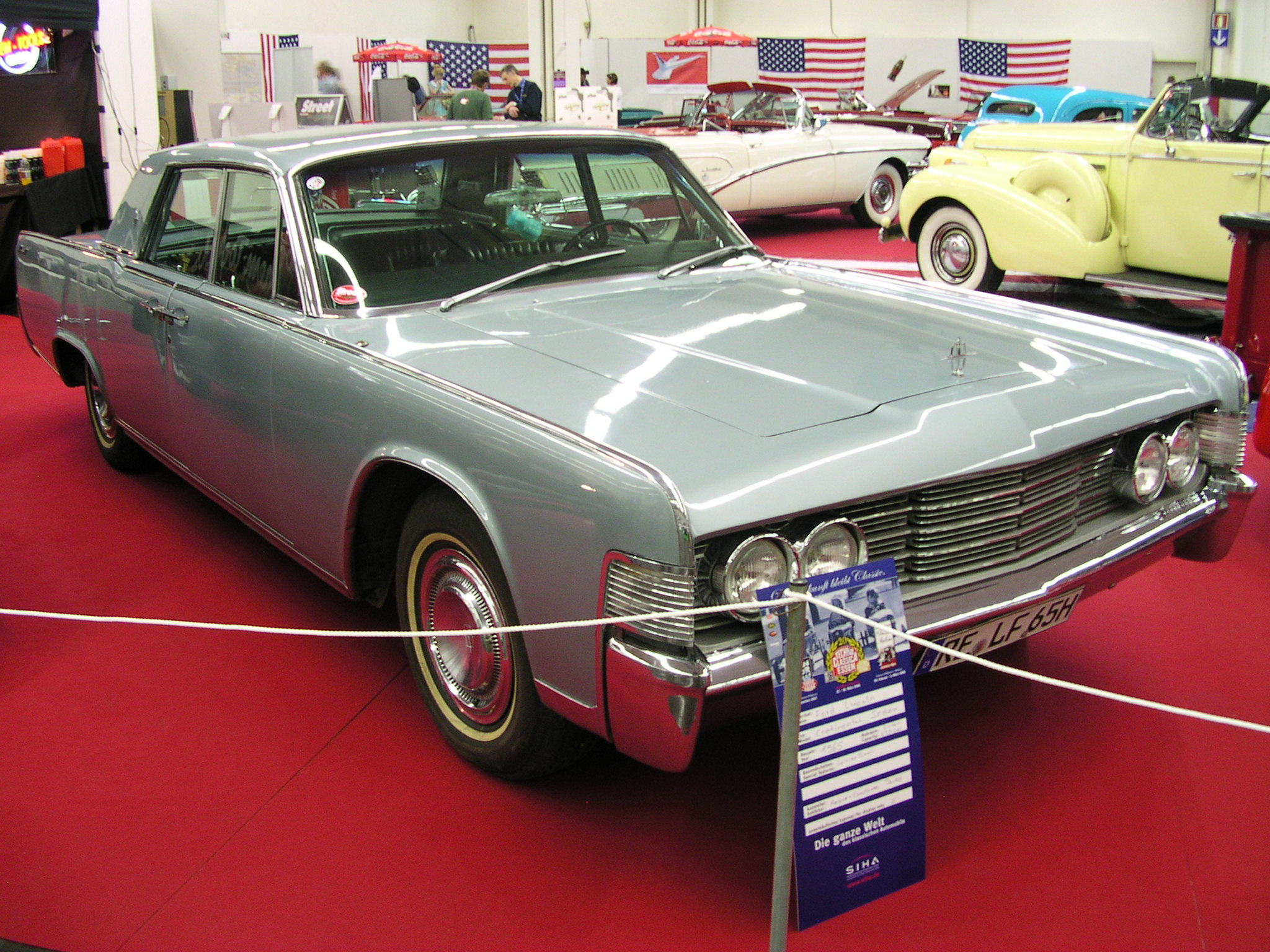
Седан 1965 року

В 1965 році Continental отримав кілька більших змін. Акцентовані, випуклі решітки, бачені з часу представлення, були замінені на плоску притуплену решітку. Для відповідності заднім стоп-сигналам/поворотам, передні габаритні ліхтарі/поворотні сигнали змістили з бампера в кути крил біля фар; обидві лінзи мали хромоване ребристе оздоблення. Передні дискові гальма стали стандартними для покращення гальмування 5,000 фунтів Continental; на додачу ремені переднього сидіння з втягувачами стали стандартними. Задля покращення надійності, Lincoln додав шкалу тиску мастила. З оновленням, продажі покращились на майже 10%, до 40,180 екземплярів.

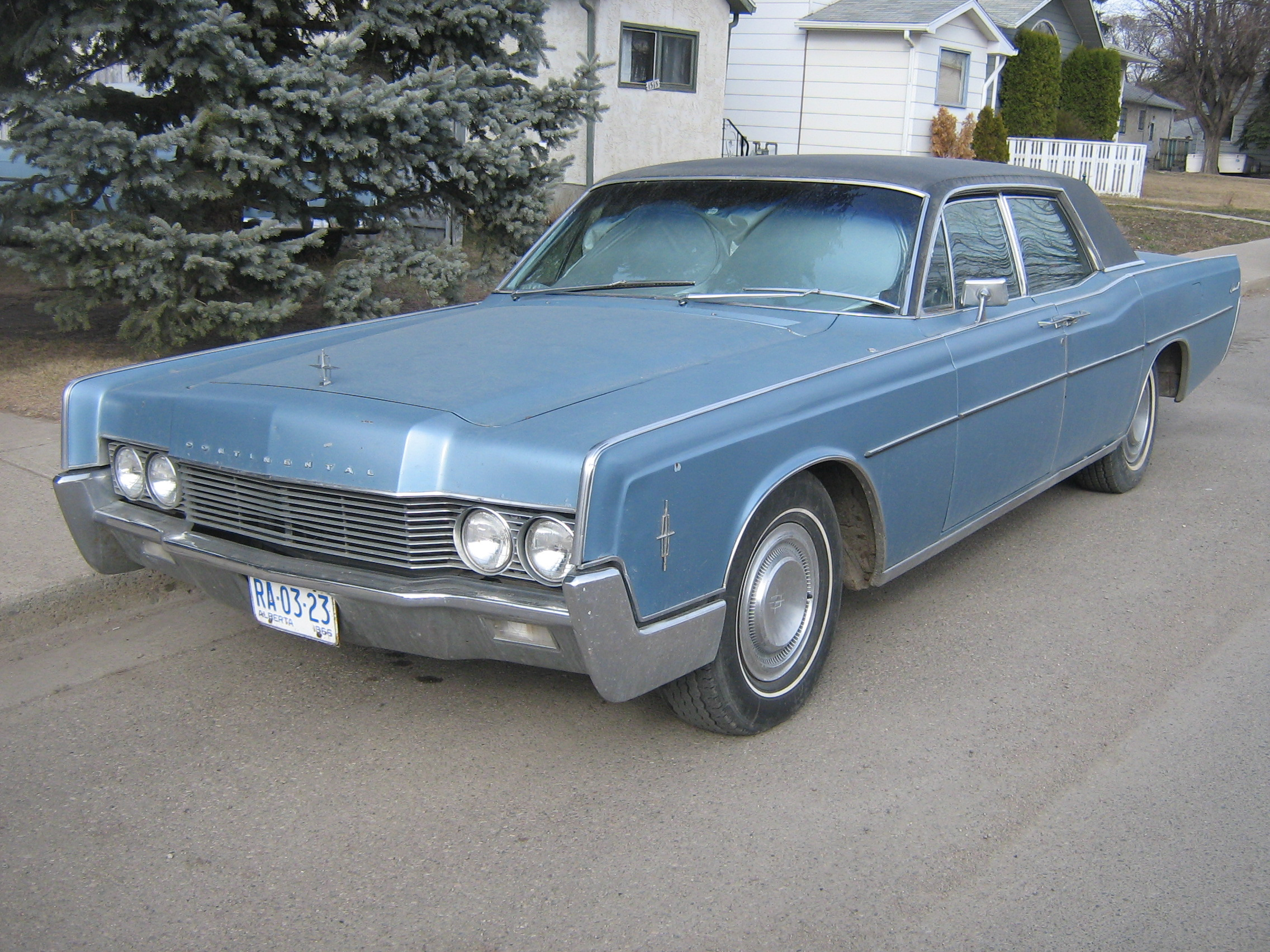
Седан 1966 року

В 1966 році був внесений ряд змін до модельної лінії Continental. Так як Lincoln лишив сегмент 2-дверного люкс-седана Cadillac і Imperial в 1961 році, роблячи Continental суто 4-дверним, Lincoln вирішив розробити свою відповідь на Cadillac Coupe de Ville і Imperial Crown Coupe представленням 2-дверної версії Continental, вперше з 1960 року. Без жодних задніх дверей, купе було хардтопом без опори, щоправда без представленої версії кабріолета.
Хоч і маючи велику схожість зі своїм попередником, Continental 1966 року знову оновили кузов і салон, додавши кілька нових опцій касетного програвача і відкидного керма. Continental виріс в розмірі, ставши десь на 5 дюймів більшим, на дюйм ширшим і майже на дюйм вищим. Тоді як гнуте бокове скло замінили на плоске, його борти були менш плоскі, ніж на ранніх моделях. Для збереження продуктивності великого Continental, об’єм двигуна V8 збільшили з 430 куб. дюймів (7 л) до 462 куб. дюймів (7,6 л).
Для покращення продажів кабріолета, Lincoln додав скляне заднє вікно в його дах і покращив гідравлічну систему для відкривання даху і двері багажника додаванням другого насосу, розділивши дві системи; гідравлічні соленоїди також прибрали з авто. Щоб привабити потенційних покупців Cadillac, ціни на Continental 1966 року знизили майже на $600 без зниження рівнів обладнання. Воно увінчалось успіхом, допомігши збільшити продажі до 54,755 автомобілів того року, збільшення на 36%, все із-за представлення нової 2-дверної версії; продажі обох 4-дверних моделей злегка впали. Аналіз продукції року складався з 65% седанів, 29% купе і лиш менше 6% 4-дверного кабріолета.

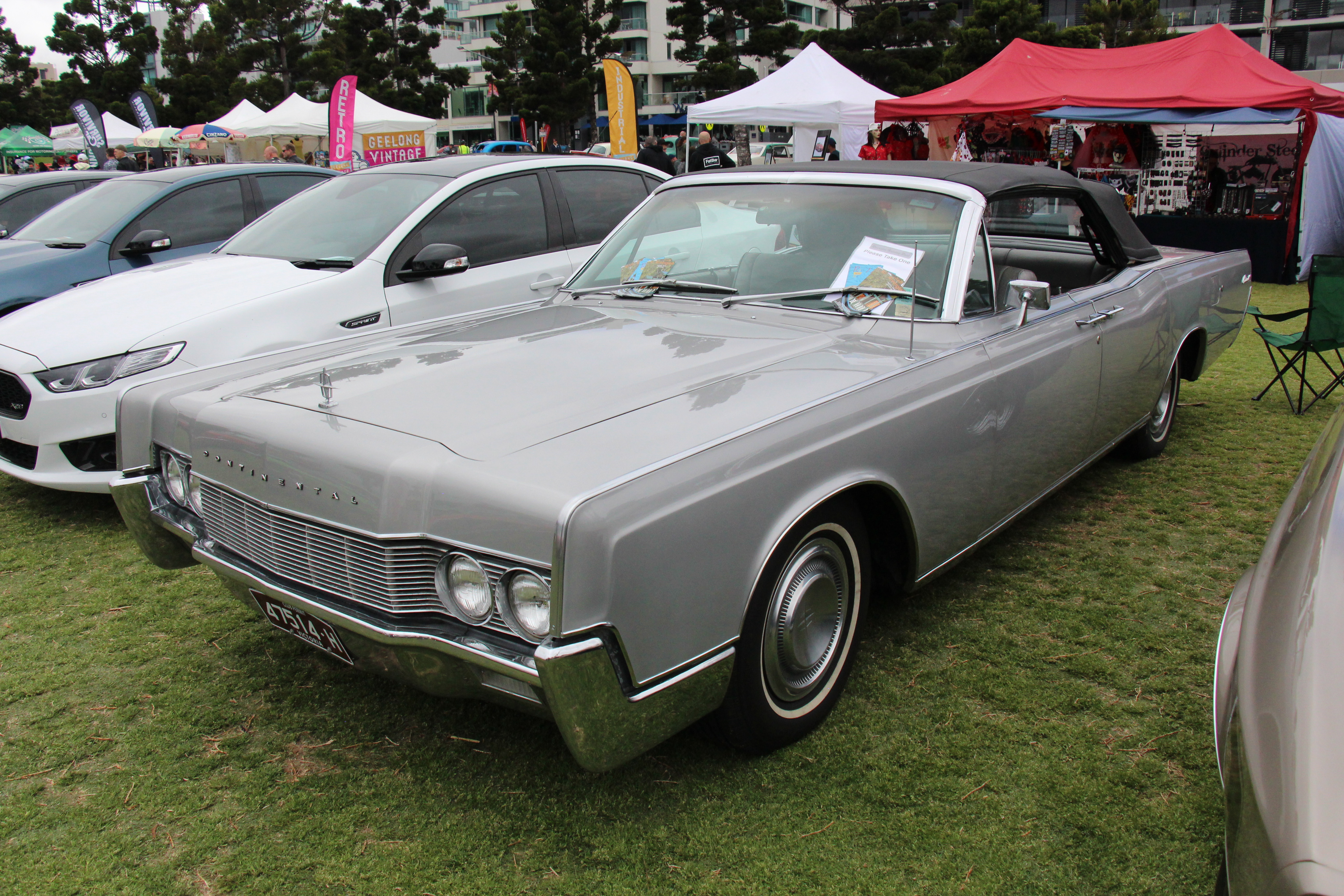
Кабріолет 1967 року

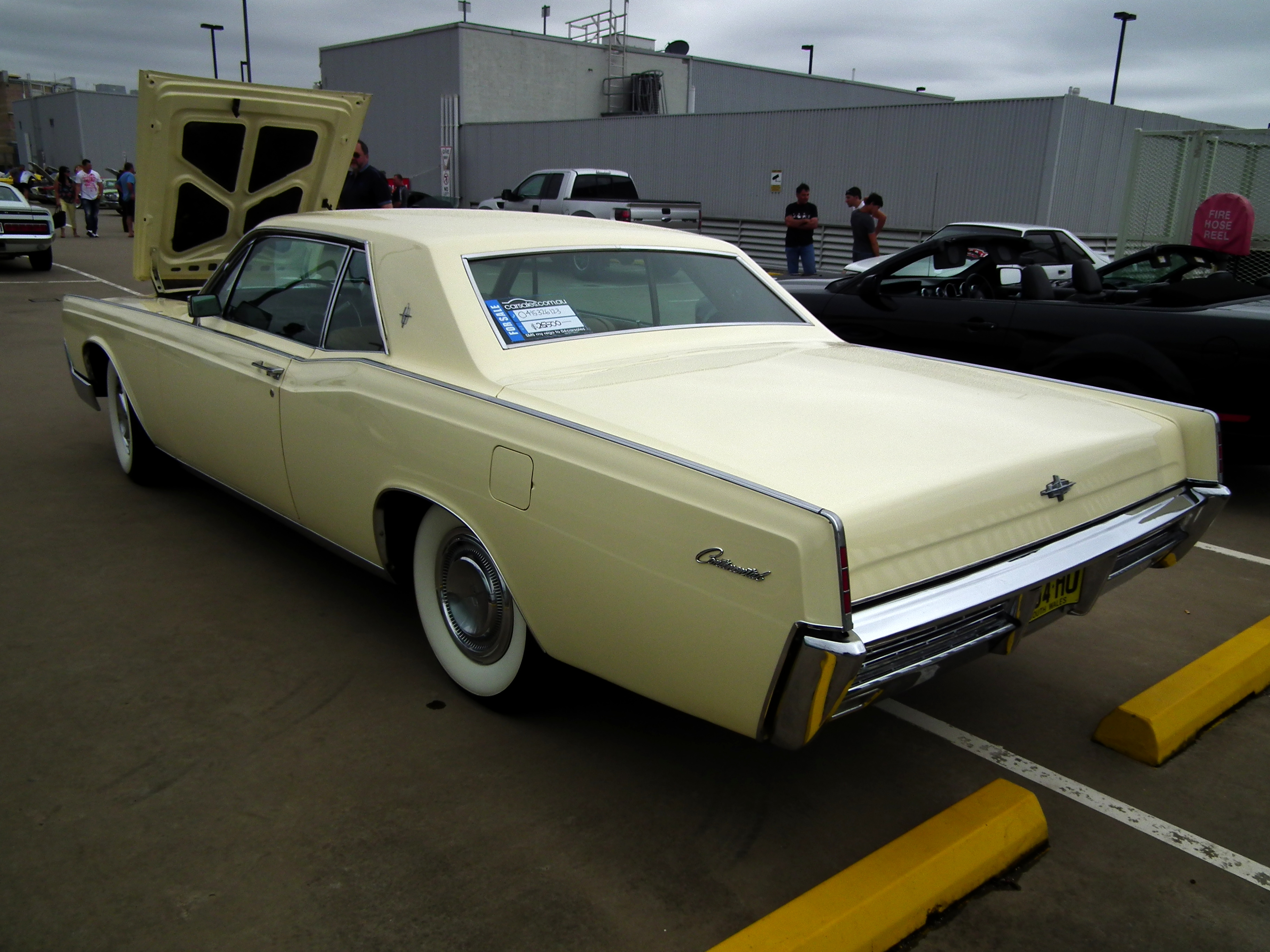
Купе 1967 року

В 1967 році додали кілька змін у Continental, за винятком незначних зовнішніх оновлень. Зникла емблема Lincoln на передніх крилах; торпедо отримало кілька індикаторних ламп, увімкнення круїз-контролю, відкритого багажника і ліхтарик тиску мастила. З інтересу безпеки, ремені на котушках стали стандартними разом з енерго-поглинальною колонкою керма.
Після проданих лише 2,276 екземплярів, 1967 рік був останнім для кабріолета. Кабріолет Lincoln Continental 1967 року, єдиний заводський 4-дверний кабріолет, виготовлений після Другої Світової Війни, є одним з найважчих автомобілів, виготовлений Ford Motor Company за весь час. При спорядженій масі в 5,712 фунтів (без опцій), він є найважчим Lincoln від часів Model K, і на 55 фунтів важчий за відповідний лімузин Cadillac Fleetwood Series 75 і на 300 фунтів важчий за Imperial LeBaron того року. 5,712 фунтів спорядженої маси зазначено в каталозі Lincoln.

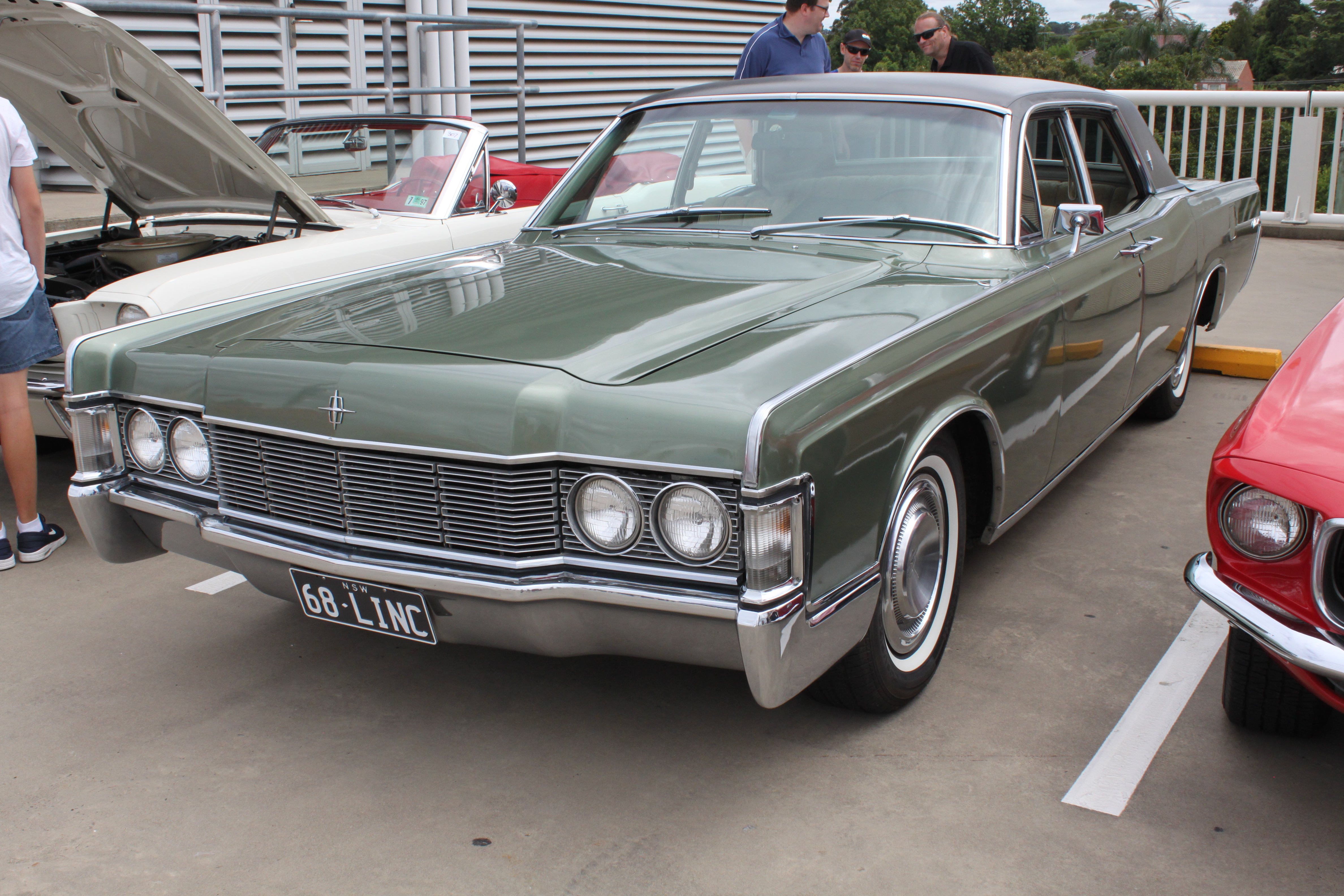
Седан 1968 року

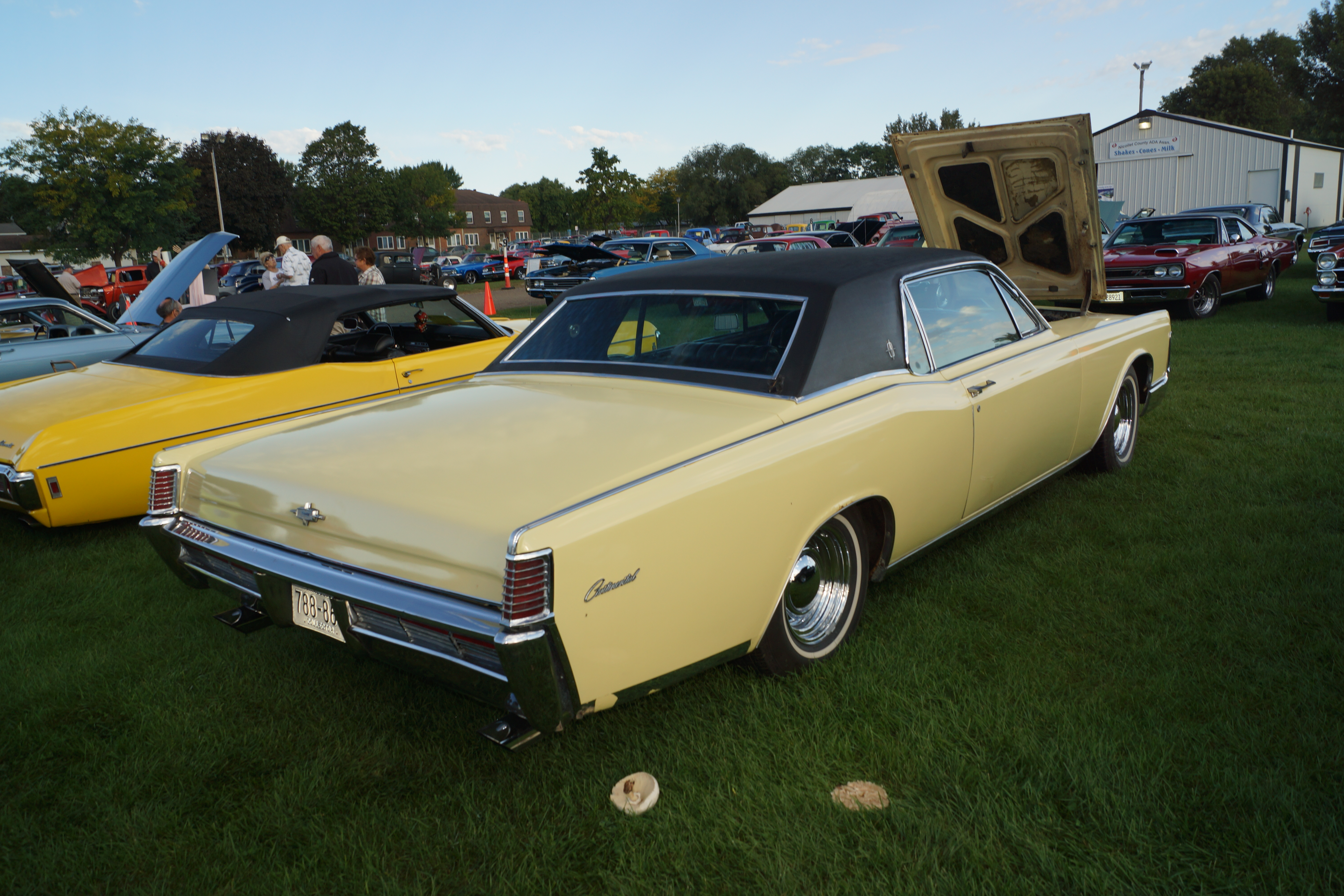
Купе 1968 року

В 1968 році Lincoln вніс кілька стилістичних змін у Continental. Задля відповідності стандартам безпеки, габаритні ліхтарі, задні ліхтарі і передні поворотні сигнали повернули до місць на краю крил, щоб задовольнити федеральні стандарти для бокових габаритних ліхтарів. Також були додані плечові ремені безпеки по боках на передні сидіння. Новий 460 куб. дюймовий (7,5 л) двигун Ford 385 був також доступним на початку модельного року, але ще було настільки багато доступних 462 куб. дюймових (7,57 л) двигунів Ford MEL, що 460 був впроваджений трохи пізніше того року. В квітні дебютував новий Mark III як модель 1969 року. Загальні продажі знизились до лиш 39,134 екземплярів. Протягом 1968–1971 модельних років не було застосовано емблеми на капоті, за деякими даними із-за ймовірної майбутньої нормативної заборони, яку так і не впровадили.

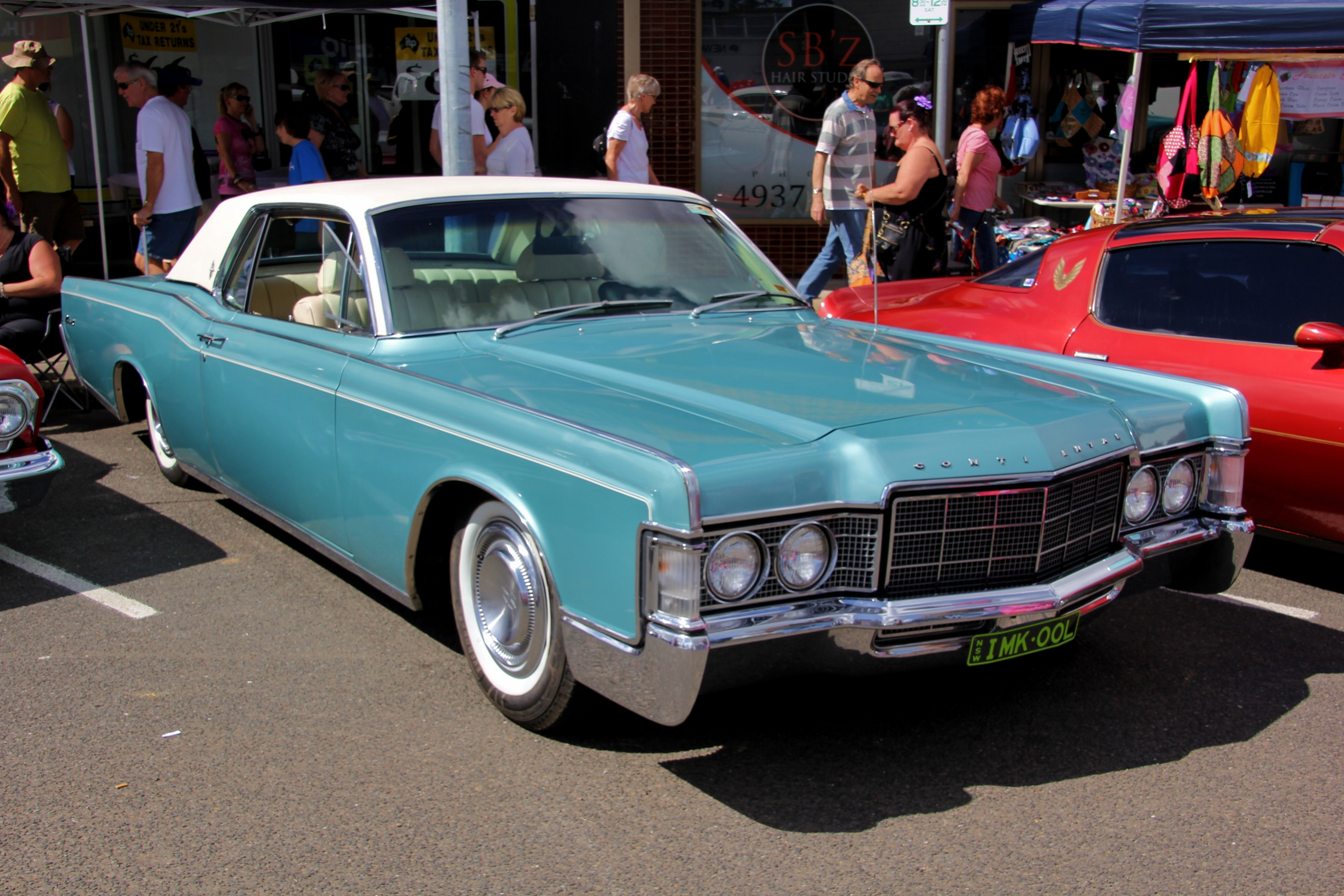
Купе 1969 року

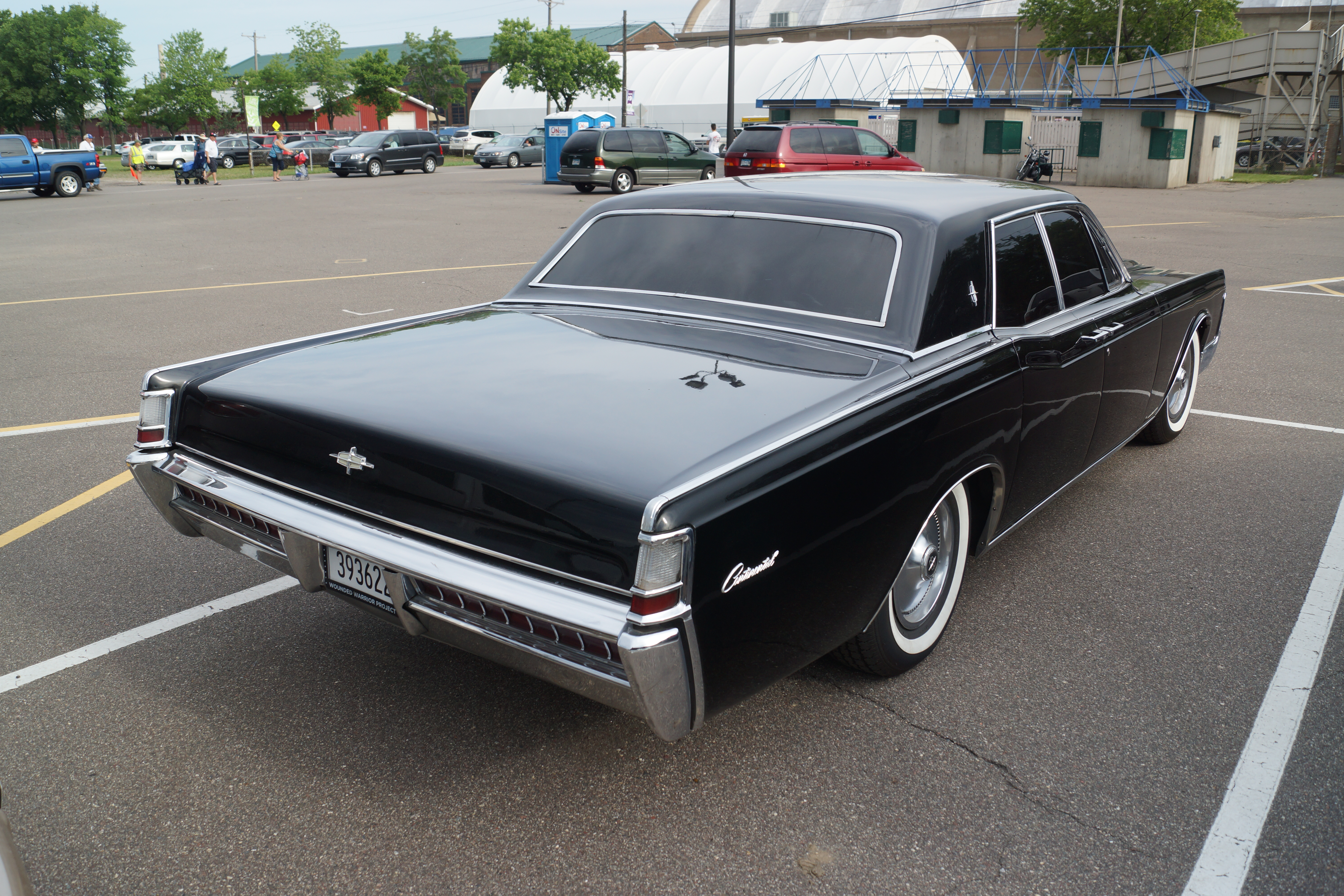
Седан 1969 року

В 1969 році четверта генерація Continental увійшла в останній рік виробництва. Lincoln додав відносно мало змін, за винятком необхідних підголівників. На початку модельного року, 460 V8 увійшов у повне виробництво, ставши єдиним двигуном лінії моделей Lincoln по 1977 рік.
Ця генерація Continental має шану серед колекціонерів і мала появу в багатьох кінокартинах таких як Голдфінгер, Матриця, Останній Кіногерой, Каліфорнія, Людина-павук 2, Хапай та тікай, Звіринець та Інспектор Гаджет. Також вона з’являлась в телесеріалі Живий за викликом, у початковій заставці телесеріалу Антураж, і як вибраний автомобіль персонажа Майкла Чикліса Вінсента Савіно в серіалі Вегас. В телевізійному сіткомі Зелені простори від CBS (1965–1971), в якому автомобілі постачались Ford Motor Company, головний персонаж Олівер Венделл Дуглас (Едді Альберт) їздить на кабріолеті Continental 1965 року, і далі в пізніших серіях на моделі 1967 року.

### Лімузин Кеннеді SS-100-X

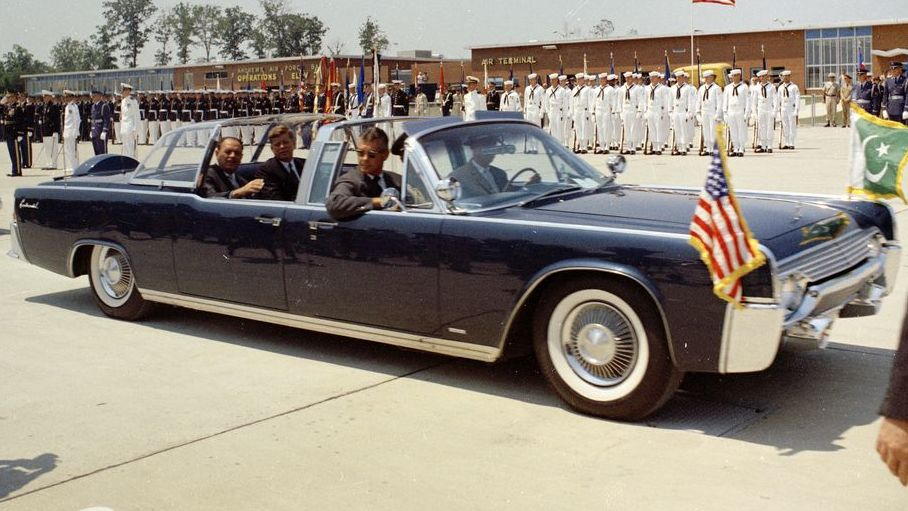
Лімузин Кеннеді SS-100-X в ранньому варіанті облицювання під час служби

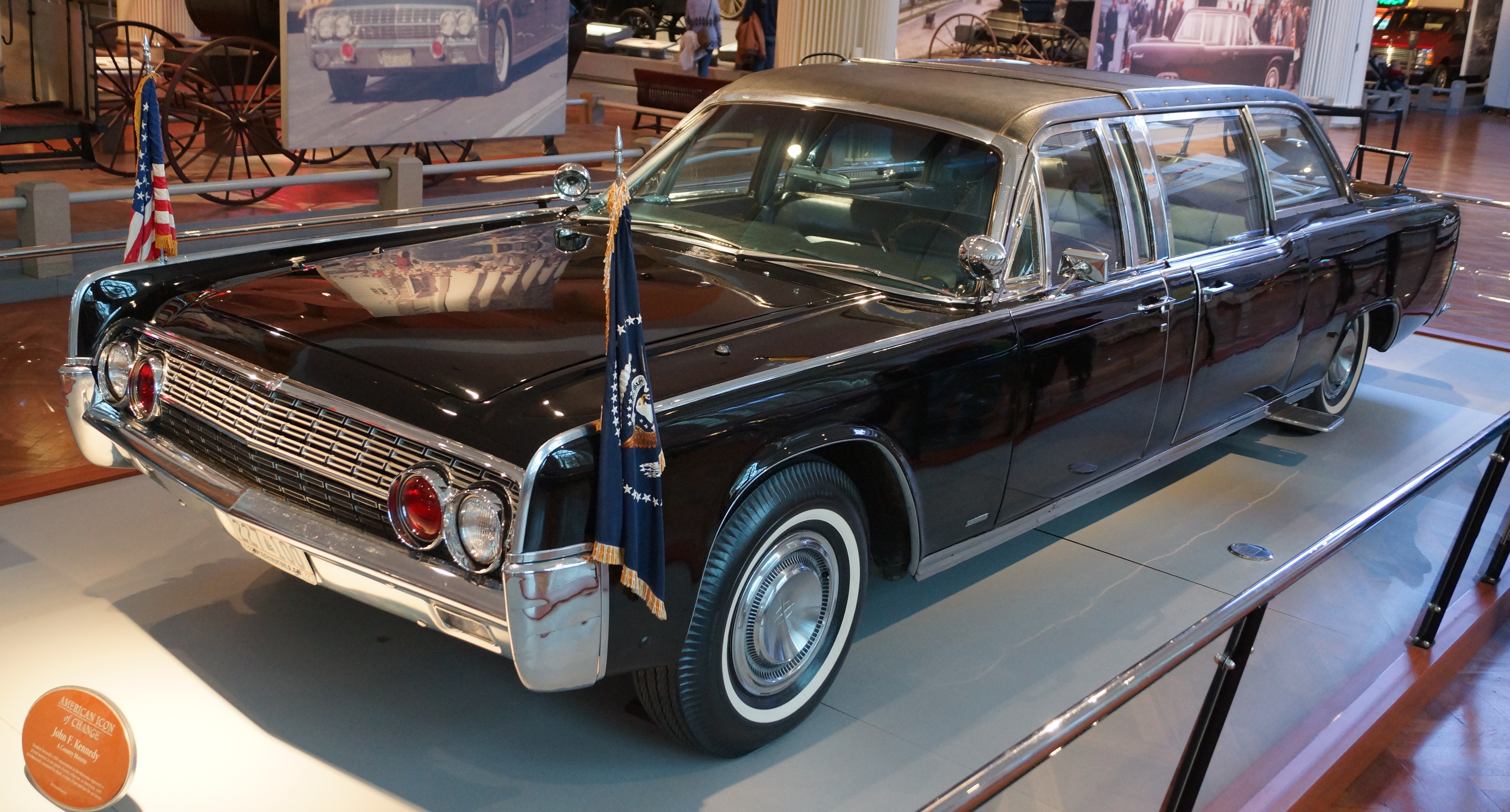
Лімузин SS-100-X з остаточним варіантом облицювання на експозиції в музеї

Секретна Служба придбала парадний кабріолет-лімузин, виготовлений під замовлення ательє Hess & Eisenhardt з Чинчинатті, Огайо, на базі 4-дверного кабріолета Lincoln 1961 року для Білого Дому Кеннеді. З кодовим ім’ям SS-100-X, це був той самий автомобіль, в якому Джон Фіцджеральд Кеннеді був убитий у 1963 році. До того часу, передок автомобіля оновили решіткою, фарами і бампером від моделі 1962 року. Після вбивства лімузин повернули на Hess & Eisenhardt, де його відремонтували та оснастили бронею і фіксованим дахом. Внаслідок він продовжив службу у Білому Домі на багато років. Цей всесвітньо відомий автомобіль тепер експонується в музеї Генрі Форда у Дірборні, Мічиган.

### Двигуни
- 430 куб. дюймів (7,0 л) MEL V8
- 460 куб. дюймів (7,5 л) Ford 385 V8
- 462 куб. дюймів (7,6 л) MEL V8

## П'яте покоління (1970–1979)

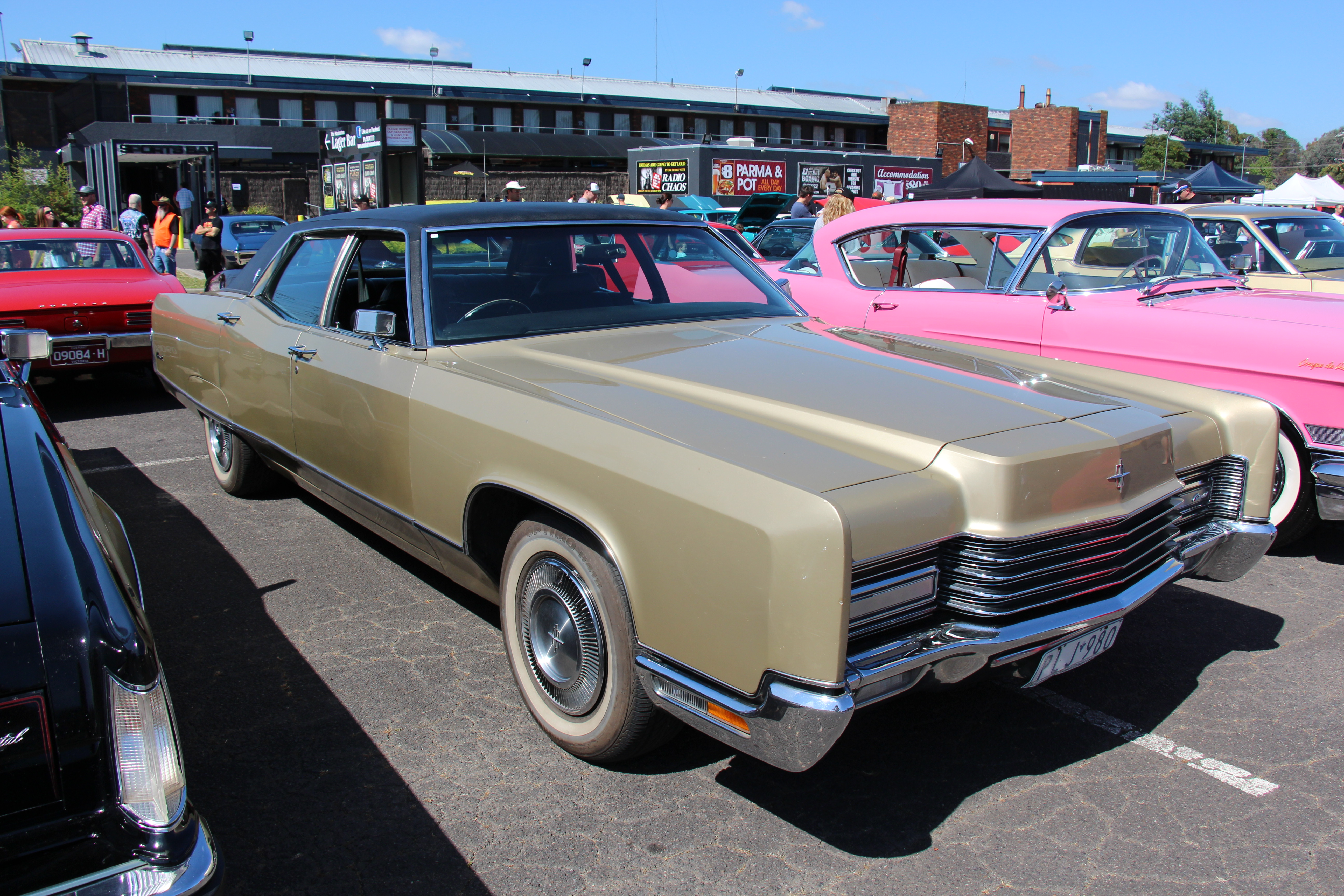
Модель 1970 року

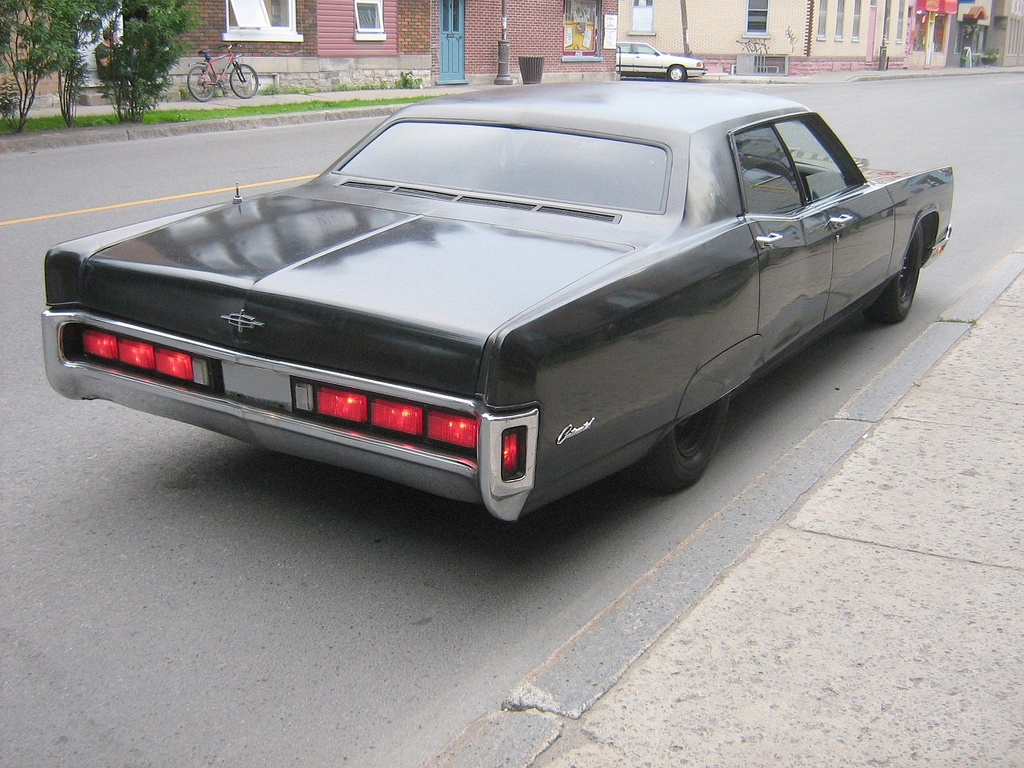

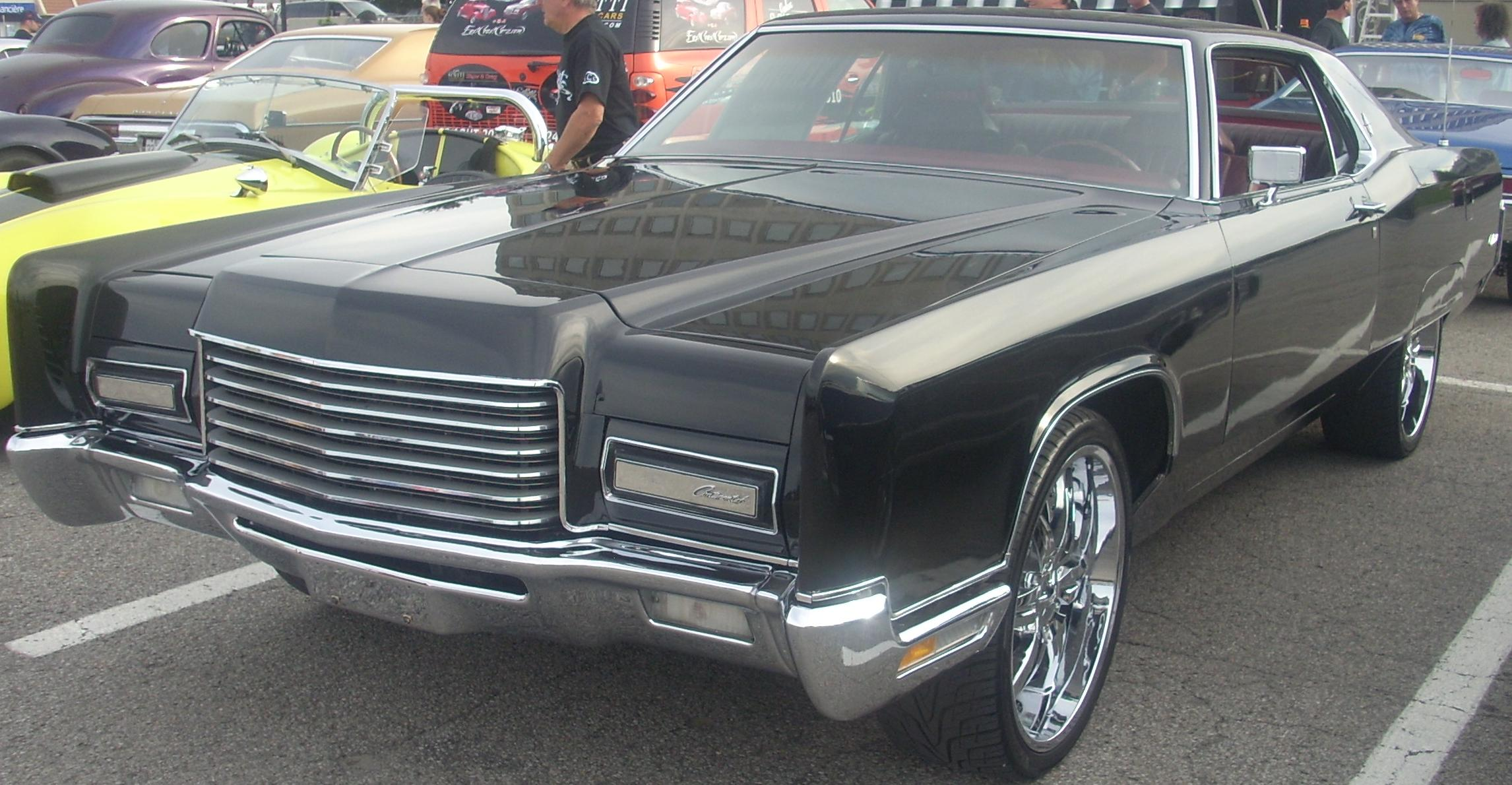
Модель 1971 року

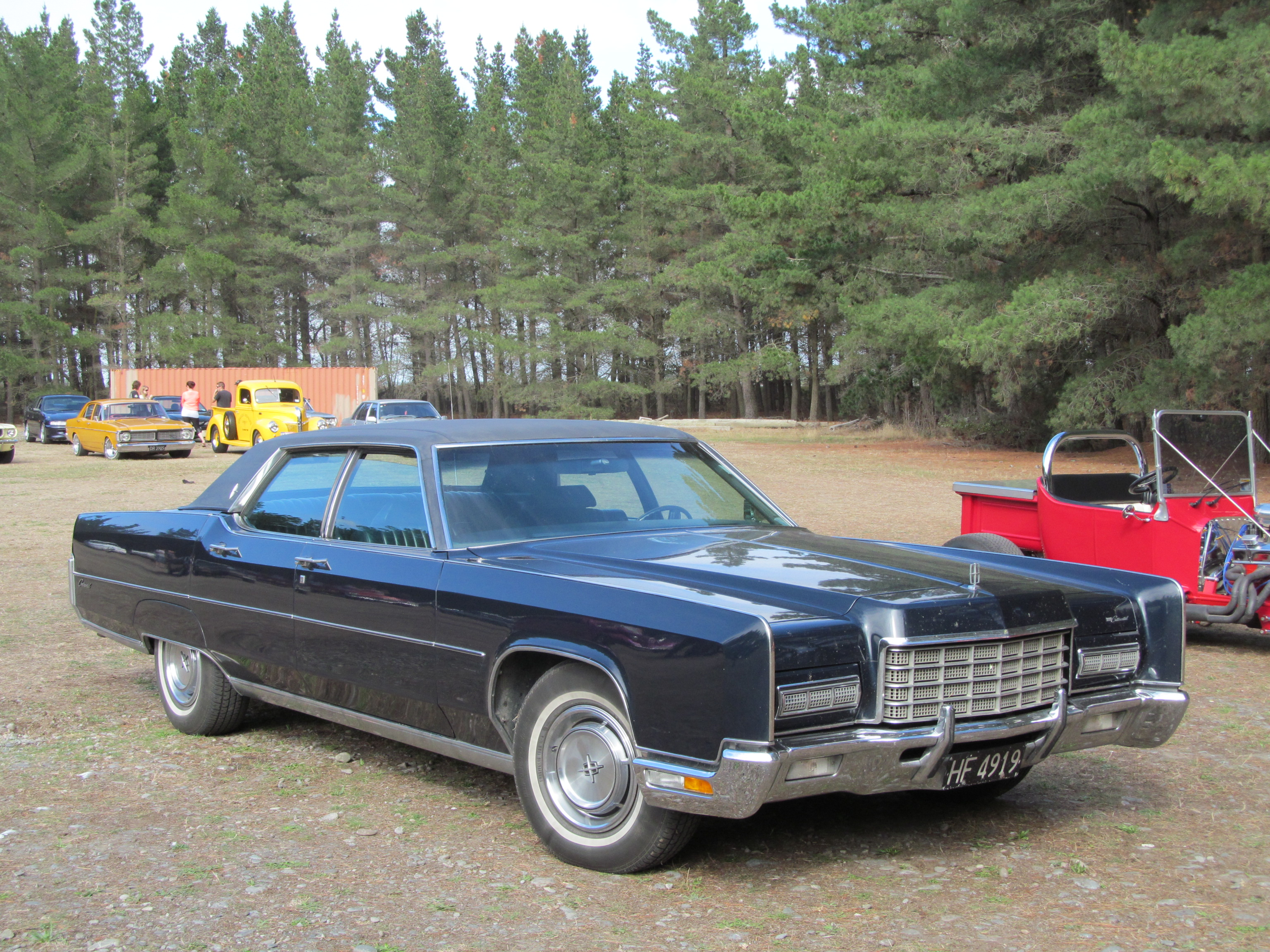
Модель 1972 року

На 1970 модельний рік, Lincoln Continental переробили вперше з 1961 року. Розгляд витрат на Ford означали, що новий Continental ділив елементи конструкції шасі з седанами Ford LTD/Mercury Marquis; колісну базу подовжили до 127 дюймів. Відповідно, цільну конструкцію кузова й шасі відкинули на користь кузова на рамі (вперше з Lincoln 1957 року); однак, нове шасі оснастили підвіскою зі спіральними пружинами на всіх колесах. Найбільш помітною інженерною зміною було переміщення зовнішніх ручок задніх дверей; із-за витрат і складності, суїцидальні двері із задніми завісами замінили традиційними на передніх завісах.
Разом з еволюційним оновленням від моделі 1969 року, Continental 1970 року запозичив кілька стильових рис від популярного Continental Mark III, за винятком кришки багажника з рельєфом для запаски. Повернулись великі клиноподібні крила, щоправда без хромованого оздоблення на верхніх краях. Для спрощення передньої частини, Lincoln додав щитки з вакуумним приводом, які приховували передні фари по боках від решітки; щитки відчинялись вгору в будь яких умовах чи втраті тиску повітря як безвідмовні. Стандартними особливостями були автоматичне відпускання ручного гальма, електричне регулювання сидіння у двох положеннях, підсилювачі передніх дискових гальм (ззаду барабанні), ліхтарик індикатора на щитки передніх фар і регульовані підголівники.
Як і з Continental Mark III 1969 року, Continental 1970 року обладнали щойно представленим 365-сильним 460-куб. дюймовим V8; всі версії отримали 3-ступеневу автоматичну трансмісію.
В 1970 році Lincoln пропонував Continental в кузовах 2-дверне хардтоп купе і 4-дверний хардтоп седан з опорами. Набір опцій інтер’єру Town Car, представлений в 1969 році, повернувся як седан Lincoln найвищого оздоблення. В 1971 році було зроблено відносно мало значних змін; вони відрізняються від моделей 1970 року щитками передніх фар в колір кузова.

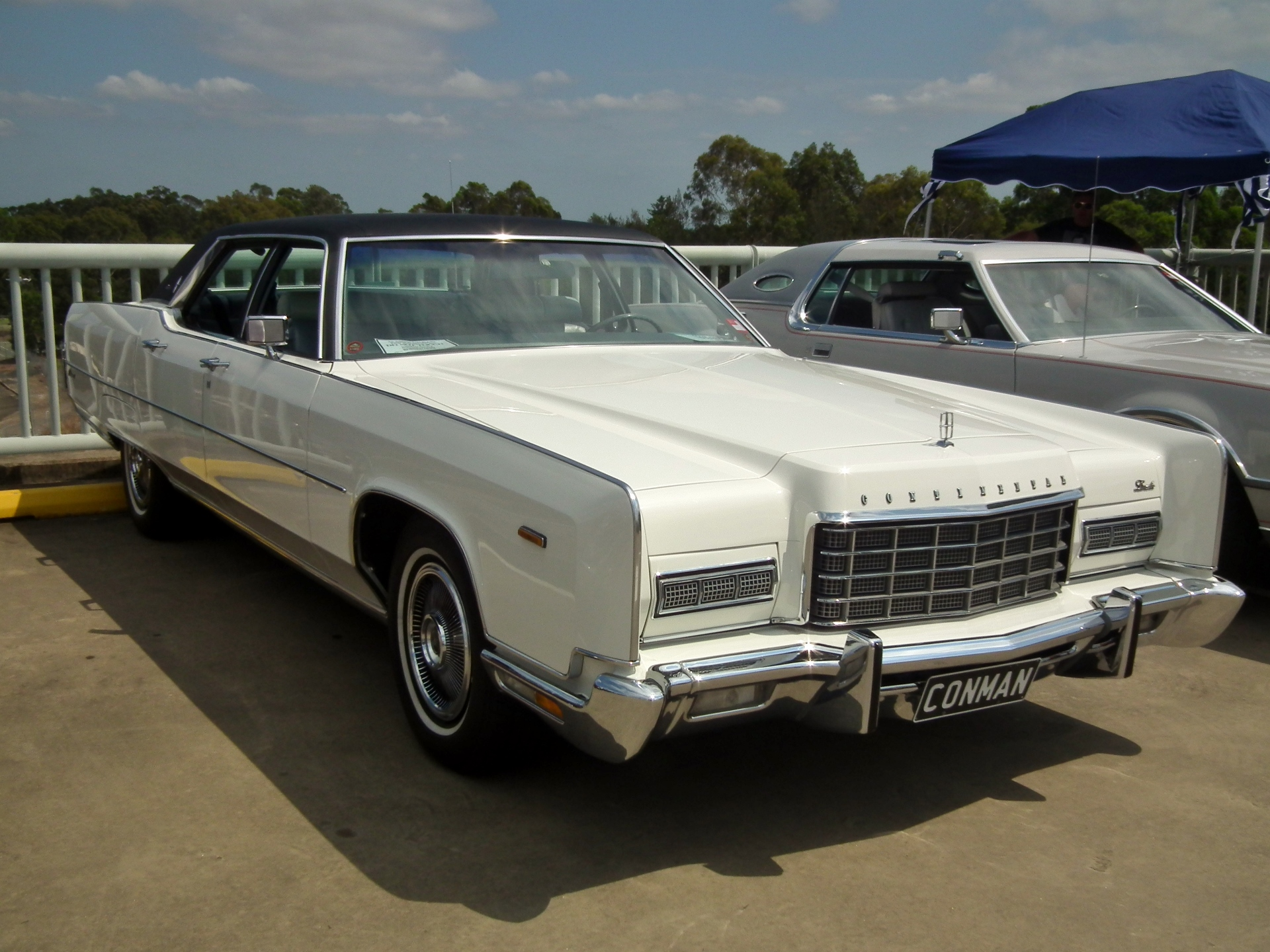
Модель 1973 року

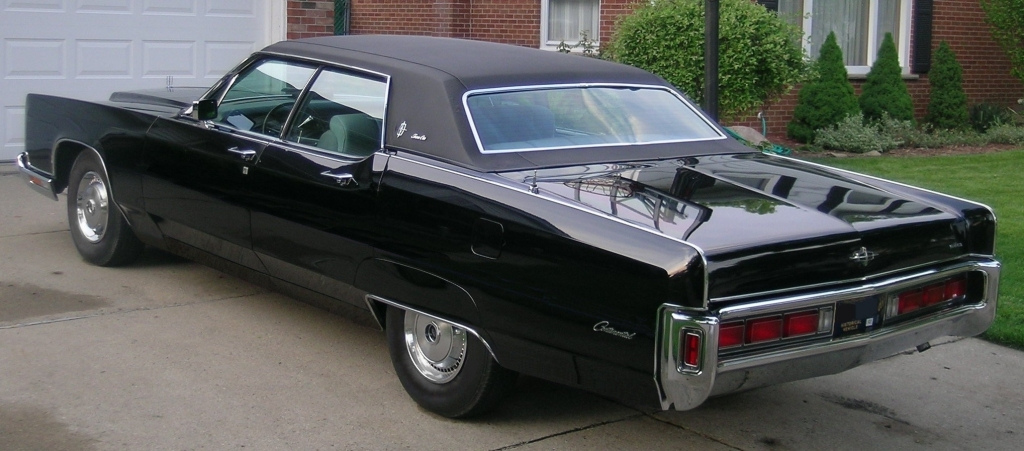

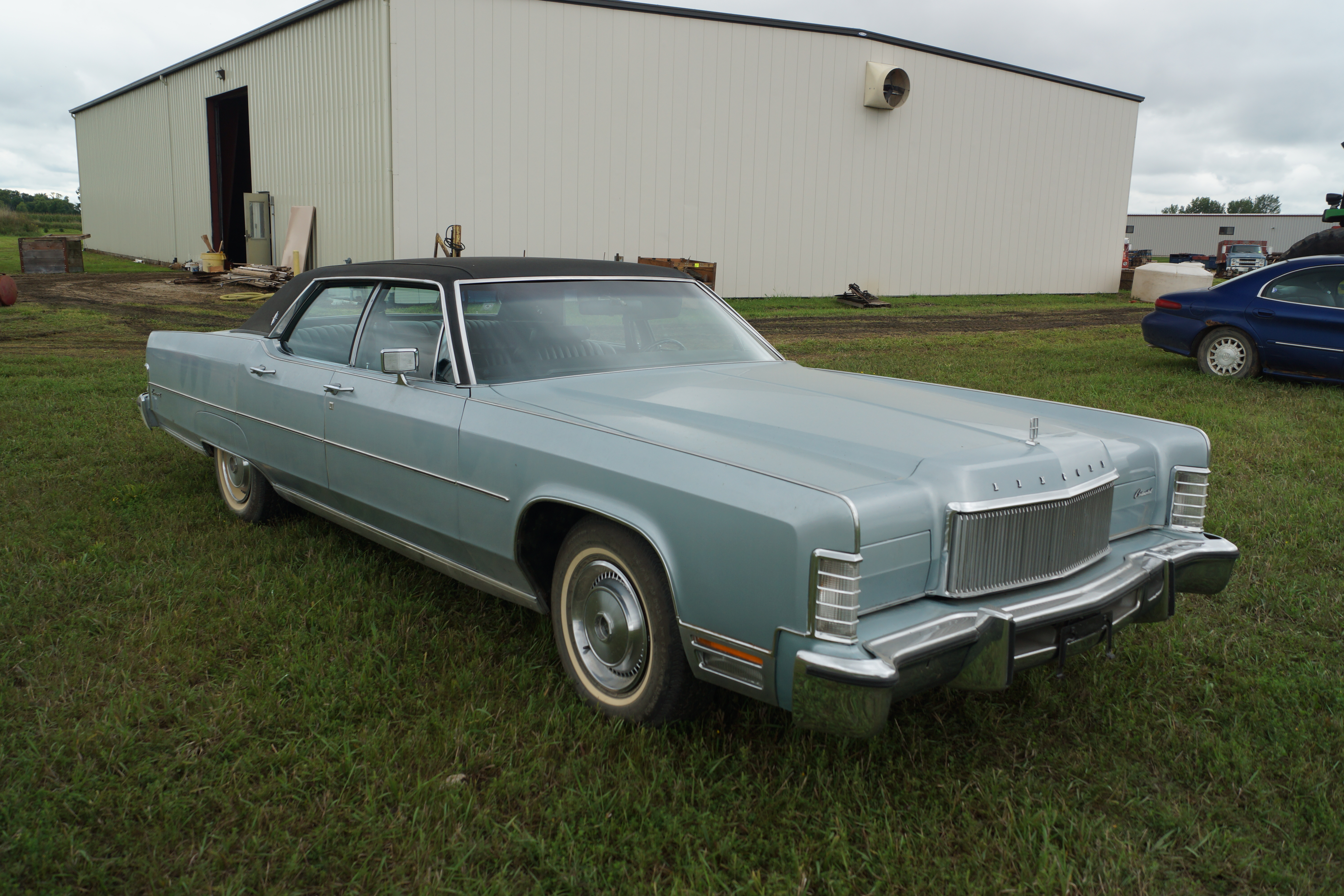
Модель 1974 року

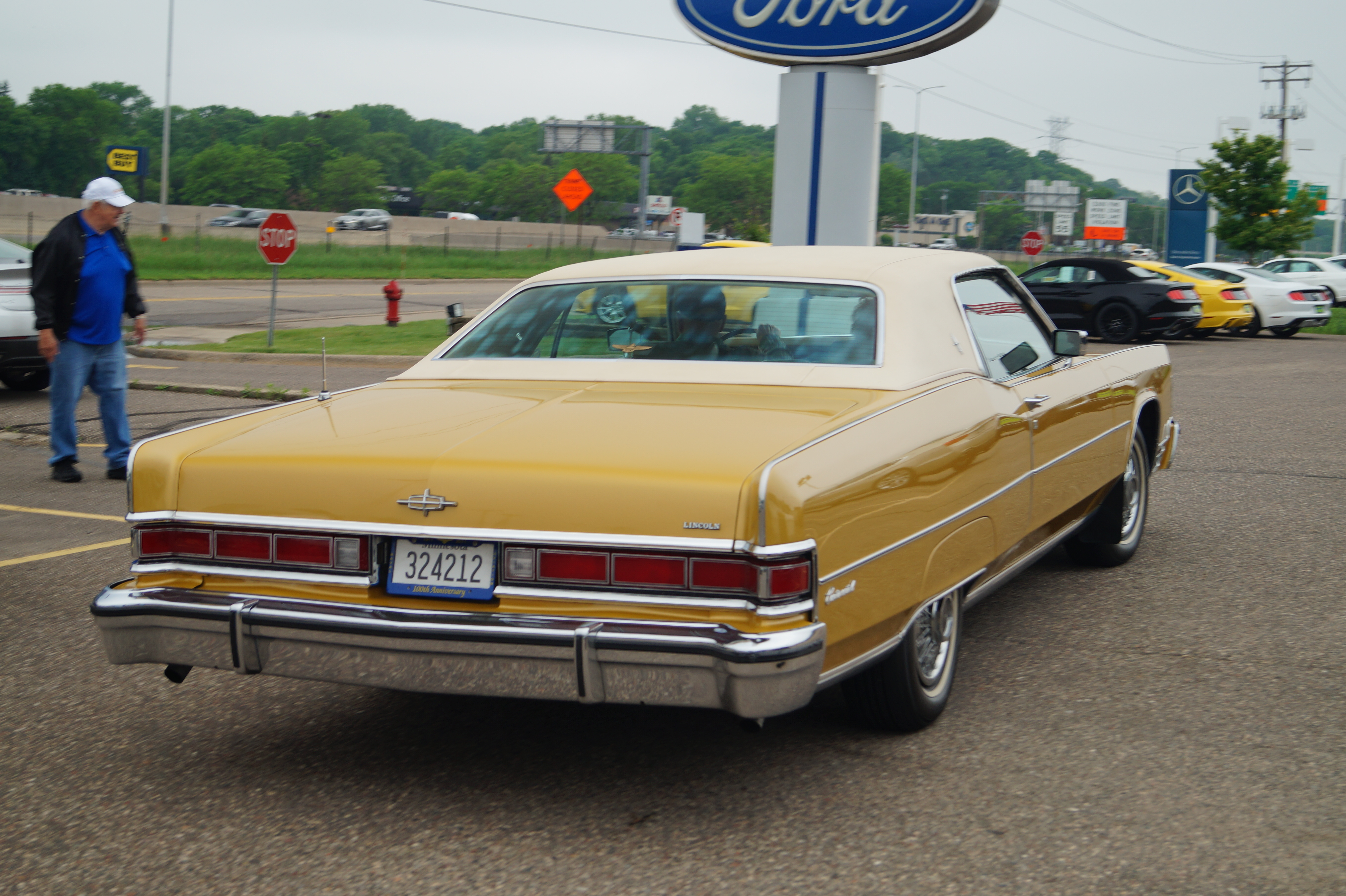

В 1972 році закінчилась довготривала традиція двигунів підрозділу Lincoln, так як 460 V8 став доступним на Mercury у версіях Mercury Marquis і Colony Park, замінивши 429 V8 (на базі якого він і був). На рік пізніше за General Motors і Chrysler, 460 став двигуном з нижчим стисненням і чистими к. с., краще адаптований під нерозбавлений бензин; однак, зі зміною, продуктивність впала до 224 к. с.. Ззовні зробили мінімальні стилістичні зміни заднім дверям (седанів) і крилам. Смугасту решітку радіатора в стилі Thunderbird замінили на сітчасту. Інші зміни в оздобленні включали повернення емблеми на капоті і хромовані верхні краї крил.
В 1973 році, із-за федерального регулювання аварій, стало необхідним встановлення у всіх авто, що продавались на ринку США передніх бамперів, які витримували удари до 5 миль/год. В той час як частина машин отримала помітне оновлення для відповідності вимогам, Continental зустрів вимогу висунутим бампером на кілька дюймів вперед і додаванням гумових накладок для поглинання удару. Задній бампер посилили, посунули назад; він приймав удари до 2 1/2 миль/год. Представили двійника Continental Town Car, 2-дверний Continental Town Coupe; обидві моделі продавались ексклюзивно з вініловою обтяжкою даху.
В 1974 році, в русі, що почав розкол від стилю плоских боків Continental 1960-х рр., і передній, і задній бампери замінили на масивні бампери, що заходили на боки. Вертикальна водоспадна решітка радіатора і гладкі щитки передніх фар були стильовими рисами від Continental Mark IV; дизайн задніх виражених на крилах ліхтарів у Mark IV проник на Continental.

### Оновлення 1975 року

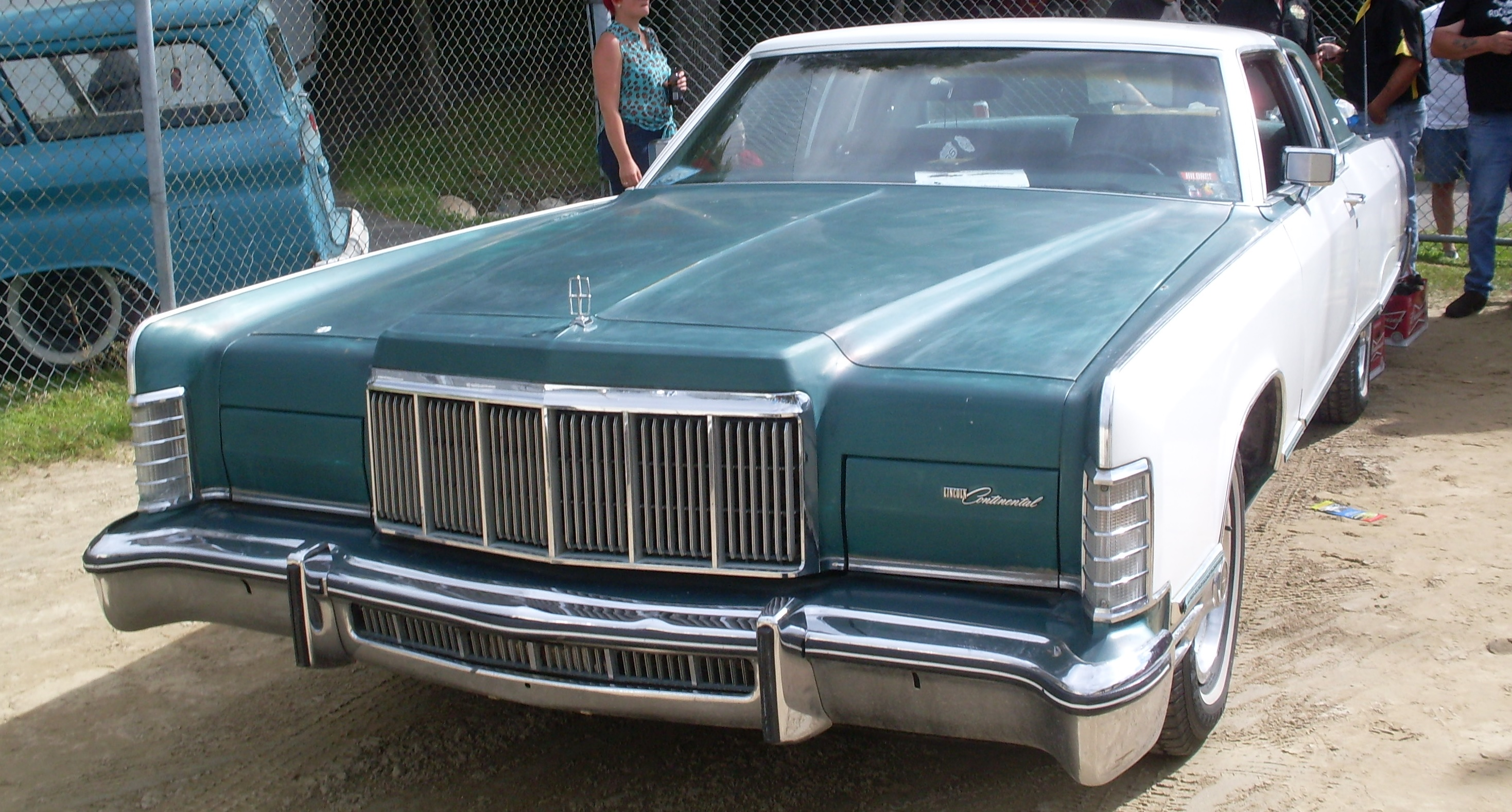
Модель 1975-76 рр.

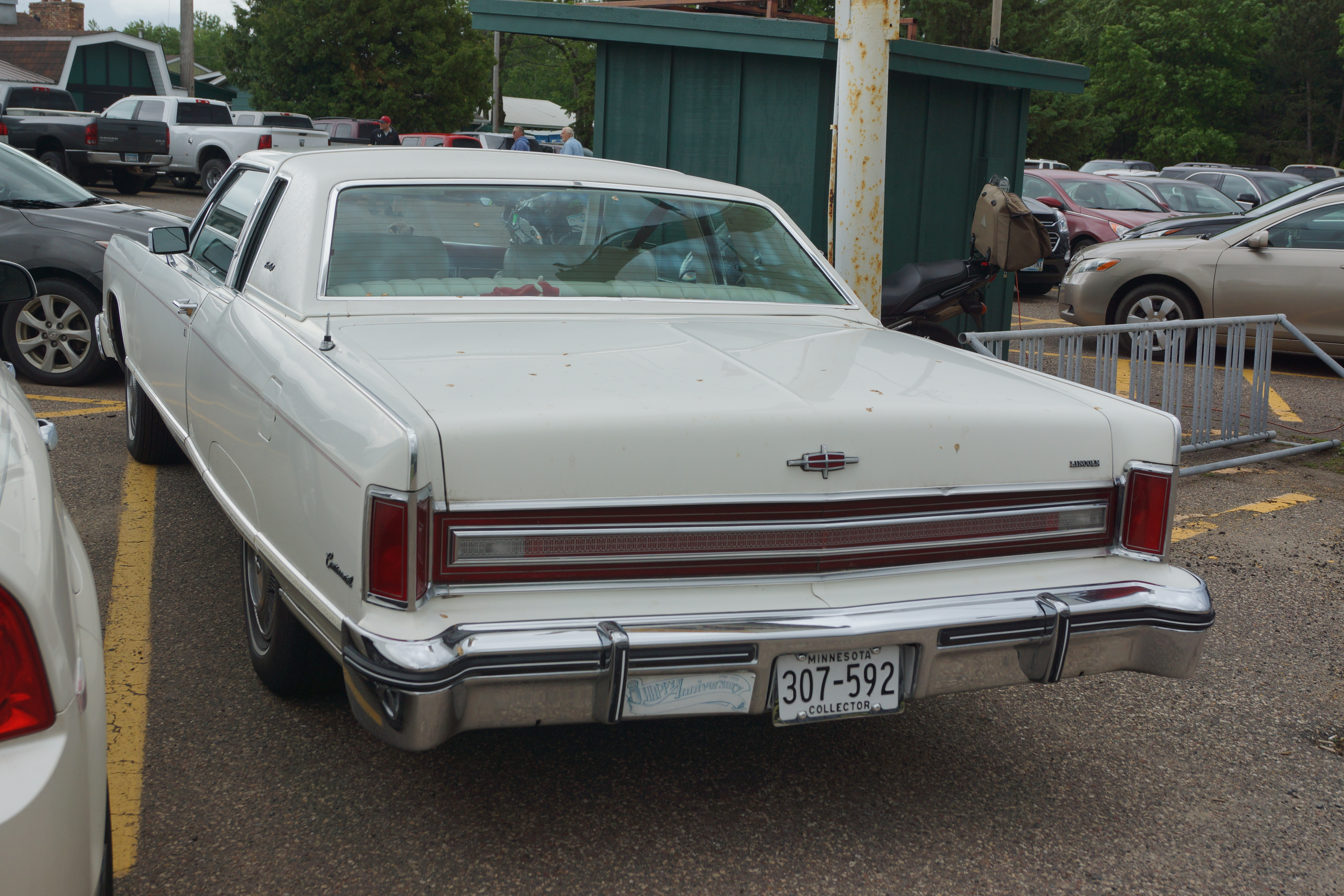

В свій шостий рік на ринку Lincoln Continental отримав велике оновлення на 1975 модельний рік. Оновлення 1973 року Mercury Marquis запозичило великою мірою багато стилістичних рис Lincoln; Mercury і Lincoln 1974 року стали майже клонами. На додачу, Mercury Grand Marquis, запланований на 1975 рік, мав ціну й обладнання, наближені до Continental базового рівня. Для збереження продажів обох підрозділів, Ford вирішив взяти стиль Continental в новому напрямку.
Хоч Ford був неспроможним здійснити комплексне перевтілення, Lincoln Continental 1975 року отримав вагоме оновлення. Хоч плоскі крила залишились, задню лінію даху замінили на більш вертикального типу. Купе більше не були хардтопами, а мали опори з квадратними вікнами «опера» в задній опорі. На місці хардтопа з опорами в стилі Mercury, 4-дверним Continental надано лінію даху, подібну до тієї, що в Cadillac Sixty Special Brougham; Town Car отримали овальні вікна «опера», представлені на Mark IV. Разом зі стильовими оновленнями, Lincoln зробив вагомі зміни в систему гальм. Lincoln Continental став одним з перших американських авто, обладнаним системою дискових гальм всіх 4 коліс (опція), розробленою Bendix. З додачею каталізатора, 460 V8 більше не був спроможним їздити на розбавленому бензині.
В 1976 році зовнішність лишилась тією самою. Для зниження ціни авто, багато опцій стали стандартними на рік перед тим, як стали опціями.

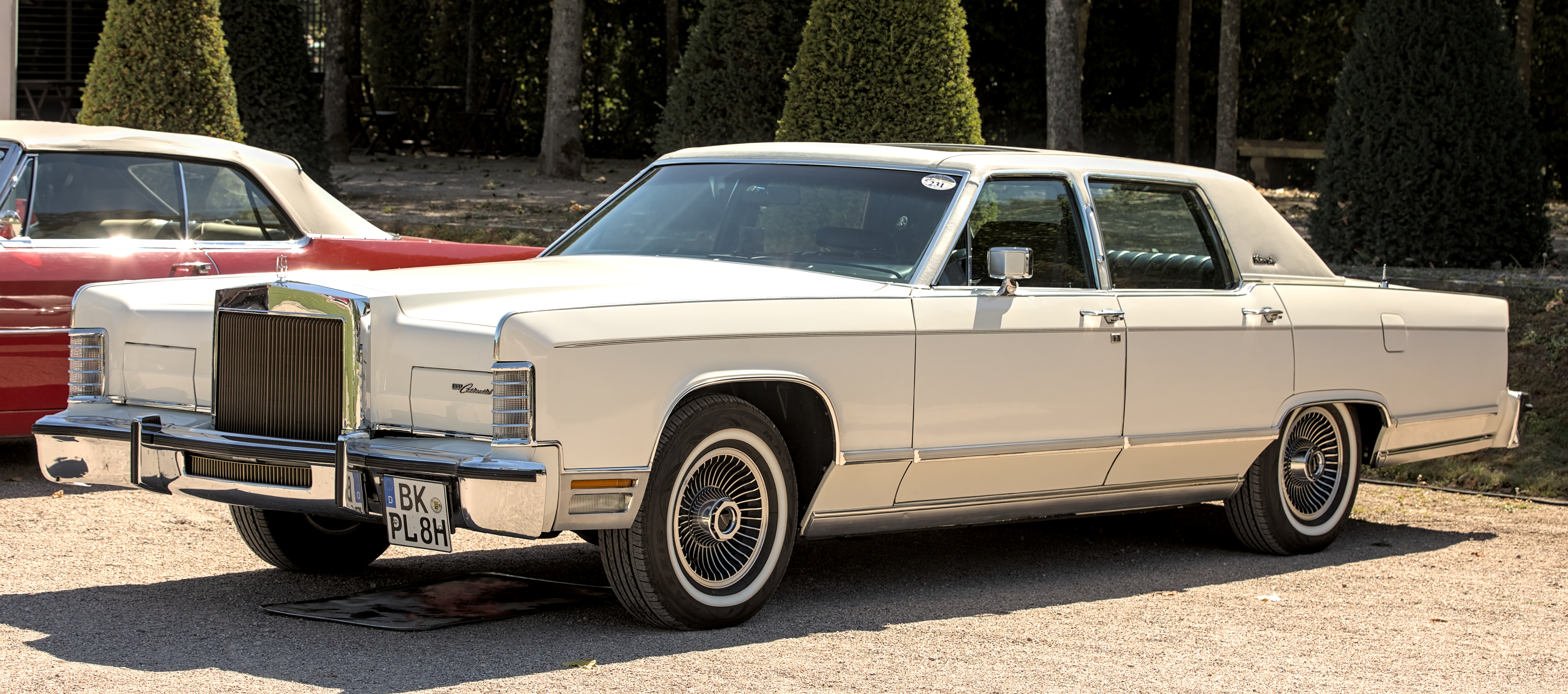
Модель 1977-79 рр.

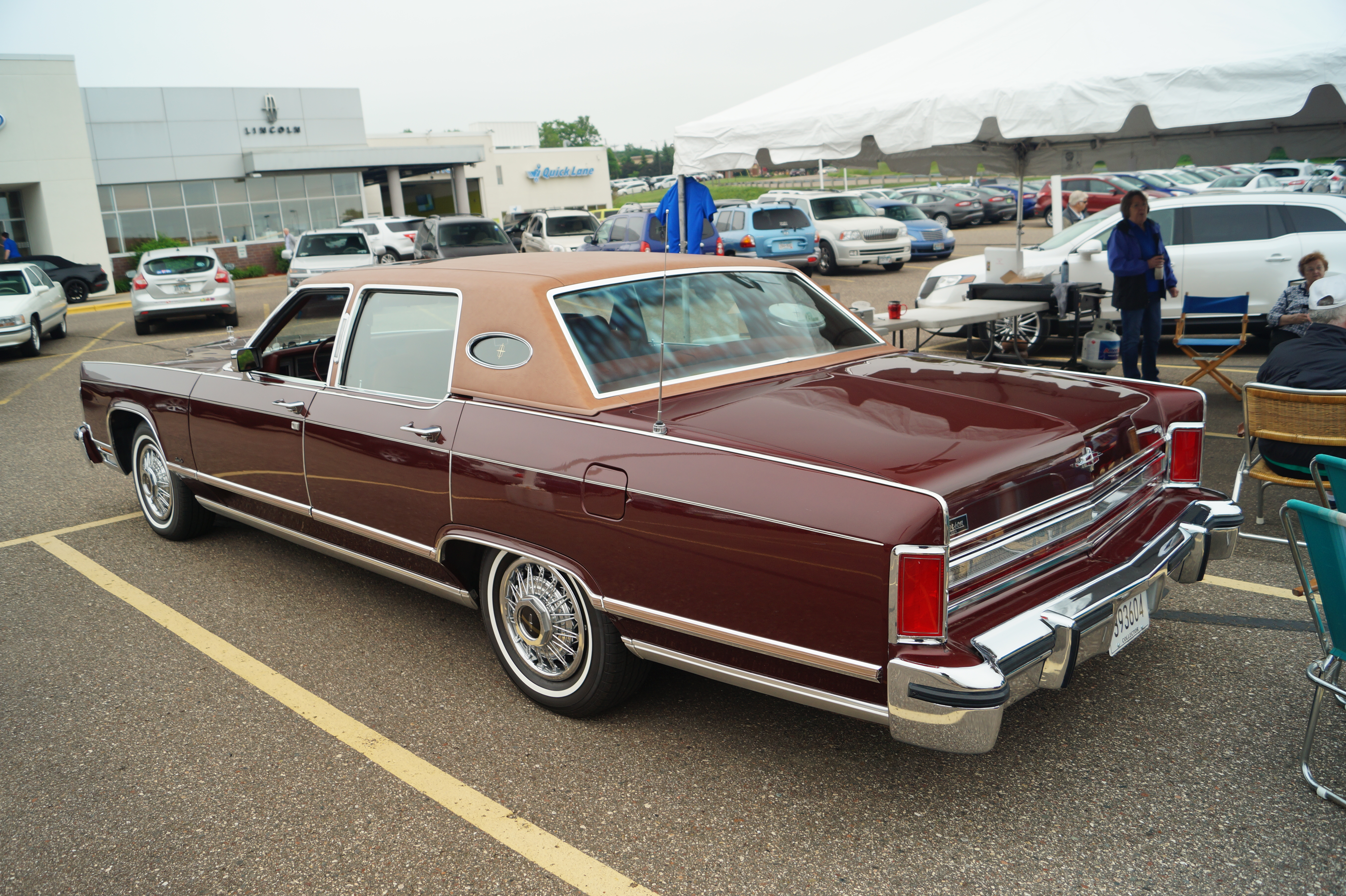

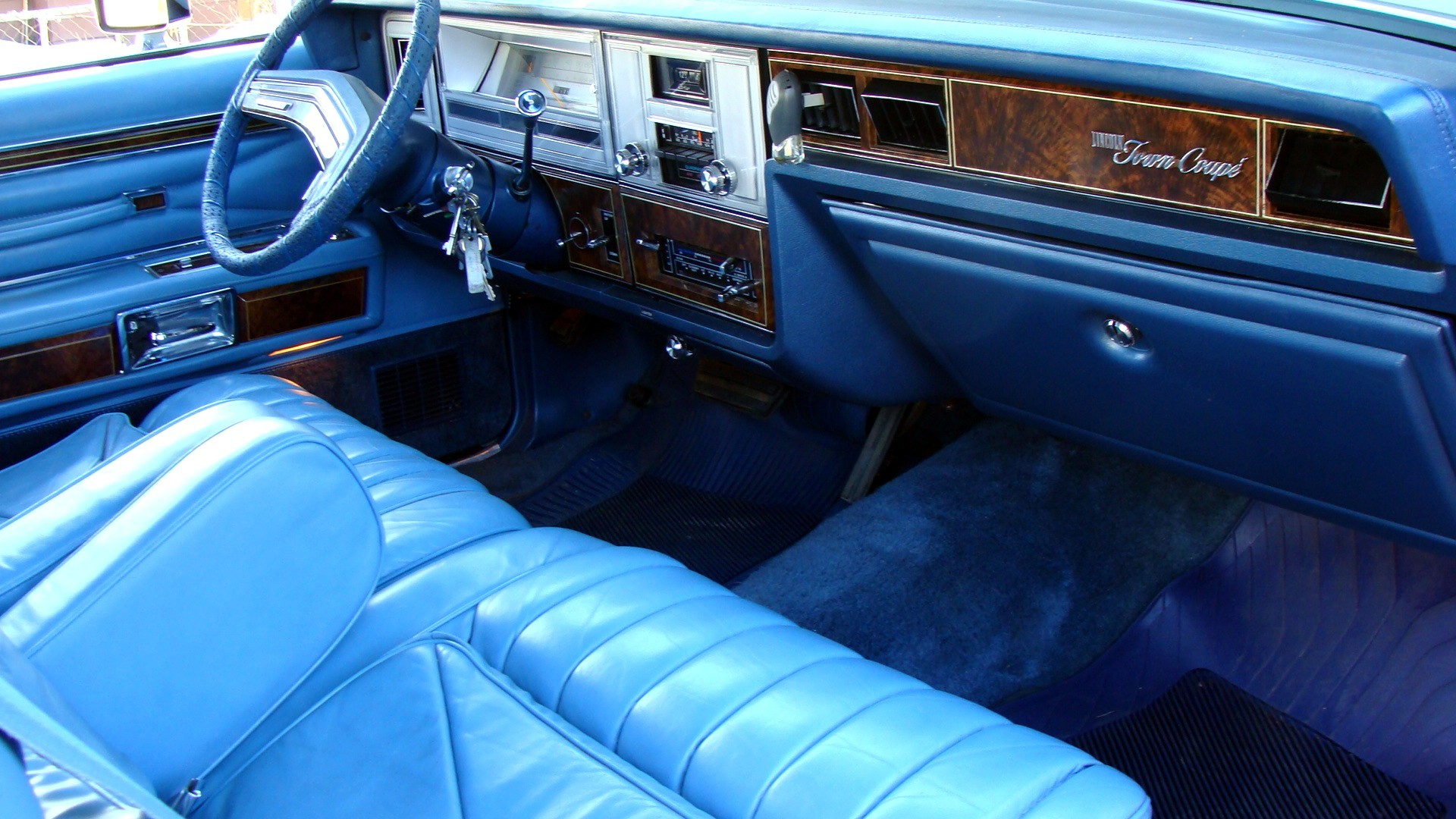
Салон купе 1978 року

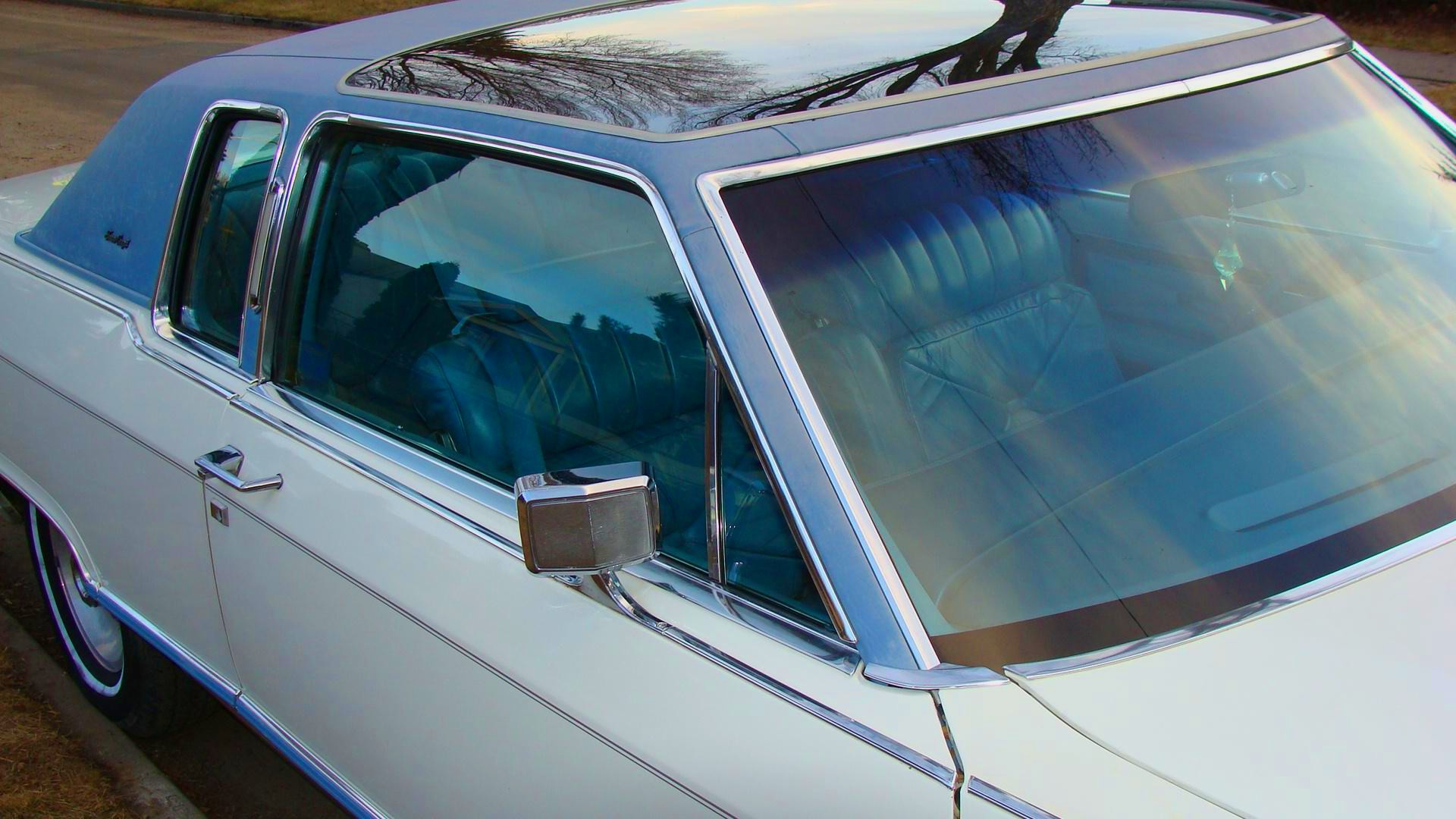
Скляна секція даху на купе 1978 року

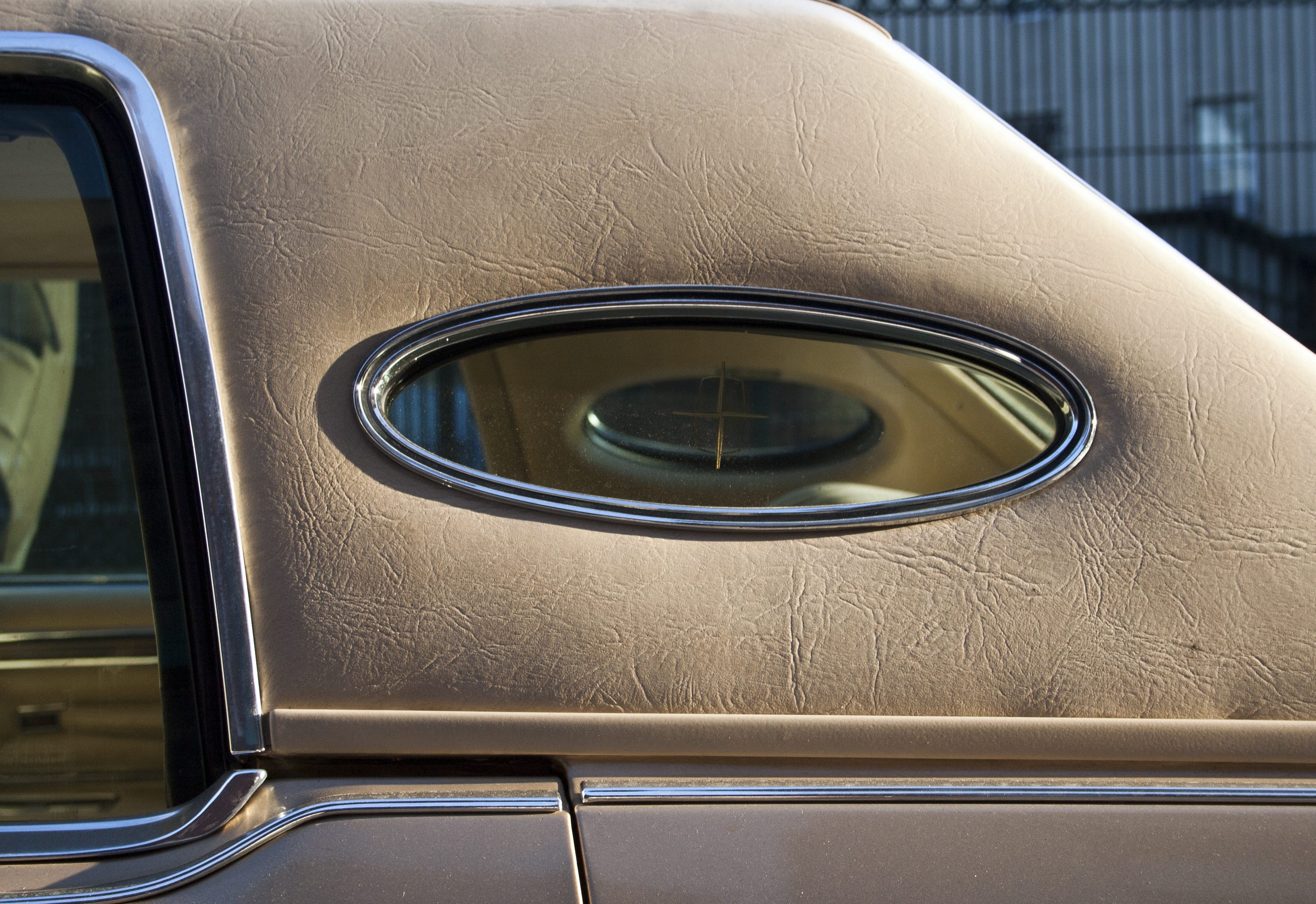
Вікно "опера" на седані Town Car 1979 року

В 1977 році, через зменшення лінійки великих Cadillac, Continental став найбільшим автомобілем масового ринку, що вироблявся у всьому світі на той час, перевершений лише спеціально-виготовленими лімузинами, такими як Mercedes-Benz 600, Rolls-Royce Phantom VI і ЗІЛ-4104. Для подальшого оновлення стилю авто, Lincoln змінив решітку радіатора в стилі Mercury на схожу в Rolls-Royce, як у щойно представленого Mark V; варіації стилю залишились на Continental і Town Car по 1997 рік. Після 1976 модельного року, двигун 460 заборонили в Каліфорнії із-за регулювання викидів і всі Lincoln 1977 року використовували двигун 400-2V. Після початкової єдиної пропозиції 460-4V на Lincoln в 49 штатах, біля середини модельного року, для збільшення економії пального на Continental, 400-куб. дюймовий V8 з малим блоком став стандартним двигуном. 460 V8 став опцією за $133 за межами Каліфорнії.
В 1978 році, в русі, спрямований на зниження ваги й вартості, а також оновлення інтер’єру, торпедо зі сталевою рамою, яке ставилось з 1970 року, замінили на торпедо від Mercury Marquis з пластиковою рамою. Спідниці задніх крил оновили, показуючи колесо більшою мірою. Разом з опцією скляного відсувного люка на даху, Lincoln представив скляну секцію даху з дашками від сонця в салоні, особливість, яку не пропонували з часів Skyliner 1955 року.
В 1979 році Lincoln Continental залишився у виробництві як останній великий американський автомобіль, так як Ford LTD і Mercury Marquis піддали зменшенню розмірів. 460-й V8, двигун з найбільшим об’ємом, що був у авто серійного виробництва в цілому світі в 1977–1978 рр., зняли з виробництва після 1978 року, і всі великі Lincoln 1979 року йшли лише з 400-м. Торпедо від Mercury, представлене в 1978 році, оновили з додаванням імітації дерев’яного оздоблення.

### Особливі версії
Протягом свого виробництва, Lincoln Continental п’ятої генерації пропонували з кількома наборами опцій спеціальних версій. На противагу серії Mark, Continental п’ятої генерації не пропонували з будь якою версією Designer Series.

#### Golden Anniversary (1971)
Для відзначення 50-ї річниці Lincoln в 1971 році, пропонувалась модель Golden Anniversary Town Car як лімітована опція для покупців Continental. Golden Anniversary Town Cars мав повністю вініловий дах, унікальний шкіряний салон, люстерко в бардачку, покриті золотом у 22 карати ключі та відповідна табличка на торпедо. На додачу до вибору інших кольорів кузова Continental, був також доступний металік кольору золотистого місячного пилу спеціально для Golden Anniversary. Виготовили приблизно 1,600 екземплярів.

#### Williamsburg Edition (1977–1979)
З 1977 по 1979 рр., на Continental Town Car була доступна версія Williamsburg Edition. Спочатку це була косметична опція, зі своїм власним забарвленням у два кольори, смужками, повністю вініловим дахом, кватирки з електроприводом, підсвітка люстерок і обидва сидіння "Comfort Lounge Seats" з регулювання в 6 положеннях. В 1977 році версії Williamsburg Edition були серед більш витончених версій Continental, які продавались покупцям, що шукали консервативний вигляд; жодних вікон «опера» чи зовнішніх ліхтариків не було. В 1978 році це змінилось, так як додали обидві риси, але Williamsburg став єдиним Continental Town Car, що продавали із забарвленням у два кольори.

#### Collector's Series (1979)
Для відзначення фінального року Lincoln п’ятої генерації, який був останнім великим американським седаном, Lincoln пропонував Колекційну Серію (Collector's Series) як набір опцій на Continental. Подібну в назві опцію на Continental Mark V, Колекційна Серія пропонувала фактично кожну доступну опцію в стандартному обладнанні, піднявши ціну до $16,500 ($53,797 в сучасних доларах). Були доступні лише чотири опції: електричний люк, радіоприймач CB на 40 каналів, антиблокувальні гальма "Sure-Track" і м’який велюровий салон Кашмір; ціна повністю обладнаного Continental Collector's Series могла перевершити $18,000 ($58,688 в сучасних доларах). На вибір були доступні лише чотири кольори: темно-синій, білий і обмежених варіантів середнього синього (197 екземплярів) і світло-сірого (125 екземплярів) з темно-синім вініловим дахом.

### Двигуни
- 400 куб. дюймів (6,6 л) Cleveland V8
- 460 куб. дюймів (7,5 л) 385-series V8

## Шосте покоління (1980)

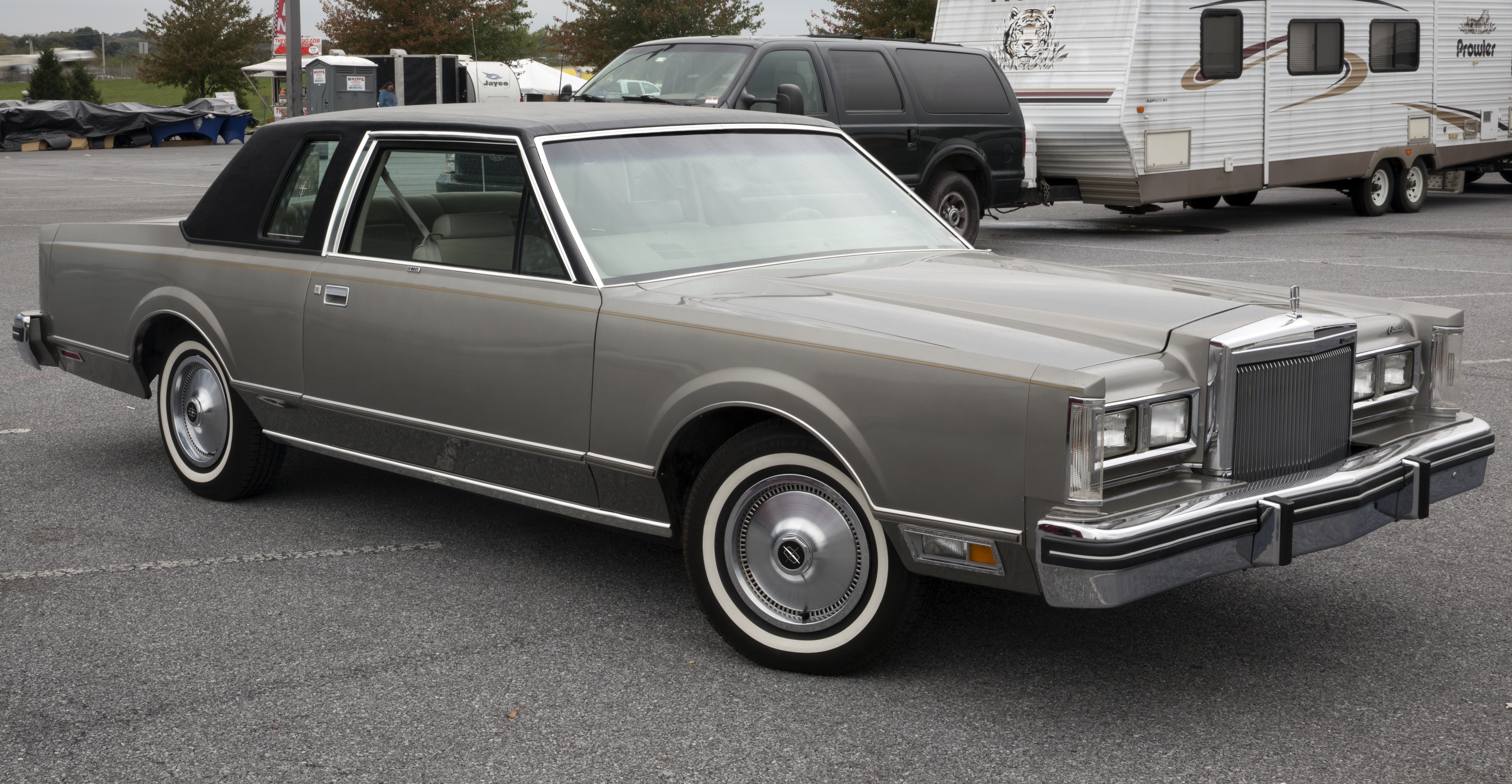
Купе 1980 року

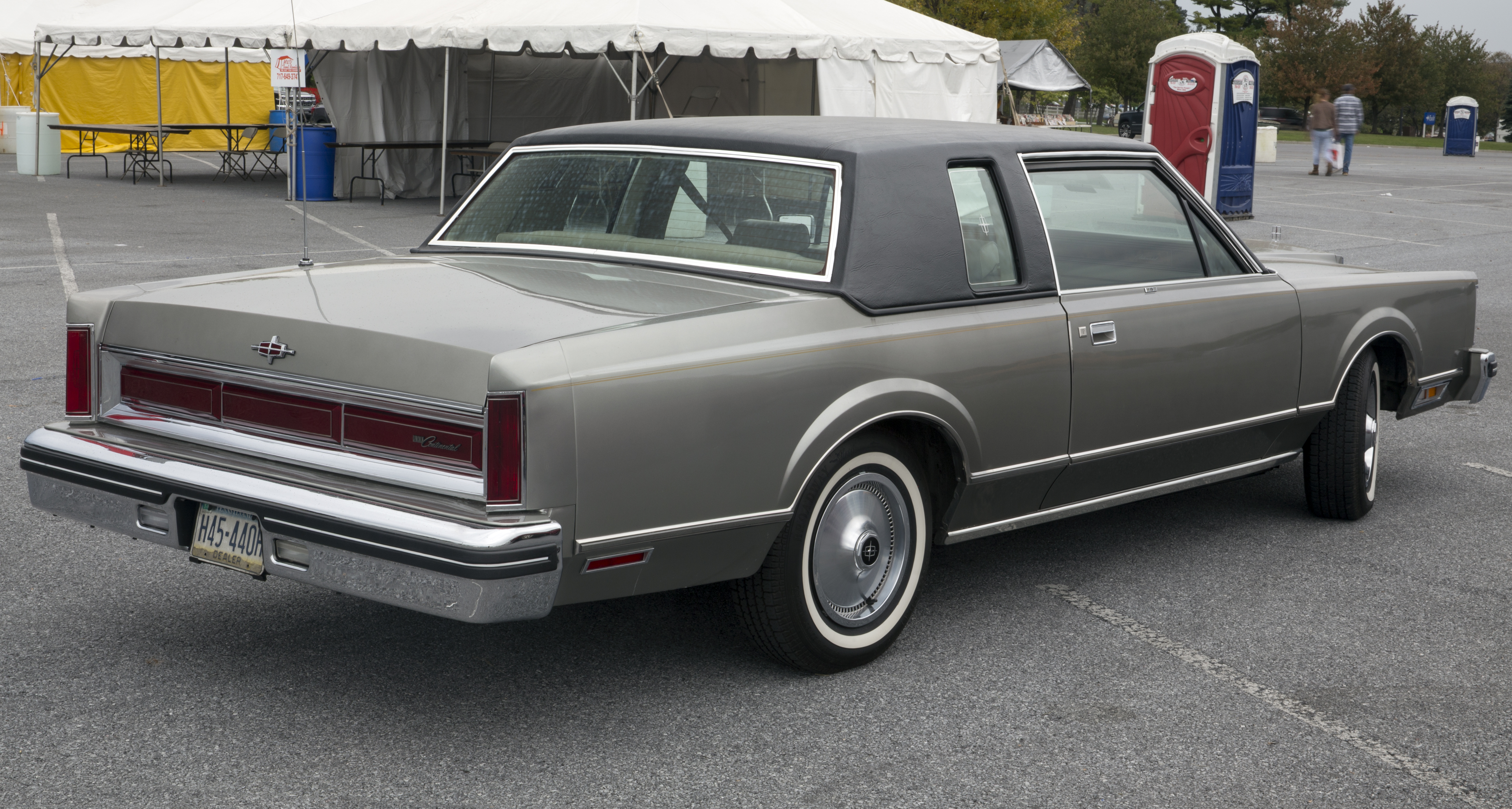

З прискореним прийняттям федеральних стандартів економії палива (CAFE), що робить великі автомобілі 1970-х років потенційною фінансовою загрозою для Ford Motor Company, великі легкові автомобілі всіх її підрозділів зазнали значного зменшення розмірів протягом 1979 модельного року. З різних причин затримки випуск зменшеної лінійки моделей Lincoln виштовхнули в 1980 році, через три роки після зменшення розмірів аналогічних Cadillac. Зменшення, яке зазнав Continental та Mark VI 1980 року, забезпечило Лінкольну найкраще поліпшення економії палива (38%) в історії Ford. Це дозволило підрозділу обійти своїх конкурентів, перейшовши від компанії з найгіршим рейтингом CAFE до найефективнішого виробника великих легкових автомобілів.
Ця версія Continental виготовлялась лише один модельний рік. Щоб усунути насичення лінійки моделей Лінкольна, автомобіль був перевипущений як модель Lincoln Town Car на 1981 рік, тоді як назва Continental почала використовуватись для автомобілів середнього розміру з початку 1982 року. Не будучи офіційно оголошеним як заміна Versailles в той час, Continental 1982 року став конкурентом від Lincoln для Cadillac Seville. Після кінця свого модельного циклу, Continental Mark VI замінили на Mark VII, значно іншим авто.
Однією з найбільш розрекламованих опцій, яка пропонувалась на Continental 1980 року, була нова цифрова панель приладів, яка використовувала вакуумні флуоресцентні екрани для спідометра, одометра, шкал пального і температури авто. Однак, найбільшою рисою був наявний бортовий комп'ютер, який показував водію кількість миль до порожнього баку і (на основі даних водія) приблизний час прибуття, так само як середній показник економії пального в реальному часі. Цифрова панель приладів з бортовим комп’ютером, разом з новим електронним інжектором двигуна в стандарті, 4-ступеневою трансмісією AOD, підсилювачем керма і покращеннями підвіски, та новою системою управління двигуном EEC III, що дозволили Lincoln Continental 1980 року здобути вагому технологічну перевагу у своєму змаганні; замість того, щоб бути суто оновленою і зменшеною моделлю 1979 року, Continental 1980 року став одним з найбільш прогресивних авто, які продавались Ford на той час.

### Кузов
Lincoln Continental добряче відрізнявся від своїх аналогів Ford LTD і Mercury Marquis, хоча ділив спільну платформу і силові агрегати з ними; однак, жодна кузовна панель не була спільною між трьома авто.
На противагу, Continental 1980 року позиціонували як базову модель в лінійці Lincoln; Continental Town Car/Town Coupe повернулась як модель найвищого рівня. Так як всі Continental мали вінілові дахи, Continental Town Car в основному відрізнявся забарвленням у два кольори. Lincoln відрізнявся від Continental Mark VI видимими фарами і заднім ліхтарем на всю ширину (замість багажника із запаскою Continental). 2-дверні Lincoln можна відрізнити від 2-дверних Mark VI з лінією даху типу "notchback"; вони ділять спільну колісну базу з 4-дверними Lincoln.

### Двигун
- Ford 5 л Windsor V8

## Сьоме покоління (1982–1987)

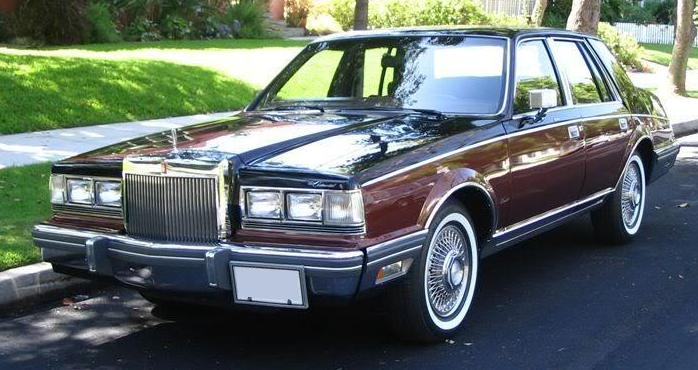
Модель 1982–1983 років

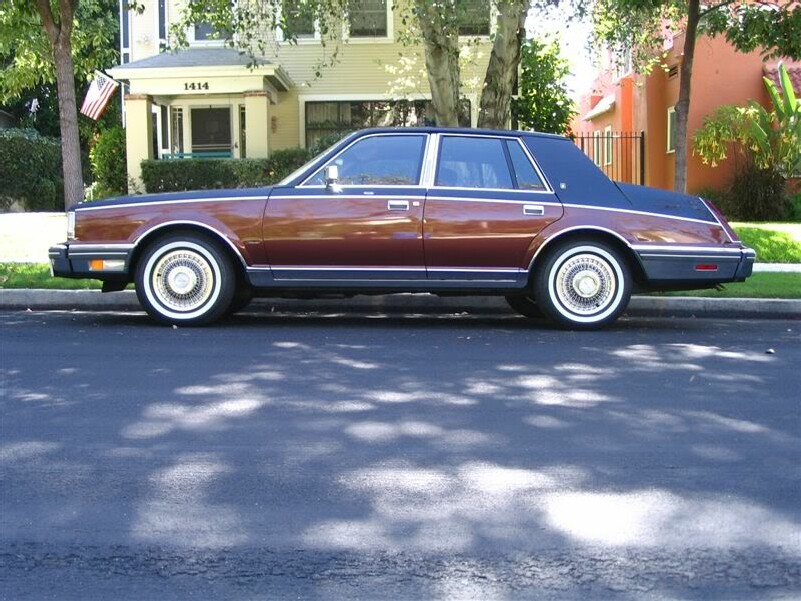

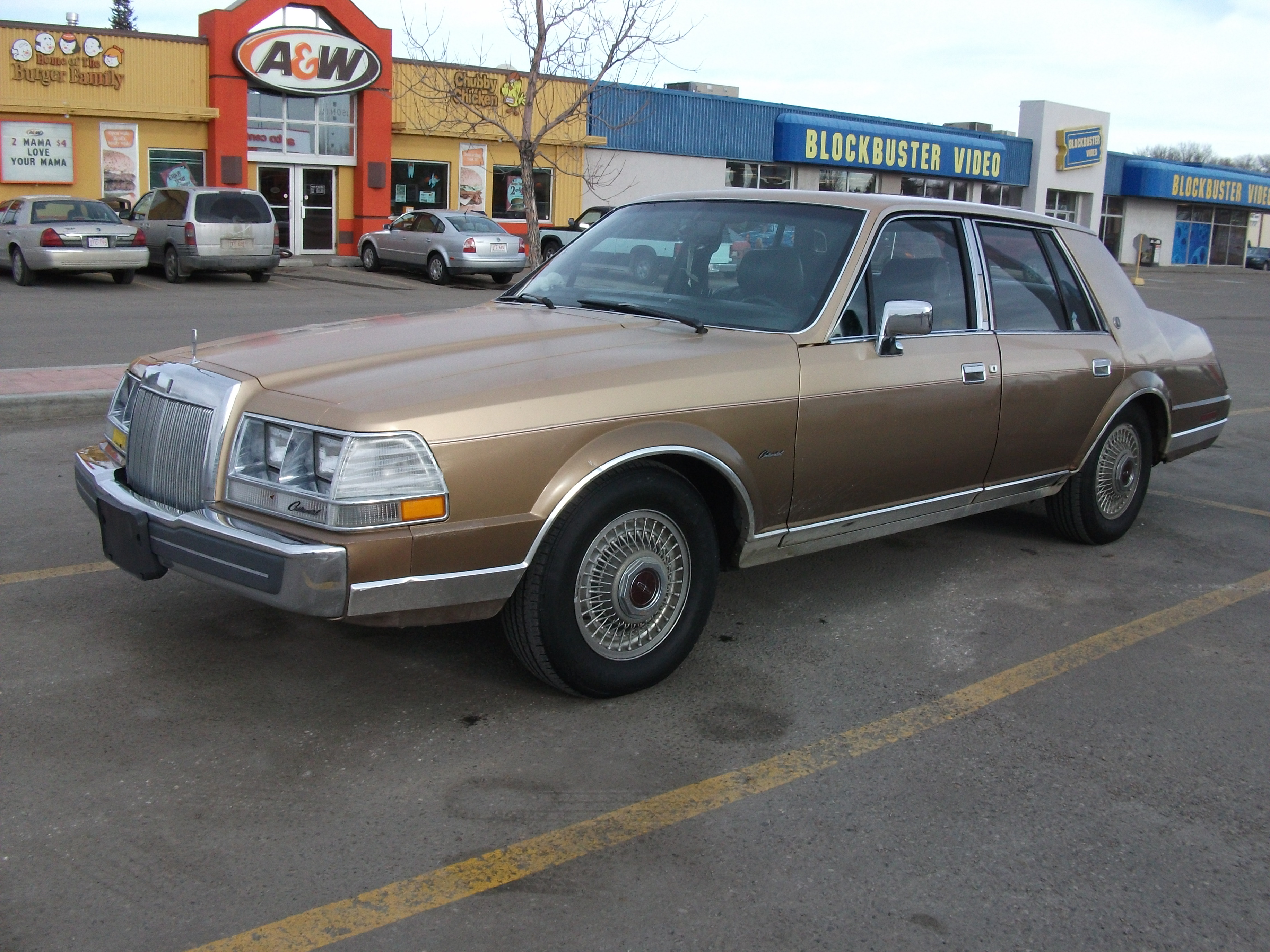
Модель 1984–1987 років

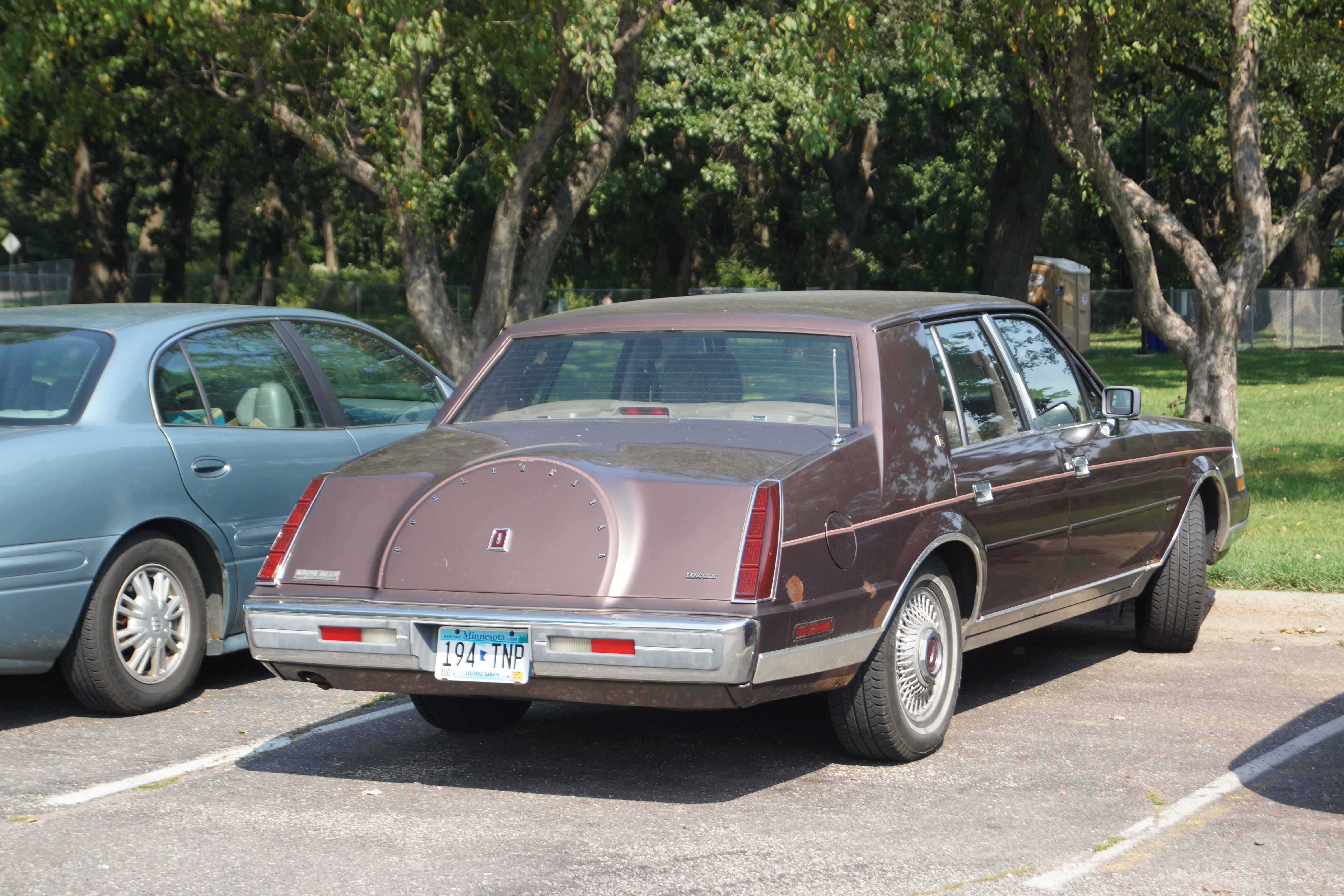

Після скорочення та прийняття платформи Panther для модельного 1980 року, підрозділ Лінкольна зіткнувся з критичною проблемою. Після припинення виробництва компактного Lincoln Versailles (знятий на початку 1980 модельного року), дилерів Lincoln залишили з трьома функціонально ідентичними авто: Lincoln Continental, Lincoln Continental Town Car і Continental Mark VI. В 1981 році підрозділ Lincoln почав спрямовувати насиченість лінійки моделей і змінив назву Continental на Town Car, а Continental Town Car став Town Car Signature Series. Continental Mark VI також повернувся, щоб дожити свій модельний цикл по 1983 рік.
Назва Lincoln Continental повернулась на 1982 модельний рік. Для досягнення кращого поділу назв між Continental і Town Car, дизайнери Lincoln обрали зміщення Continental в сегмент середнього розміру. Хоч і ніколи офіційно не визнаний як заміна Versailles, Continental 1982 року був другим Lincoln, який конкурував з Cadillac Seville. В основній зміні, Continental представили суто в кузові 4-дверного седану; роль купе повернули серії Mark, оскільки її представили як Mark VII в 1984 році.
Lincoln Continental повернувся на початку 1981 року як модель 1982 року. Щоб ще більше відокремити Continental від Town Car, дизайнери Lincoln перенесли Continental у сегмент середнього розміру. Запропонований лише як чотиридверний седан, Continental мав стилізовану задню частину і складав конкуренцію Cadillac Seville та Imperial. Використовуючи урок Lincoln Versailles і бедж інжинірингу, стилісти Lincoln великою мірою подбали, щоб відрізняти дорогий Continental від Ford Thunderbird, Granada і Mercury Cougar, ділячи спільне шасі з ними; на відміну від Versailles, жодних спільних кузовних панелей не було. Continental ділив свою колісну базу та силовий агрегат із Continental Mark VII, представленим для модельного 1984 року. Іронічно, 1982 рік також позначив представлення Cadillac Cimarron, визнаний як один з найгірших прикладів використання бедж інжинірингу в історії автомобілів.

### Шасі
Зміщення з платформи Ford Panther на платформу Ford Fox, Lincoln Continental став автомобілем середнього розміру вперше. В цій розробці Continental втратив приблизно 9 дюймів колісної бази і 18 дюймів довжини, разом з більше 400 фунтів ваги.
Хоч він став Lincoln з найкоротшою колісною базою зі всіх (на той час), Continental мав подовжену 108.5-дюймову версію колісної бази платформи Fox, яку мали Ford Thunderbird і Mercury Cougar. В позначеній противазі його супернику, Cadillac Seville, який змістили на передньо-привідну платформу GM, Continental продовжив використання приводу задніх коліс.
Lincoln Continental 1982 року оснастили двома різними двигунами. Стандартним двигуном була карбюраторна версія 5 л V8 зі 131 к. с.; 3.8 л V6 (поділений з Ford Thunderbird і Mercury Cougar) був опцією без доплати; то був перший Lincoln без V8 з 1948 року. Обидва двигуни припинили виробляти з 1983 модельного року, і замінили на інжекторний 5 л V8 від Town Car. Всі три двигуни під’єднали до 4-ступеневої трансмісії Ford AOD. Як відповідь на опцію дизельних двигунів на Cadillacs і числа європейських люксових брендів, Lincoln представив опційну 2,4 л рядну шістку від BMW з турбодизелем і 114 к. с. (з 4-ступеневою автоматичною трансмісією ZF) на 1984 рік. З проданими лише 1,500 екземплярів, Continental з дизелем замовляли рідко і зняли з пропозиції після 1985 модельного року.
Сьомою генерацією представили дві перші в індустрії риси: газонаповнені амортизатори і шини з автоматичною герметизацією.

### Кузов
Вперше на Continental зі значком Lincoln, його фірмовий "багажник із запаскою Continental" з серії Mark був використаний як риса дизайну кришки багажника. Крім того, на кормі були літери "CONTINENTAL" замість "LINCOLN" (так як на Versaillles, перший Lincoln з цим). Так як Ford Motor Company збирався конкурувати з Lincoln Continental проти Cadillac Seville, задня половина авто була розроблена з похилою задньою частиною корми, змальовуючи враження від Lincoln-Zephyr кінця 1930-х. Дизайн корми виявився менш надзвичайним, ніж у Seville. Додача горизонтальної полірованої хромованої смуги вздовж обох боків Continental, разом з рясними комбінаціями в два кольори, дали йому більш звичної зовнішності в порівнянні з Cadillac.
Збігаючись з представленням 2-дверного Continental Mark VII, Lincoln Continental дали стильове оновлення на 1984 модельний рік. Кузов оснастили інтегрованими переднім і заднім бамперами та зміненими задніми ліхтарями. Не будучи оснащеним блок-фарами від Mark VII на той час, передню частину Continental оновили кутастою решіткою радіатора, оточену втопленими чотирма фарами і більшими вираженими габаритними ліхтарями разом з поворотними сигналами. Всередині, двері й торпедо обтягли чорним атласом (з акцентами мало-глянцевого справжнього горіхового шпону лише в 1986 модельному році). Інші зміни аж до кінця виробництва були в основному зведені до гами кольорів і деталей візерунків оббивки. Всі моделі також оснастили системою входу без ключа Ford на дверях (Keyless Entry System), не плутати з дистанційною системою входу без ключа (Remote Keyless Entry System).

### Набори оздоблення
В 1982 році Continental пропонували в базовому, Signature Series та Givenchy Designer Series наборах. В 1983 році Signature Series змістили на Town Car і Mark VI; додали Valentino Designer Series. Після 1985 модельного року, Valentino Designer Series зняли з виробництва на користь Givenchy Series. Включаючи багато додаткових стандартних рис, Signature Series, Valentino і Givenchy Designer Series Continental додали $3,100–$3,500 до ціни стандартної моделі. Повністю начинені моделі Signature і Givenchy перевершили більше $26,500 ($64,980 в сучасних доларах).

### Двигуни
- 2.4 л BMW M21 turbodiesel I6
- 3.8 л Essex V6
- 4.9 л 5.0L Windsor V8

## Восьме покоління (1988–1994)

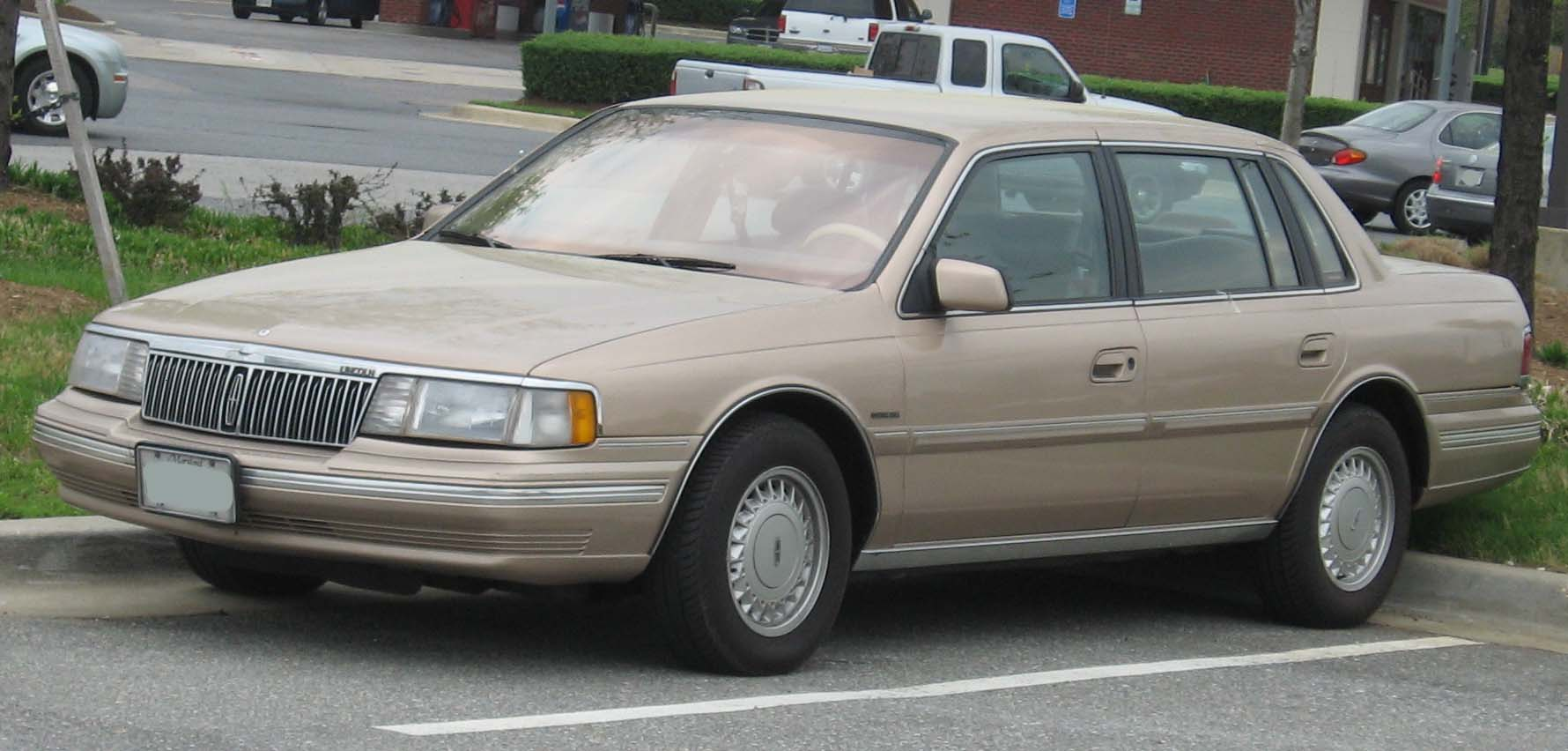
Модель 1988–1991 рр.

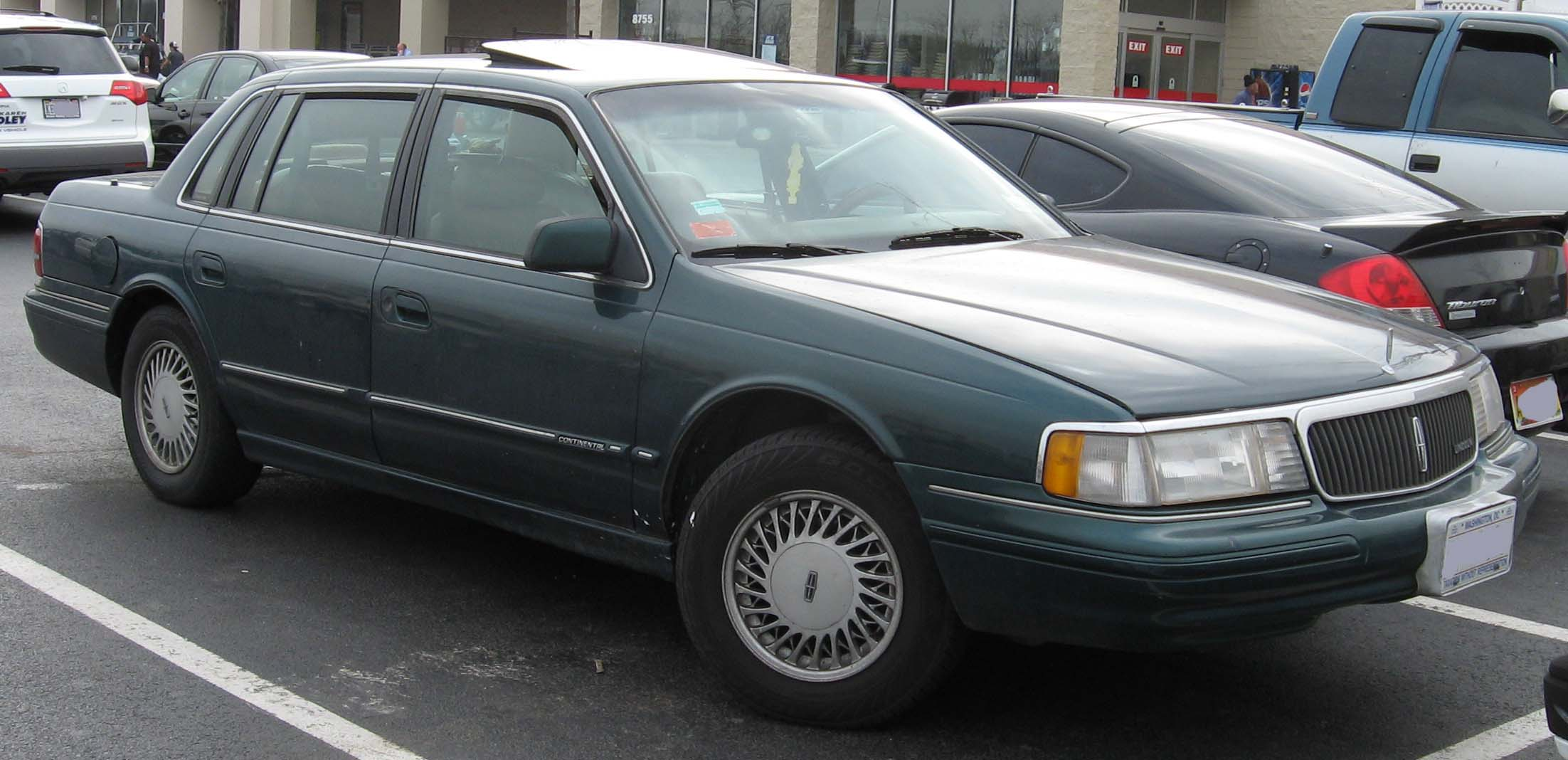
Моедль 1992–1994 рр.

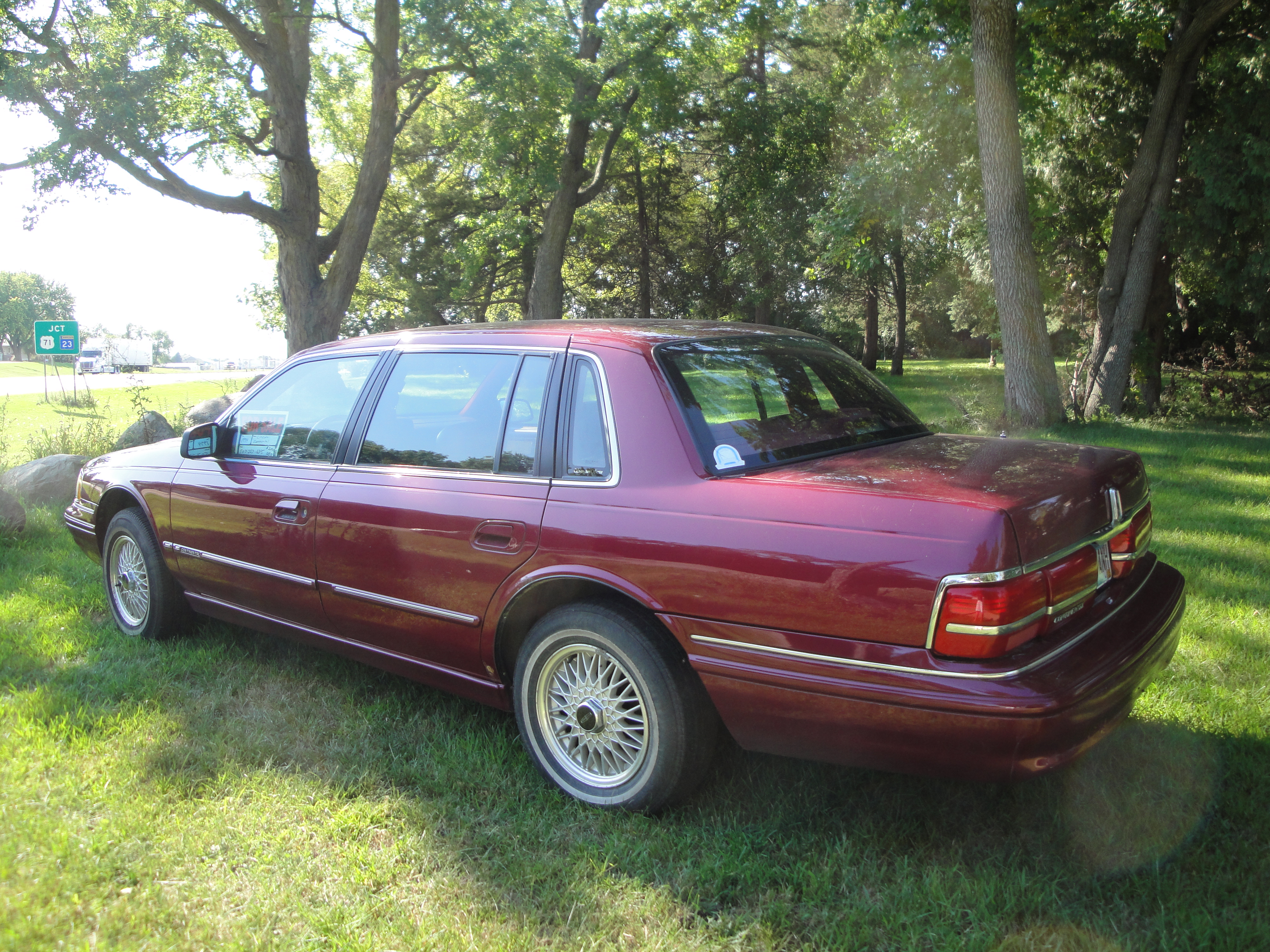

Наприкінці 1980-х сегмент розкішних автомобілів, в якому конкурував Continental, різко змінився. На додаток до традиційних конкурентів Cadillac і Chrysler, Continental конкурував не тільки з Mercedes-Benz, BMW і Audi, але і з розкішними моделями Acura, Lexus та Infiniti. Continental дали повністю новий, аеродинамічний дизайн в 1987, на 1988 модельний рік. Продажі почались з грудня 1987 року.
При розробці автомобіля взяли передньоприводну платформу Ford D186, що використовувалась в Ford Taurus і Mercury Sable; жодну панель кузова він з ними не ділив. Автомобіль представили в 1988 році і це був перший передньоприводний Lincoln та перший Лінкольн, починаючи з 1948 року, що не комплектувався двигуном V8. Набувши 4 дюйми в довжині, він скинув 170 фунтів ваги від свого попередника 1987 року. Не будучи більше наступником Versailles, новій генерації дали нову роль: зробити Lincoln конкурентним проти імпортних брендів. Хоч більшість невнутрішніх конкурентів досі зберігали задній привід, зміщення на передній привід поставило Lincoln в ряд зі зменшеною лінійкою Cadillac і дало поділ платформи зі щойно представленим Taurus. За внутрішнім об'ємом Continental був найбільшим автомобілем з переднім приводом, що продавався у 1988 році.
Автомобіль комплектувався двмгуном 3.8 л Essex V6 потужністю 140 к.с. У 1991 році потужність двигуна збільшена до 155 к.с. і до 160 к.с. в 1993 році. Всі Continental були оснащені 4-ступеневою автоматичною коробкою передач.
Continental 1988 року мав багато технологічних нововведень, включаючи те, що це перший Lincoln, що мав адаптивну пневматичну підвіску. Цей вид саморегульованої пневматичної підвіски регулював машину в залежності від таких факторів як завантаження і швидкість. Continental був також обладнаним чутливим до швидкості підсилювачем керма, який регулював подачу допомоги підсилювача в залежності від швидкості: надавав легшого маневрування на малих швидкостях, наприклад при паркуванні, тоді як на шосейній швидкості давалось більш туге відчуття керування.
Зміщення на передній привід дало повернення в Continental сидінь для 6 пасажирів, востаннє доступних у 1980 році. Заміна похилої корми, яка асоціювалась з попередником, значно збільшило багажне відділення з 15 куб. футів до 19. Шкіряний салон був стандартним (велюр доступний як опція без доплати). Протягом свого виробництва, список опцій лишився малим. Основні опції включали програвач для компакт-дисків, вітрове скло з обігрівом InstaClear (1988–1992), звукову систему JBL, електричний скляний люк, вхід без ключа, система сигналізації проти викрадення, стільниковий телефон (з 1990), сидіння з пам’яттю в трьох положеннях і вибір коліс.
Частиною оновлення було спрощення лінійок оздоблення Lincoln; залишились лише стандартна (названа пізніше "Executive") і Signature Series. Continental був частиною списку Ten Best 1989 року в журналі Car and Driver.
Lincoln вніс кілька незначних оновлень у Continental восьмої генерації під час його виробництва. Восени 1988 року торпедо оновили для розміщення двох подушок безпеки. Цей безпрецедентний рух зробив Ford Motor Company першим автовиробником США, що пропонував повітряні подушки в стандарті для водія і переднього пасажира, так само як другий автовиробник у світі після Porsche 944 Turbo в 1987 році. В 1989 на 1990 модельний рік оновили дизайн решітки радіатора, емблему на капоті і задні ліхтарі. В 1992 (1993 модельний рік), стали доступні індивідуальні сидіння, які витіснили звичний хромований важіль коробки передач на колонці керма і зручне розділене переднє сидіння 50/50 (і місткість для 6 осіб) центральною консоллю з важелем на підлозі (вперше на Continental), підлокітник зі сховищем і підстаканник.
В 1993, Continental 1994 року отримав косметичне оновлення включаючи нові задні ліхтарі, змінене покриття замка багажника і оздоблення, округлу срібну решітку, оновлені менші бампери і накладки на боках кузова, та рельєфні накладки панелей. Оновлена назва "Lincoln" з’явилась спереду на решітці і ззаду на ліхтарях (зміщена з багажника з року раніше). Всередині було нове кермо з опцією окремих сидінь.
1994 рік був останнім, коли Continental пропонували в оздобленнях Executive і Signature Series. Також був доступним набір Executive Touring.

### Версія 50th Anniversary Edition (1990)
Для відзначення 50-ї річниці моделі, в 1990 році пропонували Continental Signature Series 50th Anniversary Edition. Він мав значки "50th Anniversary", геометричні алюмінієві колеса на спицях з емблемами на центральних втулках, титановим кольором кузова з унікальними акцентами червоних/синіх смуг та інтер’єром у два тони.

### Двигуни
- 3.8 л Essex V6 140 к.с. (1988-1991)
- 3.8 л Essex V6 155 к.с. (1991-1993)
- 3.8 л Essex V6 160 к.с. (1993-1994)

## Дев`яте покоління (1995–2002)

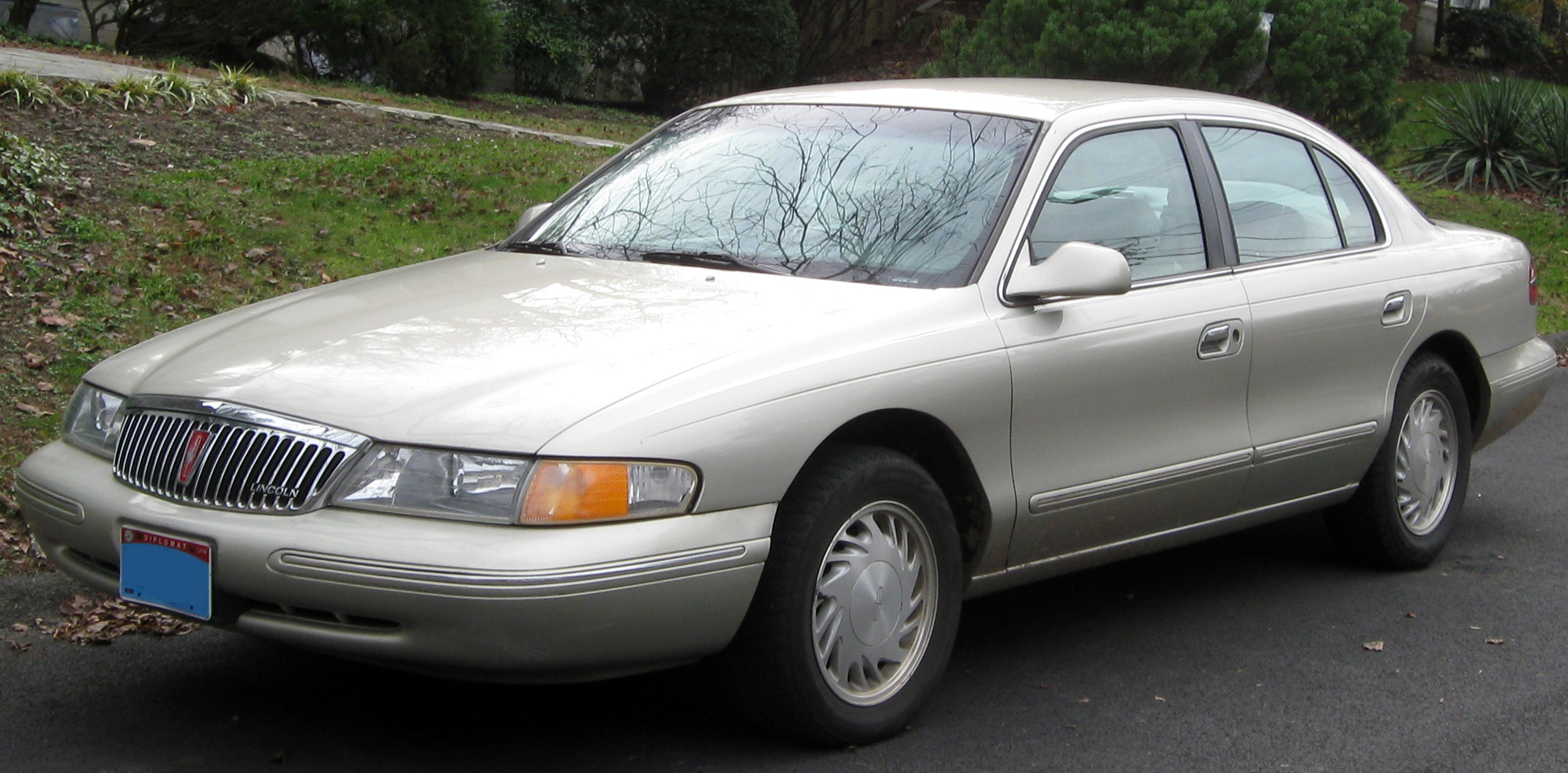
Модель 1995–1997 рр.

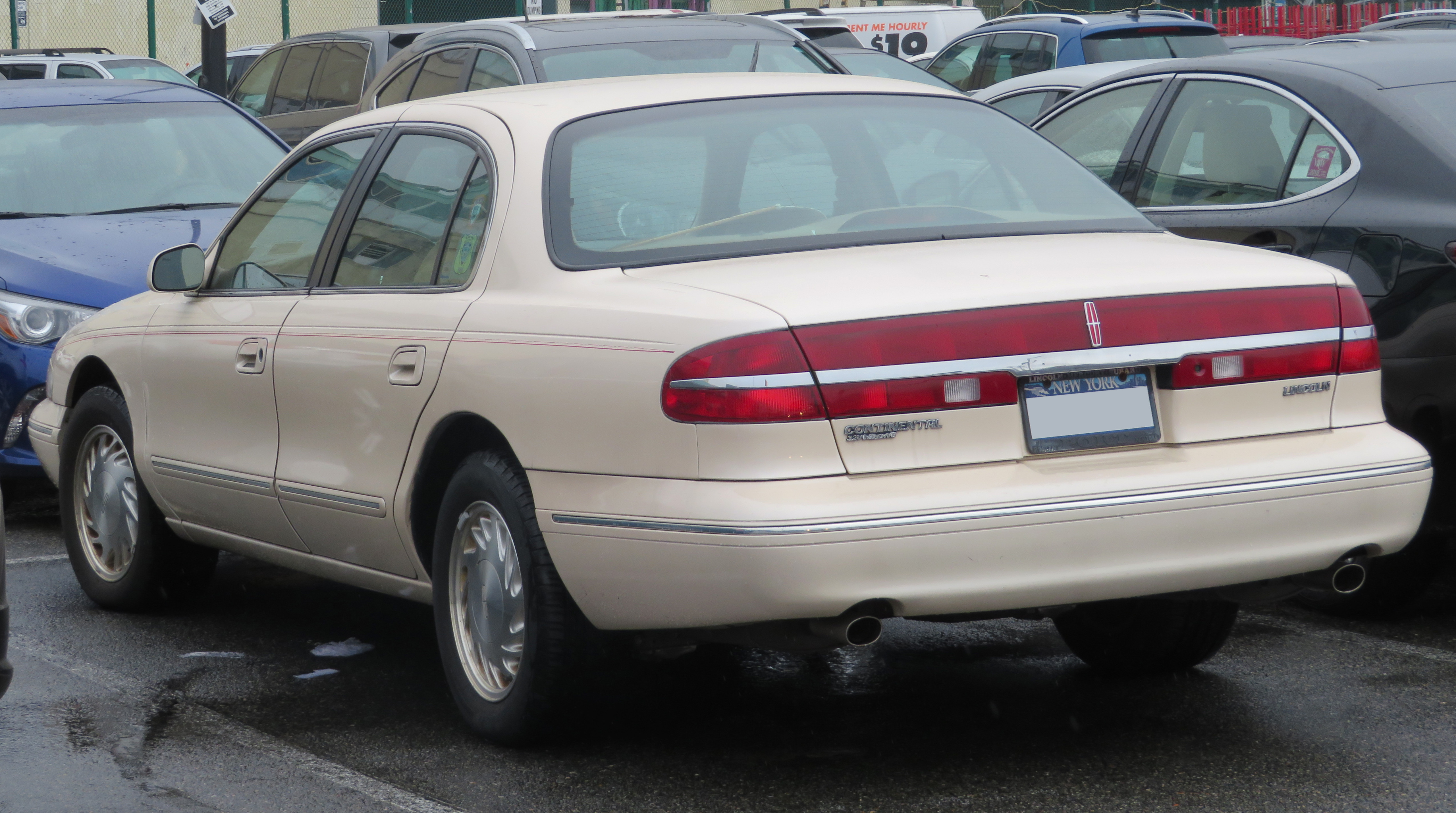

В кінці 1994 року Lincoln Continental був істотно оновлений, автомобіль отримав більш округлені лінії, подібно до Mark VIII; інтер'єр також оновили. Виробництво розпочалося в листопаді 1994 року. Незважаючи на те, що кузов був абсолютно новим, платформу Ford D186 новинка отримала від попередника. Автомобіль отримав новий двигун 4.6 л Modular/InTech 32v DOHC V8, розділений з Lincoln Mark VIII, але злегка дефорсований для використання на передній привід. Він видавав 260 к.с. потужності та 359 Нм крутного моменту. Розгін від 0 до 60 миль/год (0-97 км/год) було досягнуто через 7,2 секунди. Всередині Continental мав шкіряну оббивку з багатьма зручностями та сучасною на той час електронікою. Деякі з варіантів включали звукову систему JBL, 6-CD-чейнджер, люк, підігрів сидінь, бортовий стільниковий телефон, систему захисту від викрадення, керування тяговим приводом та хромовані колеса. Як і раніше, покупці могли вибрати між п'ятьма і шістьма пасажирськими сидіннями.
Автомобілі 1995–1996 років випуску мали пневматичну підвіску всіх коліс, тоді як моделі 1997 року мали задню пневматичну підвіску, а передню традиційну пружинну.

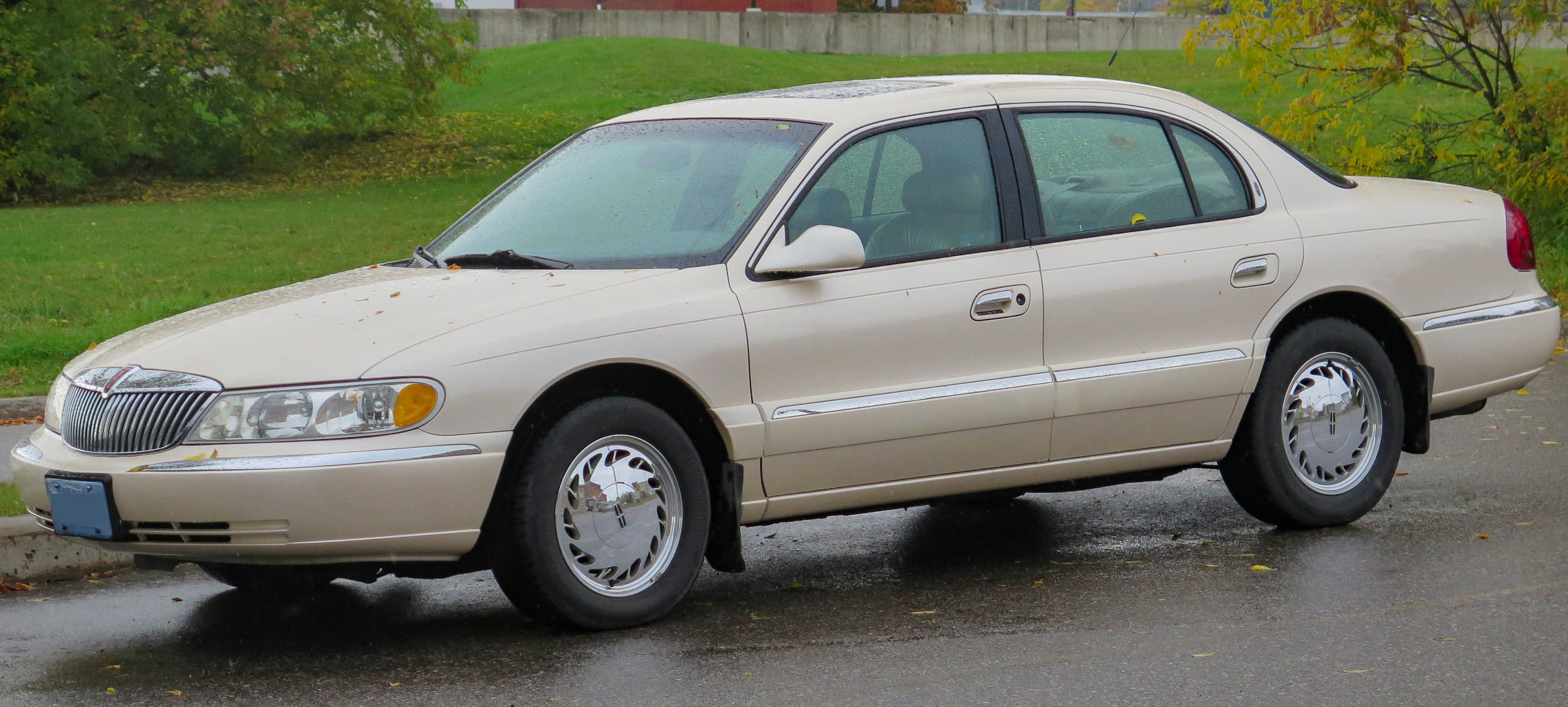
Модель 1997–2002 рр.

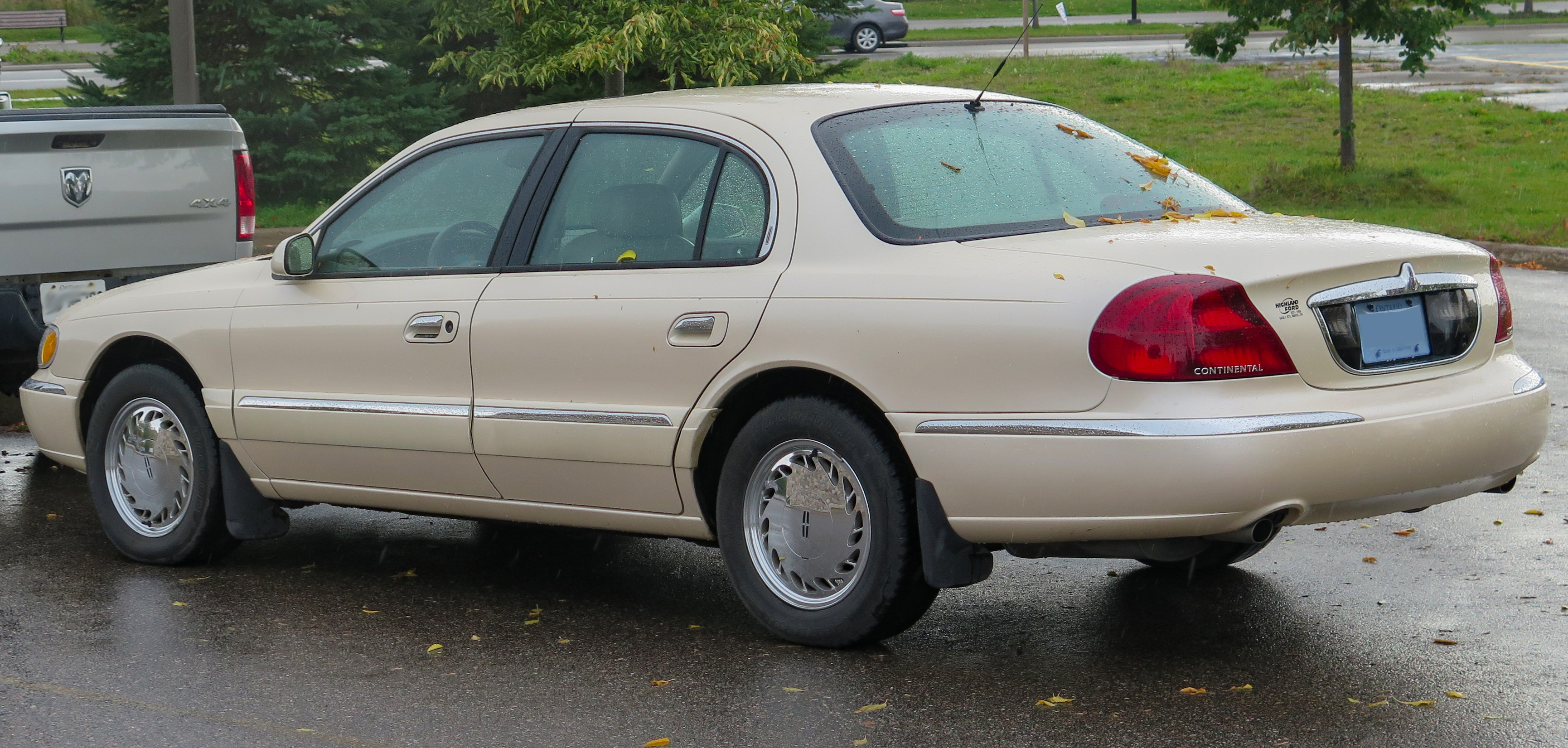

В кінці 1997 року модель оновили, змінивши передню і задню частини. Передня частина також мала сильну схожість з щойно оновленим Town Car 1998 року. Новим у 1998 році було також оновлене торпедо, яке хоч і досі зберігало світловідбиваючу панель приладів. Попри ці значні зміни, ціна за Continental була ледь вищою від моделі 1997 року, яка сама побачила зниження ціни від попереднього року.
На 1999 рік Continental знов отримав скромне підвищення ціни до рекомендованої роздрібної ціни в $38,525 — та сама ціна, що й за Town Car. Continental пропонували покупцям з переднім приводом, тоді як Town Car лишився із заднім приводом, і був у компанії зі злегка меншим Lincoln LS. Continental цієї генерації отримав бокові подушки безпеки, вмонтовані в сидіння і ще більше потужності (тепер аж до 275 к. с. (205 кВт)). Місткість для шести осіб була досі доступна як опція без додаткової плати з роздільним диванним переднім сидінням і важелем КПП на колонці керма. На Continental 1999 року був також доступний набір "RESCU" (Remote Emergency Satellite Cellular Unit), який передбачав супутникове позиціонування Global (подібне до "OnStar" від GM), пульт відмикання воріт гаража HomeLink з 3 каналами, розміщений в дашку від сонця над водієм, стільниковий телефон з активацією голосом, і аудіо система Alpine (яка включала цифровий звуковий процесор, підсилювач сабвуфера, і додаткові динаміки). Опціями на авто були CD-програвач на 6 дисків, обігрів передніх сидінь і затемнене скло електричного люка в даху з висувною шторою. Новим у 1999 році був набір "Luxury Appearance Package" за додаткову плату, який включав дерев’яне оздоблення керма і важеля КПП, з унікальним забарвленням у два тони оббивки сидінь і килимків всередині, та хромовані литі колеса і особливу решітку спереду. Іншими доступними наборами були "Driver Select System", який включав півактивну підвіску, вибірковий контроль їзди, управління системою аудіо і клімату на кермі, автоматичні денні/нічні зовнішні дзеркала, "Memory Profile System", що пам’ятав установку зусилля підсилювача керма і контроль їзди для двох водіїв, і "Personal Security Package", який включав особливі шини, які могли тримати в пробитому стані, на полірованих литих колесах, попередження про низький тиск шин, і універсальний пульт для відчиняння воріт гаражу.
Зміни в Continental лишились відносно незначними між 1999 (2000 модельний рік) і 2002 роками, так як виробництво моделі дійшло до кінця. Різні засоби безпеки стали стандартними в 2000 році, включаючи місця кріплення дитячого сидіння, аварійне відмикання багажника і система пам’яті ременів "Belt Minder". Універсальний пульт відчиняння воріт гаражу був стандартним з 2001 року. Нова система комунікації авто (Vehicle Communication System, VCS) мала телефон, який активувався голосом, служби безпеки і охорони (SOS), інформаційні служби та допомога управління маршрутом була опцією 2002 року.

### Спеціальні версії
Lincoln пропонував на Continental дві спеціальні версії в 1996 році. Для відзначення 75-ї річниці, пропонувався набір опцій Diamond Anniversary Edition на Continental. Набір включав значки "Diamond Anniversary", шкіряні сидіння, стільниковий телефон з голосовою активацією, аудіо система JBL, електро-хроматичне дзеркало з автоматичним затемненням і компасом та контроль зчеплення. Як наступна версії, що пропонувалась на Town Car 1995 року, Spinnaker Edition стала набором опцій на Continental в 1996 році. Вона мала значки "Spinnaker Edition", фарбу з трійним покриттям, шкіряні сидіння у два тони, 16-дюймові алюмінієві колеса зі спицями.
Limited Edition пропонувалась у 2001 році, і мала унікальний шкіряний салон з вишивкою "Limited", оббивку салону в два тони, дерево на кермі, CD-програвач на 6 дисків і 16-дюймові алюмінієві колеса зі спицями. Її продавали як Greenbrier Limited Edition Continental у вибіркових ринках.
Collector's Edition пропонували для позначення кінця модельного обороту 2002 року, зі вставками зі справжнього горіха на кермі, панелі приладів і дверних картах, логотипи "CE", платинового кольору решітку радіатора, хромовані колеса з 10 спицями та інше. Крім вибору інших кольорів кузова Continental, був також доступний вугільно-сірий спеціально для CE. Виготовили приблизно 2,000 екземплярів.

### Двигуни
- 4.6 л InTech V8 260 к.с. (1995-1999)
- 4.6 л InTech V8 275 к.с. (1999-2002)

## Десяте покоління (2016–2020)

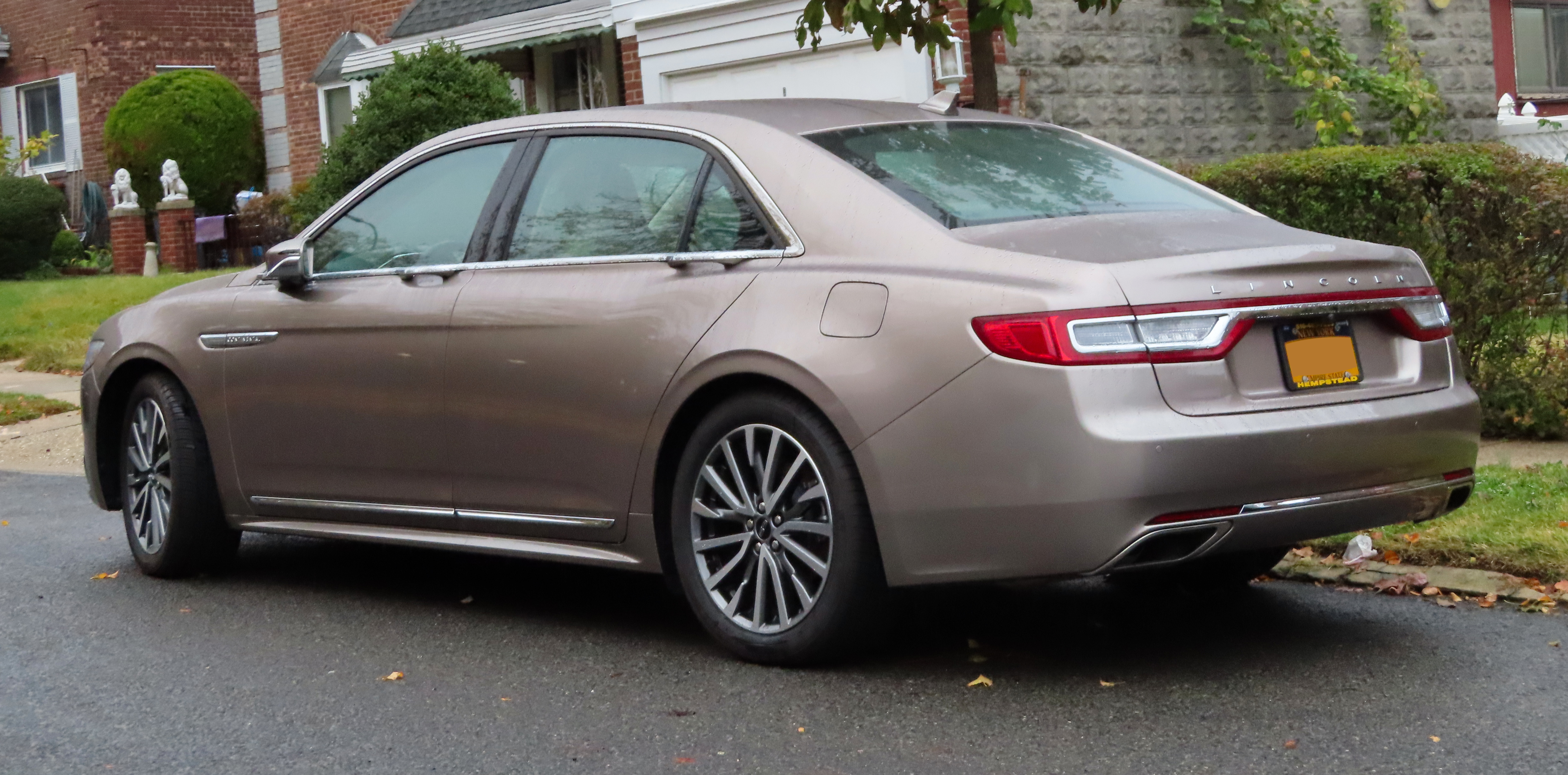

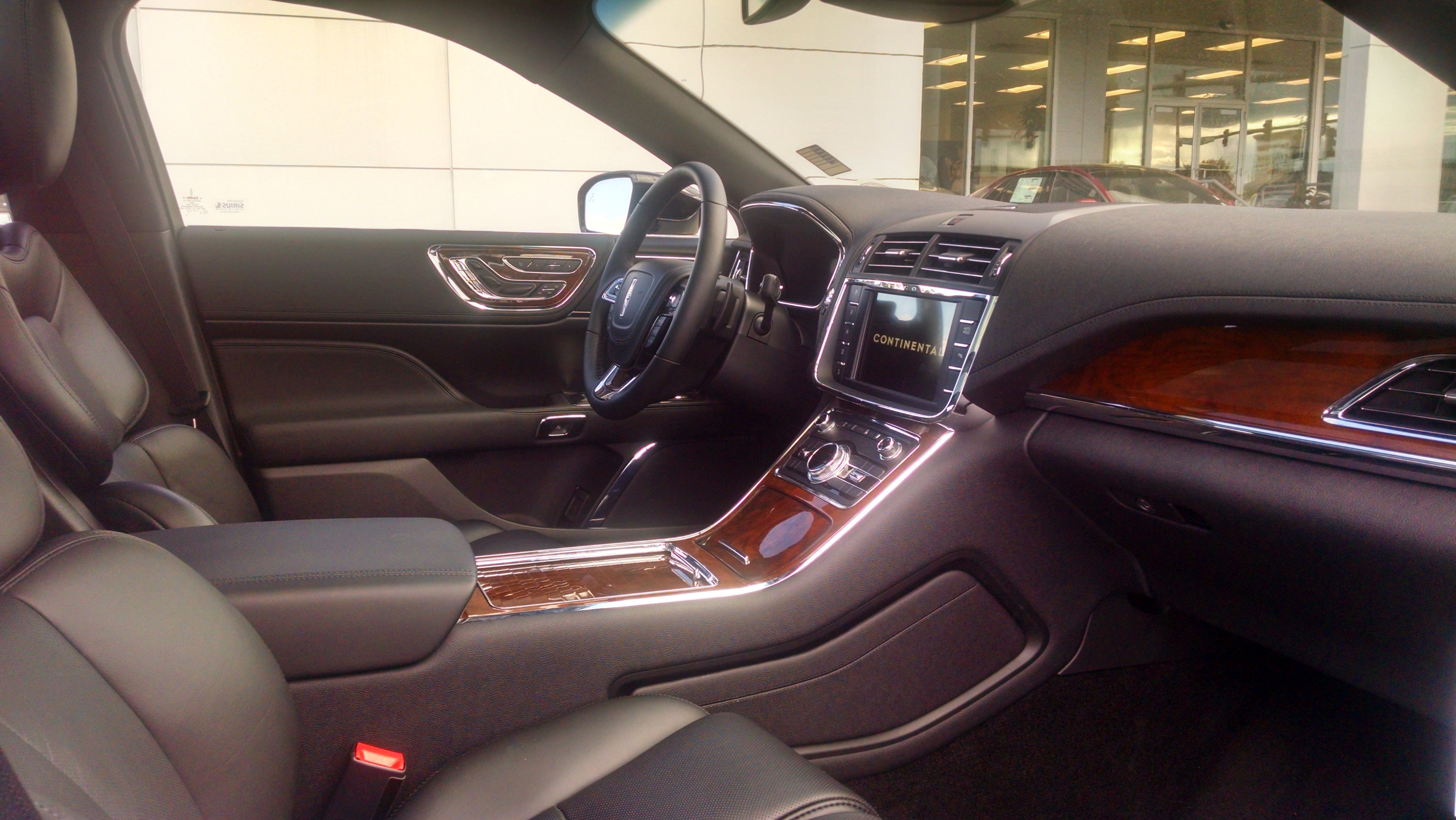
Салон моделі 2016-2020 рр.

Lincoln Continental 2016 року є представником десятого покоління розкішних седанів компанії (необхідно нагадати, що серійний випуск моделей дев'ятого покоління припинився ще в 2002 році). У 2015 році компанія представила концепт даного автомобіля, який викликав шквал позитивних емоцій, схвалення критиків і навіть множинні гучні припущення про те, що оновленому Континенталь судилося стати найуспішнішою моделлю за всю історію американського автомобілебудування.
Дизайн екстер'єру нового Lincoln Continental повністю відповідає концепції і усім основним стандартам стилю компанії, яка намагається надавати зовнішньому вигляду своїх автомобілів презентабельності, елегантності та вишуканості. Передню частину кузова Континенталь прикрашає яскрава решітка радіатора, солідні головні фари і рельєфний, стильний капот з виступом по центру.
В інтер'єрі нового Lincoln Continental велике значення надається множинним деталям. Всі сидіння, а також консоль і панель приладів мають оздоблення з найтоншої дорогої шкіри. Покриття підлоги виконано з натуральної вовни, а стелю обтягнуто атласом. Стильні хромовані деталі також присутні. На панелі приладів розміщений великий сенсорний екран, за допомогою якого відбувається управління більшістю функцій навігації. Автомобіль оснащений системою шумозаглушення для максимального відфільтрування небажаних звуків.
Під капотом седана розміщується 3.0-літровий 6-циліндровий бензиновий агрегат EcoBoost з двома турбонагнітачами, який відмінно взаємодіє з 9-ступеневою автоматичною трансмісією. Потужність цього мотора налічує 350—440 кінських сил, допомагаючи легко розвинути максимальну швидкість до позначки 250 км/год. Розгін зі стартової позиції до 100 км/год займає всього 6 секунд.
Привід на вибір може бути або передній, або повний.

### 80th Anniversary Coach Door Edition

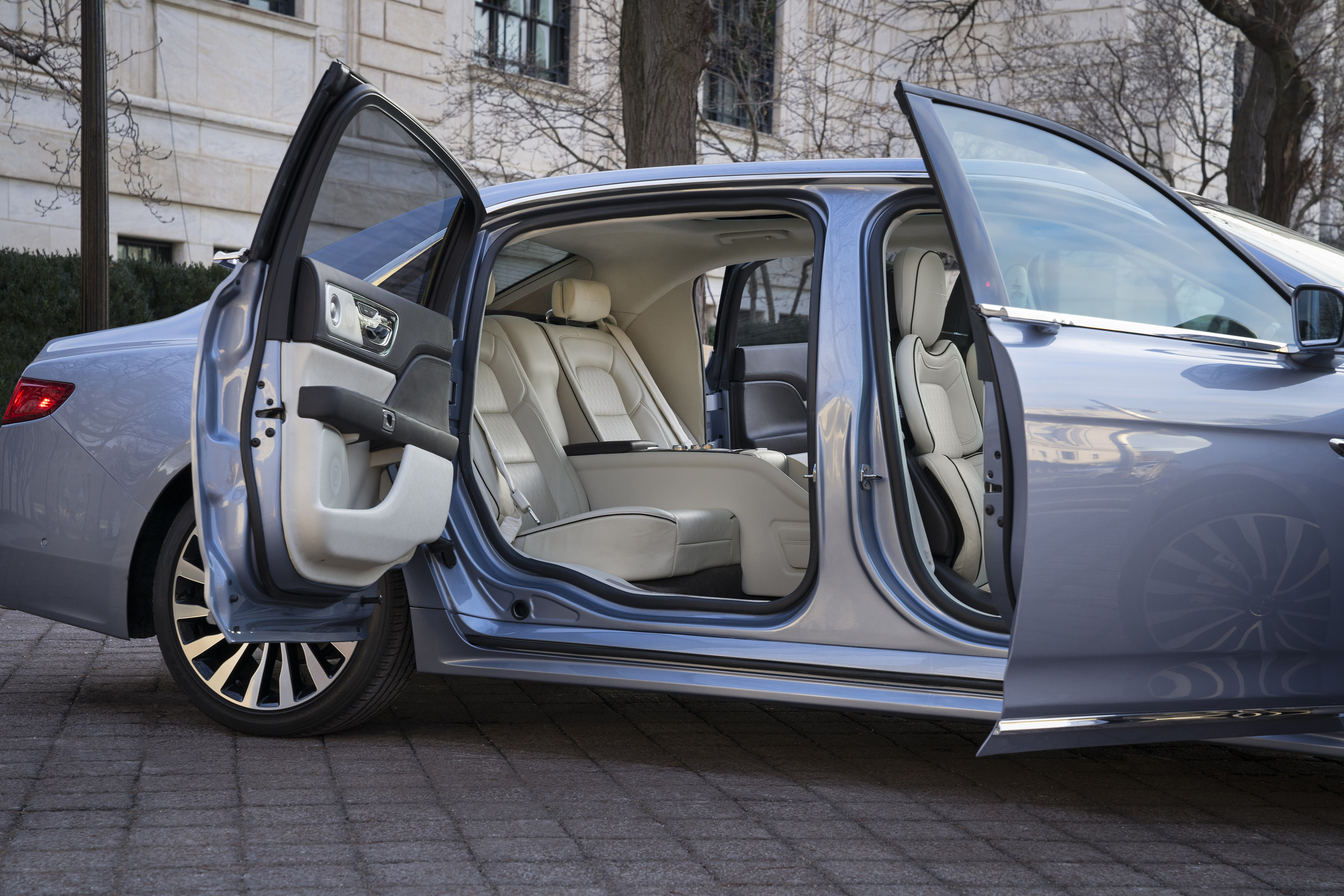
80th Anniversary Coach Door Edition

В 2018 році дебюувала спецверсія седана під довгою назвою Lincoln Continental 80th Anniversary Coach Door Edition. Задні двері мають оригінальну форму, тримаються на потужних здвоєних петлях і відкриваються проти руху майже на 90 градусів. До того ж колісна база збільшена на 152 мм (до 3147 мм), загальна довжина машини тепер перевищує 5,2 м, а за прорізами задніх дверей з'явилися додаткові глухі вставки в формі віконець.

### Двигуни
- 2.0 л EcoBoost I4 turbo 261 к.с. 386 Нм (Китай)
- 3.7 л Cyclone V6 309 к.с. 380 Нм
- 2.7 л EcoBoost V6 twin-turbo 340 к.с. 515 Нм
- 3.0 л EcoBoost V6 twin-turbo 378/406 к.с. 570/542 Нм
- 5.0 л Coyote V8 (Мексика)

## Продажі
| Календарний рік | Пн. Америка | Китай  |
| --------------- | ----------- | ------ |
| 1995            | 40,708      |        |
| 1996            | 32,019      |        |
| 1997            | 31,220      |        |
| 1998            | 35,210      |        |
| 1999            | 26,246      |        |
| 2000            | 22,648      |        |
| 2001            | 20,392      |        |
| 2002            | 15,435      |        |
| 2003            | 280         |        |
| 2016            | 5,261       | 204    |
| 2017            | 12,012      | 10,501 |
| 2018            | 8,758       |        |

## Lincoln Continental в масовій культурі
- Фільм «Голдфінгер» (1964 модельного року) — Одджоб відвозив містера Соло в Аеропорт, де по дорозі його вбив, а автомобіль утилізував на звалищі; кабріолет, яким Джеймса Бонда підвозять до злітної смуги.
- Фільм «Матриця» (1965 модельного року) — автомобіль, де головного героя Нео везуть на зустріч з Морфеєм, а пізніше до Оракула. у фільмах Матриця: Перезавантаження і Матриця: Революція з`являється модель 1963 року.
- Фільм «Час» (1961 модельного року) — автомобіль віп-таксі.
- Х/ф «Водний світ» (1963 модельного року) — автомобіль на танкері курців (піратів) Exxon Valdez.
- Х/ф «Інспектор Гаджет» (1963 модельного року) — Гаджетмобіль.
- Х/ф «Автомобіль-Вбивця» — в головній ролі (Автомобіль-вбивця).
- Фільм «Поганий Дід» — автомобіль Ірвінга Зісмана.
- Відеогра Mafia II (1941 модельного року) — автомобіль Віто Скалетти.
- Фільм «Хапай і біжи» (1967 модельного року) — автомобіль головного героя.
- Кліп гурту Maroon 5 на пісню Sugar (1961 модельного року) — автомобіль, на якому учасники гурту їздили по весіллях.